# Palais de la Cité
O Palais de la Cité, localizado na Île de la Cité, no rio Sena, no centro de Paris, é um importante edifício histórico que foi a residência dos monarcas da França do século VI até o século XIV, e tem sido o centro do sistema judiciário francês desde então, por isso é frequentemente chamado de Palais de Justice. Do século XIV até a Revolução Francesa, foi a sede do Parlamento de Paris. Durante a Revolução, serviu como tribunal e prisão, onde Maria Antonieta e outros prisioneiros foram mantidos e julgados pelo Tribunal Revolucionário. Desde o início do século XIX, tem sido a sede do Tribunal de Paris, da Corte de Apelação de Paris e da Corte de Cassação. O primeiro deles foi transferido para outro local em Paris em 2018, enquanto as outras duas jurisdições permaneceram no Palais de la Cité a partir de 2022.
O palácio foi reconstruído várias vezes ao longo de muitos séculos, como após grandes incêndios em 1618, 1776 e 1871. Seus principais vestígios medievais são a Sainte-Chapelle, um exemplar da arquitetura gótica, e a Conciergerie, um complexo palaciano do início do século XIV que serviu como prisão de 1380 a 1914. A maioria de suas outras estruturas atuais foi reconstruída do final do século XVIII ao início do século XX. A Conciergerie e a Sainte-Chapelle podem ser visitadas por entradas separadas.

## História

### Império Romano e início da Idade Média
Escavações arqueológicas encontraram vestígios de habitação humana na Île de la Cité desde 5000 a.C. até o início da Idade do Ferro, mas nenhuma evidência de que os habitantes celtas, os parísios, tenham usado a ilha como sua capital. Júlio César registrou um encontro com os líderes dos parísios e de outras tribos celtas na ilha em 53 a.C., mas nenhuma evidência arqueológica dos parísios foi encontrada. Entretanto, depois que os romanos conquistaram os parísios no primeiro século a.C., a ilha se desenvolveu rapidamente. Enquanto o fórum e a maior parte da cidade romana, chamada Lutetia, ficavam na margem esquerda, um grande templo estava localizado na extremidade leste da ilha, onde hoje se encontra a Catedral de Notre-Dame de Paris. A extremidade oeste da ilha era residencial e abrigava o palácio dos prefeitos romanos, ou governadores. O palácio era uma fortaleza galo-romana cercada por muralhas. No ano 360 d.C., o prefeito romano Juliano foi declarado imperador de Roma por seus soldados enquanto residia na cidade.
A partir do século VI, os reis merovíngios usaram o palácio como residência quando estavam em Paris. Clóvis, o rei dos francos, morou no palácio de 508 até sua morte em 511. Os reis que o seguiram, os carolíngios, mudaram sua capital para a parte leste do império e deram pouca atenção a Paris. No final do século IX, depois que uma série de invasões dos vikings ameaçou a cidade, o rei Carlos II, mandou reconstruir e reforçar as muralhas. Hugo Capeto (941-996), o conde de Paris, foi eleito rei dos franceses em 3 de julho de 987 e residia na fortaleza quando estava em Paris, mas ele e os outros reis capetianos passavam pouco tempo na cidade e tinham outras residências reais em Vincennes, Compiègne e Orleans. A administração e os arquivos do reino viajavam para onde quer que o rei fosse.

### Alta Idade Média

#### Início da era capetiana

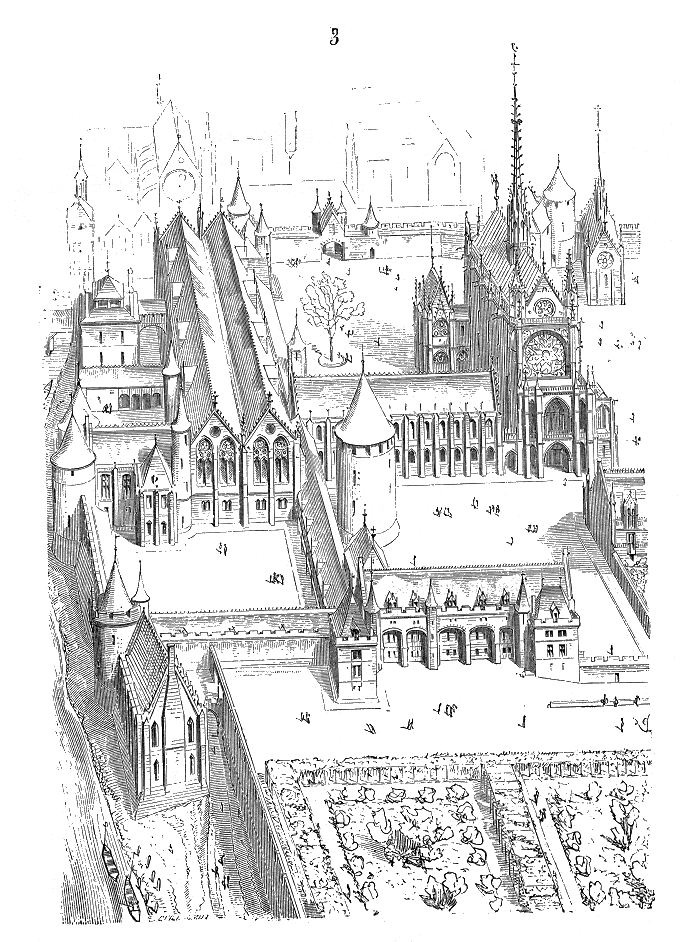
Desenho do palácio em sua aparência após a construção da Sainte-Chapelle (consagrada em 1248), por Viollet-le-Duc.

No início da dinastia capetiana, o rei da França governava pouco mais do que o que hoje é a Île-de-France. Mas, por meio de uma política de conquistas e casamentos, eles começaram a expandir seu reino e a transformar a antiga fortaleza galo-romana em um palácio. Roberto II, filho de Hugo Capeto, que governou de 972 a 1031, permanecendo em Paris com mais frequência do que seus antecessores. Ele reconstruiu a fortaleza principalmente para atender às demandas por mais conforto de sua terceira esposa, Constança de Arles. Roberto reforçou as antigas muralhas e acrescentou portões fortificados; a entrada principal, provavelmente, ficava no lado norte. As muralhas cercavam um retângulo de 130 metros de comprimento e 110 metros de largura. Dentro das muralhas, Roberto construiu o Salle de Roi, salão de reuniões da Curia Regis, a assembleia dos nobres e do conselho real. A oeste desse edifício, ele construiu sua própria residência, a Chambre de Roi. Por fim, construiu uma capela dedicada a São Nicolau.

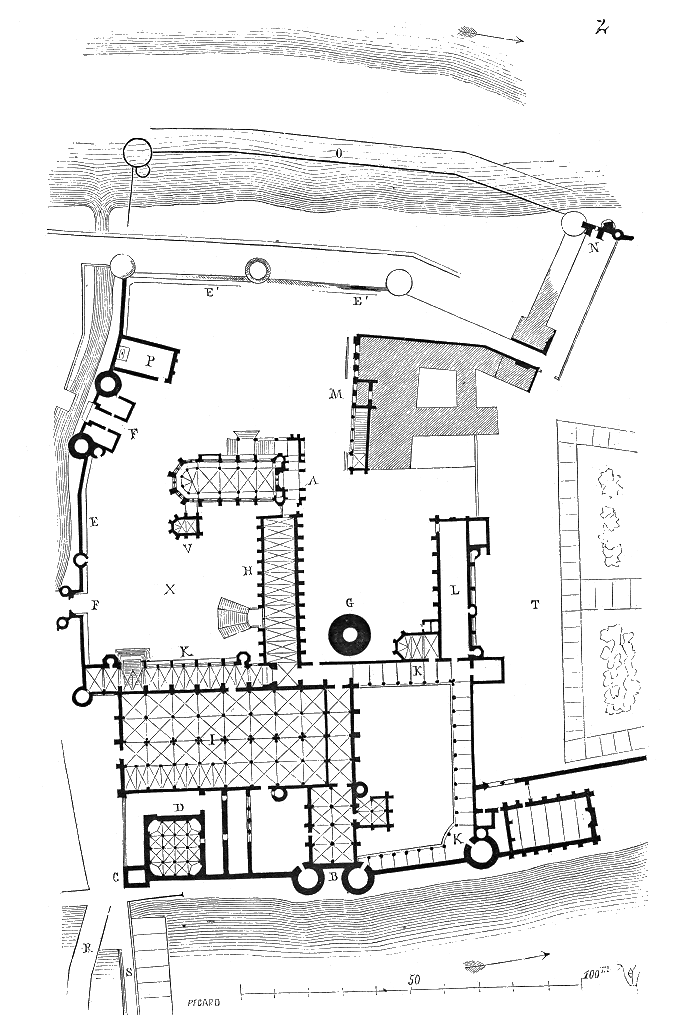
Planta baixa do palácio como ficou após a construção da Sainte-Chapelle, por Eugène Viollet-le-Duc, com a Saint-Chapelle (identificada como "A") próxima ao centro e o local da Conciergerie posterior abaixo dela.

Outros acréscimos foram feitos por Luís VI, com a ajuda de seu amigo e aliado, Suger, o abade da Basílica de Saint-Denis. Luís VI terminou a capela de São Nicolau, demoliu a antiga torre de menagem no centro e construiu uma nova torre de menagem maciça, a Grosse Tour, com 11,7 metros de largura na base e paredes de três metros de espessura. Essa torre existiu até 1776.
Seu filho, Luís VII (1120-1180), ampliou a residência real e acrescentou um oratório; o andar inferior do oratório tornou-se mais tarde a capela da atual Conciergerie. Nessa época, a entrada do palácio ficava no lado leste, na Cour du Mai, onde foi construída uma grande escada cerimonial. A parte oeste da ilha foi transformada em um jardim murado e um pomar.

#### Filipe II
Filipe II (1180-1223) modernizou a administração real e colocou os arquivos reais, o tesouro e os tribunais no Palais de la Cité e, depois disso, a cidade funcionou, exceto por breves períodos, como a capital do reino. Em 1187, ele recebeu o rei inglês, Ricardo I, em seu palácio. Os registros da corte mostram a criação de um novo cargo oficial, o concierge, que era responsável pela administração dos tribunais de nível inferior e médio dentro do palácio. Mais tarde, o palácio recebeu o nome desse cargo. Filipe também melhorou a qualidade do ar e o cheiro ao redor do palácio, fazendo com que as ruas lamacentas ao redor do local fossem pavimentadas com pedra. Essas foram as primeiras ruas pavimentadas de Paris.

#### Luís IX e a Sainte-Chapelle
O neto de Filipe, Luís IX (1214-1270), mais tarde conhecido como São Luís, construiu um novo santuário dentro dos muros do palácio para demonstrar que ele não era apenas o rei da França, mas também o líder do mundo cristão. Entre 1242 e 1248, no local da antiga capela, Luís construiu a Sainte-Chapelle para guardar as relíquias sagradas que ele havia adquirido em 1238 do governador de Constantinopla, incluindo a reputada Coroa de Espinhos e a madeira da cruz da crucificação de Cristo. A capela tinha dois níveis: o nível inferior, para os servos comuns do rei, e o nível superior, para o rei e a família real. A capela superior era conectada diretamente à residência do rei por uma passagem coberta, chamada Galerie Merciére. Somente o rei tinha permissão para tocar a Coroa de espinhos, que ele retirava todos os anos na Sexta-Feira Santa.
Luís IX também criou vários novos escritórios para gerenciar as finanças, a administração e o sistema judiciário de seu crescente reino. Essa nova burocracia, instalada no palácio, acabou gerando conflitos entre o governo real e os nobres, que tinham seu próprio tribunal superior, o Parlement de Paris. Para dar espaço à sua crescente burocracia e criar residências para os chanoines ou cônegos, que administravam o estabelecimento religioso, ele mandou demolir a parede sul do palácio e substituí-la por moradias. No lado norte do palácio, do lado de fora dos muros da Tour Bonbec, ele construiu um novo salão cerimonial, o Salle sur l'eau.

#### Filipe IV

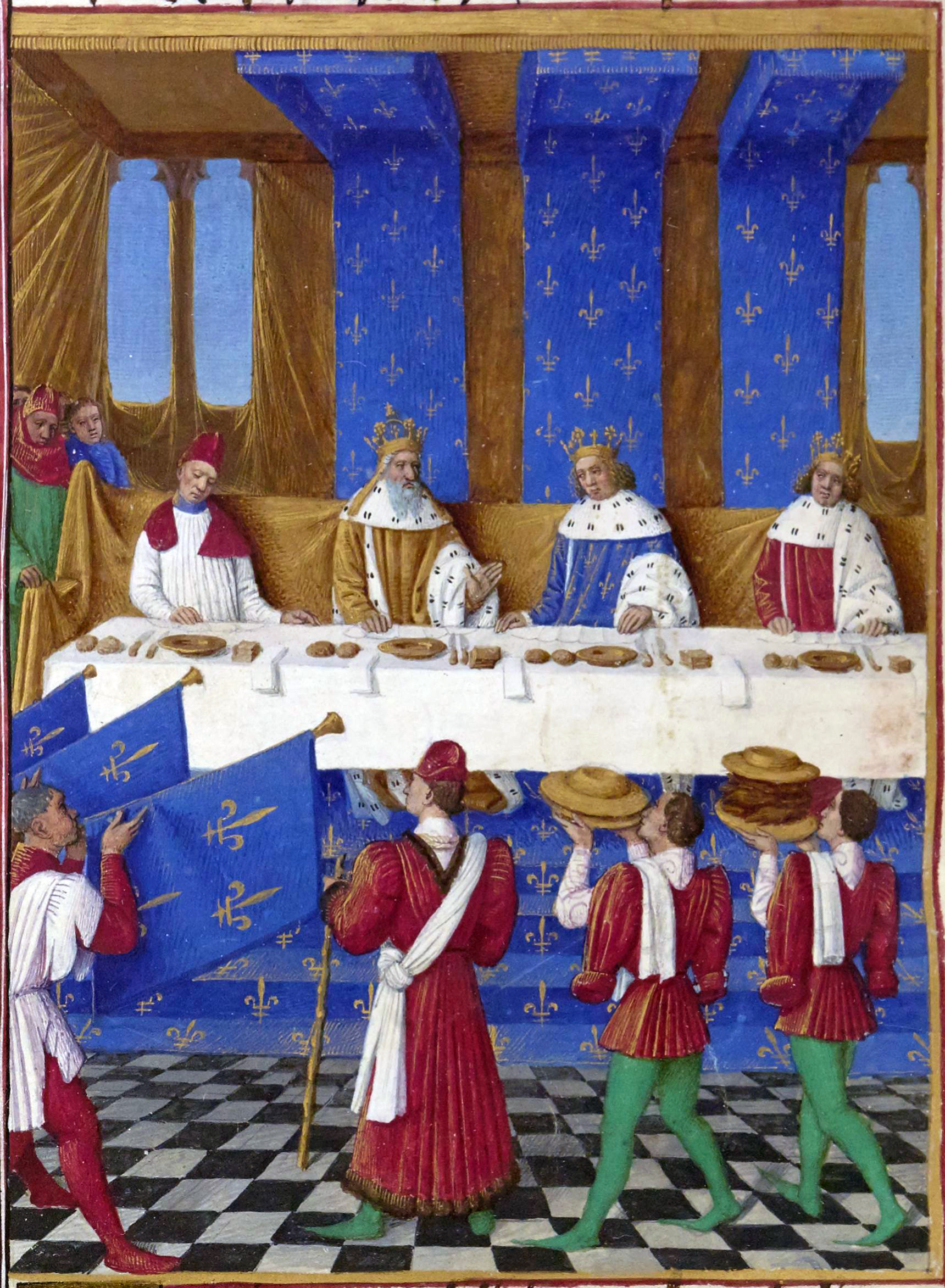
Um banquete em 1358 oferecido por Carlos V da França no Grand'Salle para seu tio Carlos IV, Sacro Imperador Romano, por Jean Fouquet.

Filipe IV (1285-1314) e seu camareiro, Enguerrand de Marigny, reconstruíram, ampliaram e embelezaram o palácio. No lado norte do palácio, ele desapropriou terras pertencentes aos condes da Bretanha e construiu novos prédios para a Chambre des Enquetes, que supervisionava a administração pública; a Grand'Chambre, outro tribunal superior; e duas novas torres, a Tour Cesar e a Tour d'Argent, além de uma galeria que conectava o palácio à Tour Bombec. Os escritórios reais receberam seus nomes das diferentes câmaras, ou cômodos, do palácio; a Chambre des Comptes, câmara das contas, era o tesouro do reino, e os tribunais eram divididos entre a Chambre civile e a Chambre criminelle.

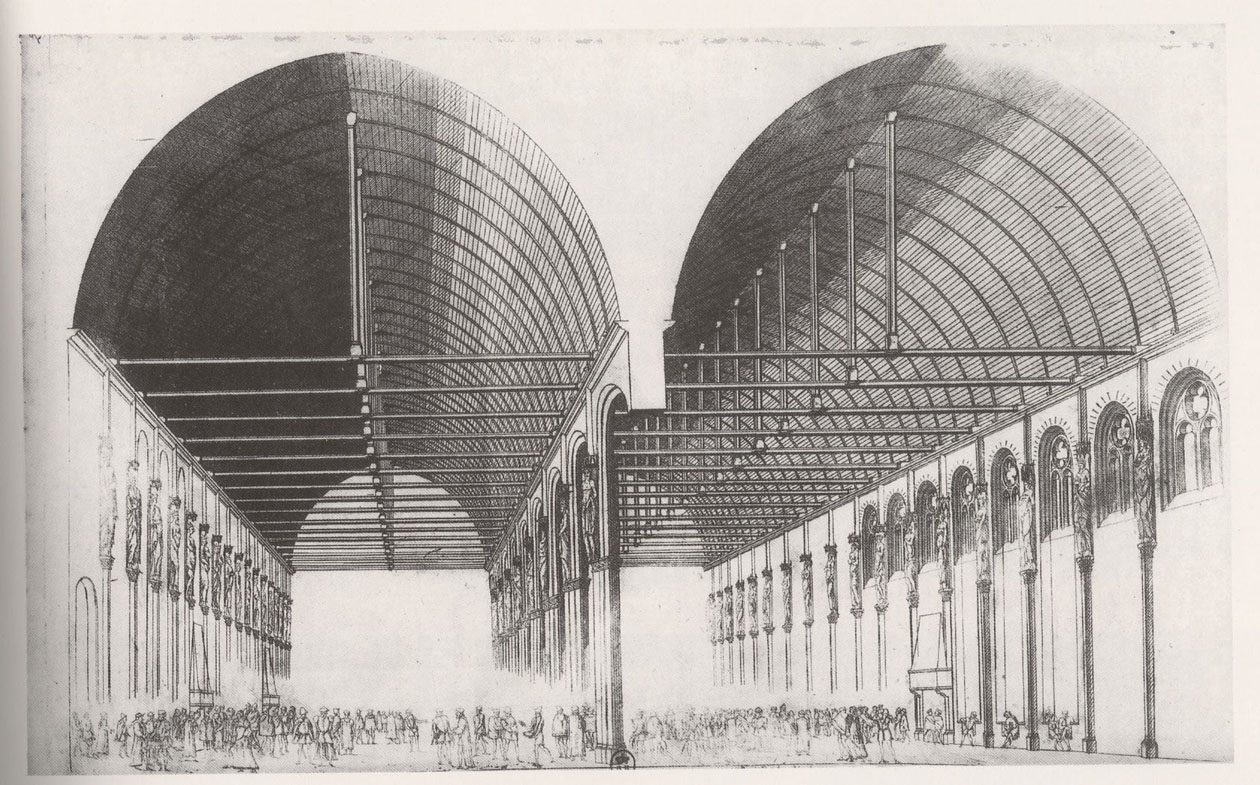
A Grand'Salle do Palácio no século XVI, por Androuet du Cerceau.

No local do antigo Salle de Roi, ele construiu um salão de assembléias muito maior e mais ricamente decorado, o Grand'Salle, que tinha uma nave dupla, cada uma coberta por um teto alto de madeira em arco. Uma fileira de oito colunas no centro do salão sustentava a estrutura de madeira do teto. Em cada um dos pilares, e nas colunas ao redor das paredes, foram colocadas estátuas policromadas dos reis da França. No centro do salão havia uma enorme mesa feita de mármore preto da Alemanha, usada para banquetes, tomada de juramentos, reuniões de altas cortes militares e outras funções oficiais. Um fragmento da mesa ainda existe e está em exibição na Conciergerie. A Grand'Salle era usada para banquetes reais, processos judiciais e apresentações teatrais.
Na extremidade oeste da ilha, onde hoje fica a Place Dauphine, havia um jardim privado murado, uma casa de banhos onde o rei podia se banhar na água do rio e um cais, de onde o rei podia viajar de barco para suas outras residências, a fortaleza do Louvre na margem direita e a Tour de Nesle na margem esquerda.
O andar inferior abaixo da Grand'Salle continha a Salle des Gardes para os soldados que protegiam o rei, bem como a sala de jantar para a família do rei, incluindo oficiais, funcionários, oficiais da corte e servos. Os altos funcionários da corte tinham suas próprias casas na cidade, enquanto os funcionários inferiores e os servos moravam dentro do palácio. Na época de Filipe IV, a família do rei contava com cerca de trezentas pessoas; considerando os criados da rainha e dos filhos do rei, o número aumentava para cerca de seiscentas pessoas.
Filipe fez várias outras mudanças importantes no palácio. Ele reconstruiu a parede sul e moveu a parede do lado leste para ampliar o pátio cerimonial. A nova parede, mais parecida com a de um palácio do que com a de uma fortaleza, tinha dois grandes portões e echauguettes, ou pequenos postos elevados para vigias nos ângulos da parede. Ele restaurou o Salle d'Eau, ampliou a Logos de Roi, ou residência real, mais ao sul, construiu um novo prédio para a Chambre des comptes, ou tesouraria real, e ampliou o jardim. As obras estavam quase concluídas quando o rei morreu em 1314. Os sucessores de Filipe fizeram mais alguns acréscimos; João II (1319-1364) construiu novas cozinhas em dois níveis a noroeste do Grand'Salle e construiu uma nova torre quadrada. Mais tarde, seu filho, Carlos V (1338-1380) instalou um relógio na torre, que ficou conhecida como Tour de l'Horloge.

### Final da Idade Média
A Guerra dos Cem Anos entre a Inglaterra e a França mudou a história e a função do palácio. O rei João II foi tomado como refém pelos ingleses. Em 1358, o líder dos comerciantes de Paris, Etienne Marcel, liderou uma revolta contra a autoridade real. Seus soldados invadiram o palácio e, na presença do filho do rei, o futuro Carlos V, mataram os conselheiros do rei, Jean de Conflans e Robert de Clermont. A rebelião foi abandonada e Marcel foi morto, mas quando Carlos V assumiu o trono em 1364, ele decidiu mudar sua residência para uma distância segura do centro da cidade. Ele construiu uma nova residência, o Hôtel Saint-Pol, no bairro de Marais, perto da segurança da fortaleza da Bastilha. Mais tarde, o Palácio do Louvre e, depois, o Castelo de Vincennes se tornaram as residências reais.
Os reis da França não abandonaram totalmente o palácio. Eles retornavam com frequência para cerimônias na Grand'Salle, recepções para monarcas estrangeiros, para presidir as sessões do Parlement de Paris e para exibir as relíquias sagradas em Saint-Chapelle para a veneração da corte. Até o século XVI, alguns dos reis faziam estadias prolongadas no palácio. No entanto, a principal ocupação do palácio passou a ser a administração do tesouro e, especialmente, da justiça real. Ele se tornou a sede do Parlement de Paris, que não era um órgão legislativo, mas uma alta corte da nobreza. O Parlement registrava todos os decretos reais e era o tribunal de apelação para a nobreza das decisões dos tribunais reais. Ele se reunia na Grand'Chambre, presidida pelo rei. A administração do palácio ficou sob a responsabilidade do concierge, um alto funcionário da corte nomeado pelo rei. Em um determinado momento do século XV, o título pertenceu a Isabel da Baviera, esposa do rei Carlos VI. O palácio gradualmente recebeu o nome desse funcionário e foi chamado de Conciergerie.
No século XIV, o palácio também era usado para confinar prisioneiros importantes, já que não era necessário transferi-los da principal prisão da cidade, em Châtelet, para julgamento. Além disso, o palácio tinha suas próprias câmaras de tortura, usadas para incentivar a rápida confissão dos prisioneiros. No século XV, o palácio era uma das principais prisões de Paris. A entrada da prisão estava localizada no pátio principal, o Cour du Mai, nomeado em homenagem à árvore que os funcionários do Palácio tradicionalmente colocavam ali a cada primavera. As celas da prisão estavam localizadas nos andares inferiores do palácio e nas torres, onde também eram realizadas as torturas. Os prisioneiros raramente eram mantidos ali por muito tempo. Assim que a sentença era dada, eles eram levados brevemente para o pátio em frente à Catedral de Notre-Dame para que sua confissão fosse ouvida e, em seguida, para sua execução na Place de Greve.
Entre os prisioneiros notáveis mantidos no palácio antes de suas execuções estavam Enguerrando de Marigny, o chanceler de Filipe IV, que supervisionou a construção de grande parte do palácio, acusado de corrupção pelo sucessor do rei, Luís X; o conde de Montgomery, cuja lança feriu fatalmente Henrique II durante um torneio e que, mais tarde, foi acusado de defender reformas religiosas e desobediência ao rei Carlos IX; François Ravaillac, o assassino de Henrique IV; Marie-Madeleine d'Aubray, a marquesa de Brinvilliers, uma famosa envenenadora; o bandido Cartouche; e Robert-François Damiens, um servo do palácio que tentou matar Luís XV. Jeanne de Valois, a Condessa de la Motte, figura central do famoso Caso do Colar de Diamantes, que conspirou para defraudar Maria Antonieta, foi detida ali, chicoteada, marcada com um V de "voleur" (ladrão) e depois transferida para a Prisão de Saltpétriére para ser condenada à prisão perpétua, mas escapou alguns meses depois.

### Início da Era Moderna

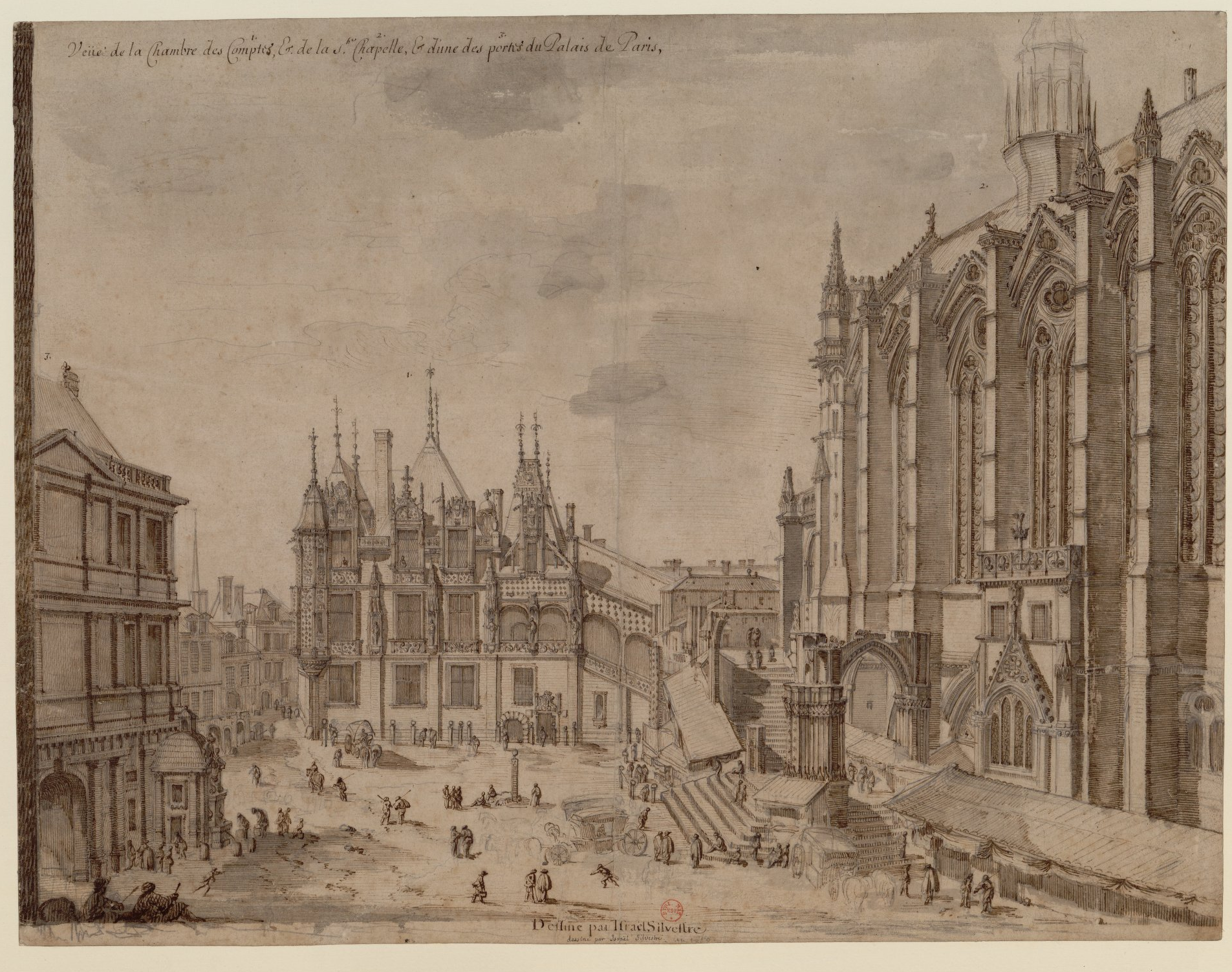
A Chambre de comptes (centro) e a Sainte-Chapelle (à direita) por volta de 1640.

Do século XIV ao XVIII, os reis da França fizeram muitas modificações no palácio, especialmente na Sainte-Chapelle. Em 1383, Carlos VI substituiu o pináculo da Sainte-Chapelle e, no final do século, um oratório foi construído na parte externa da capela, contra a parede sul. De 1490 a 1495, Carlos VIII instalou uma nova rosácea na fachada oeste da capela. Em 1504, Luís XII acrescentou uma escadaria monumental no lado sul do palácio e construiu um novo prédio para a chambre des comptes, o tesouro real. Em 1585, Henrique III acrescentou um relógio de sol à parede da torre do relógio e iniciou a construção da Pont Neuf, uma nova ponte para conectar a ilha às margens esquerda e direita do Sena. Em 1607, Henrique IV abandonou o jardim real no final da ilha e mandou construir uma nova praça residencial, a Place Dauphine, no local. Em 1611, Luís XIII mandou reconstruir em pedra as margens do rio ao redor da ilha.

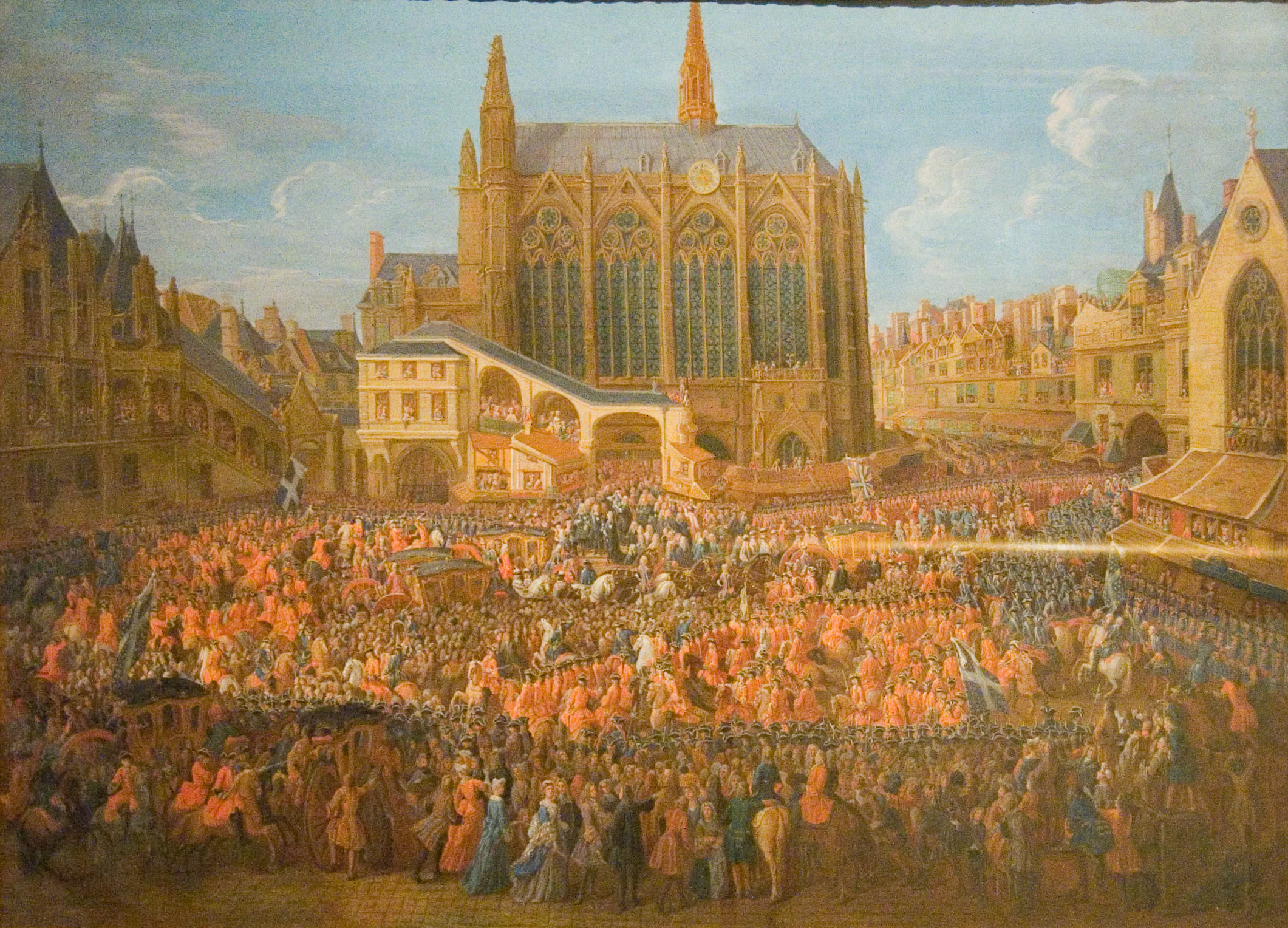
Luís XIV chega ao Palais de la Cité para presidir uma sessão do Parlement de Paris (1715).

Em 1618, um grande incêndio destruiu o Grand'Salle. Ele foi reconstruído seguindo o mesmo projeto de Salomon de Brosse em 1622. Em 1630, outro incêndio destruiu a torre da Sainte-Chapelle, que foi substituída em 1671. Em 1671, o rei Luís XIV, sempre com pouco orçamento para seus grandes projetos, seguiu a prática anterior de Henrique IV na Place Dauphine e começou a dividir o excesso de terra ao redor do palácio em lotes para novas construções. No século XVIII, o palácio estava completamente cercado por casas particulares e lojas construídas contra suas paredes.

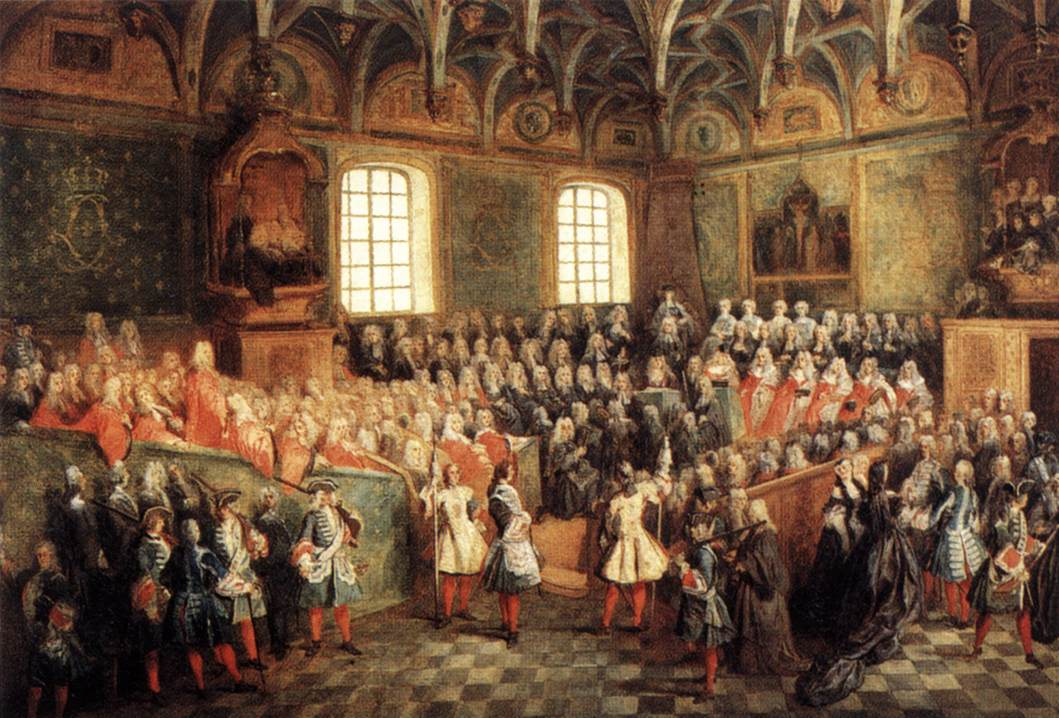
O Parlement de Paris se reúne como um tribunal superior em 1723.

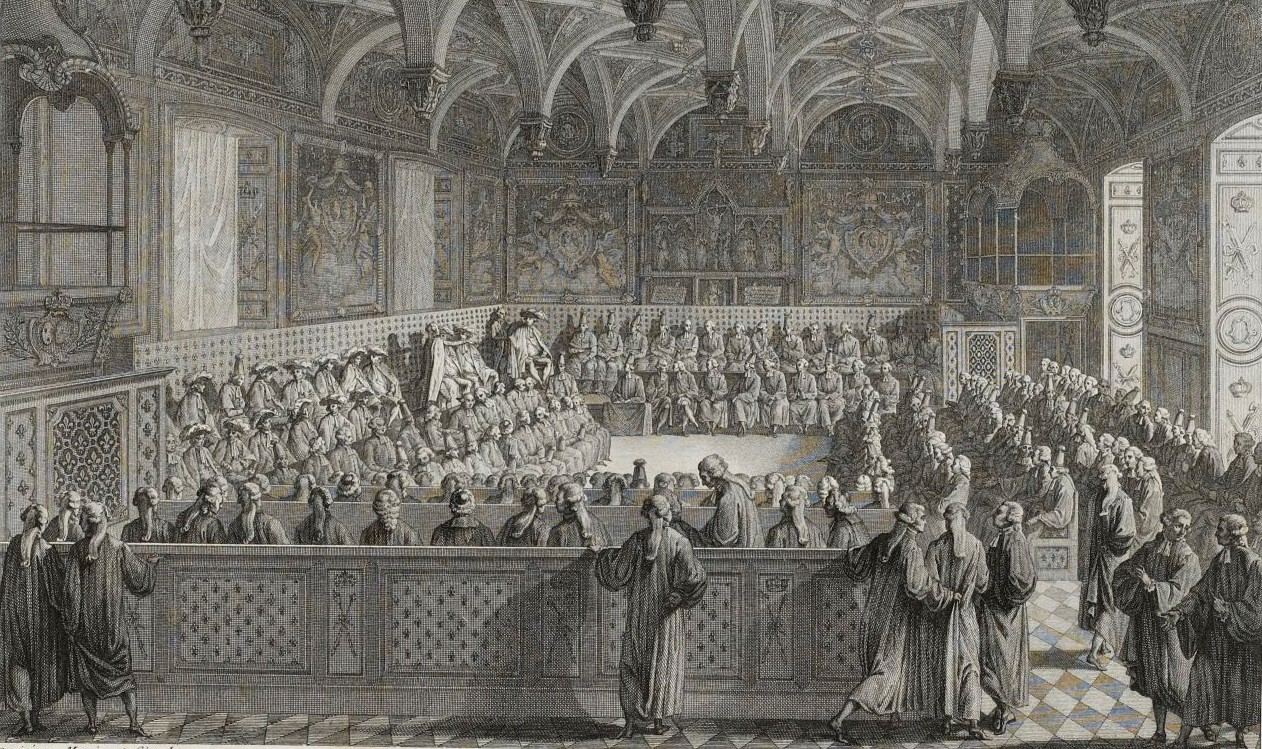
Sessão do Parlamento de Paris, com a presença de Luís XVI, na Grande Câmara (19 de novembro de 1787).

No final dos séculos XVII e XVIII, o palácio foi atingido por uma série de catástrofes naturais. O rio Sena subiu durante o inverno de 1689-1690, inundando o palácio e causando danos consideráveis, inclusive a destruição dos vitrais no nível inferior da Sainte-Chapelle. Em 1737, um incêndio destruiu a Cour de Comptes. A reconstrução do edifício foi realizada por Jacques Gabriel, pai de Ange-Jacques Gabriel, arquiteto da Place de la Concorde. Um incêndio ainda mais grave ocorreu em 1776, causando sérios danos à residência do rei, à Grosse Tour, e aos edifícios ao redor da Cour de Mai. Na reconstrução, o antigo Tesouro de Chartres, a Grosse Tour e a parede leste do palácio foram demolidos. Uma nova face, a fachada atual, foi dada ao que ficou conhecido como Palácio da Justiça; uma nova galeria foi construída na Sainte-Chapelle; uma nova capela foi construída dentro da Conciergerie para substituir o oratório do século XII, e muitas novas celas de prisão foram construídas, as quais desempenhariam um papel notório na Revolução Francesa.

### Revolução e terror

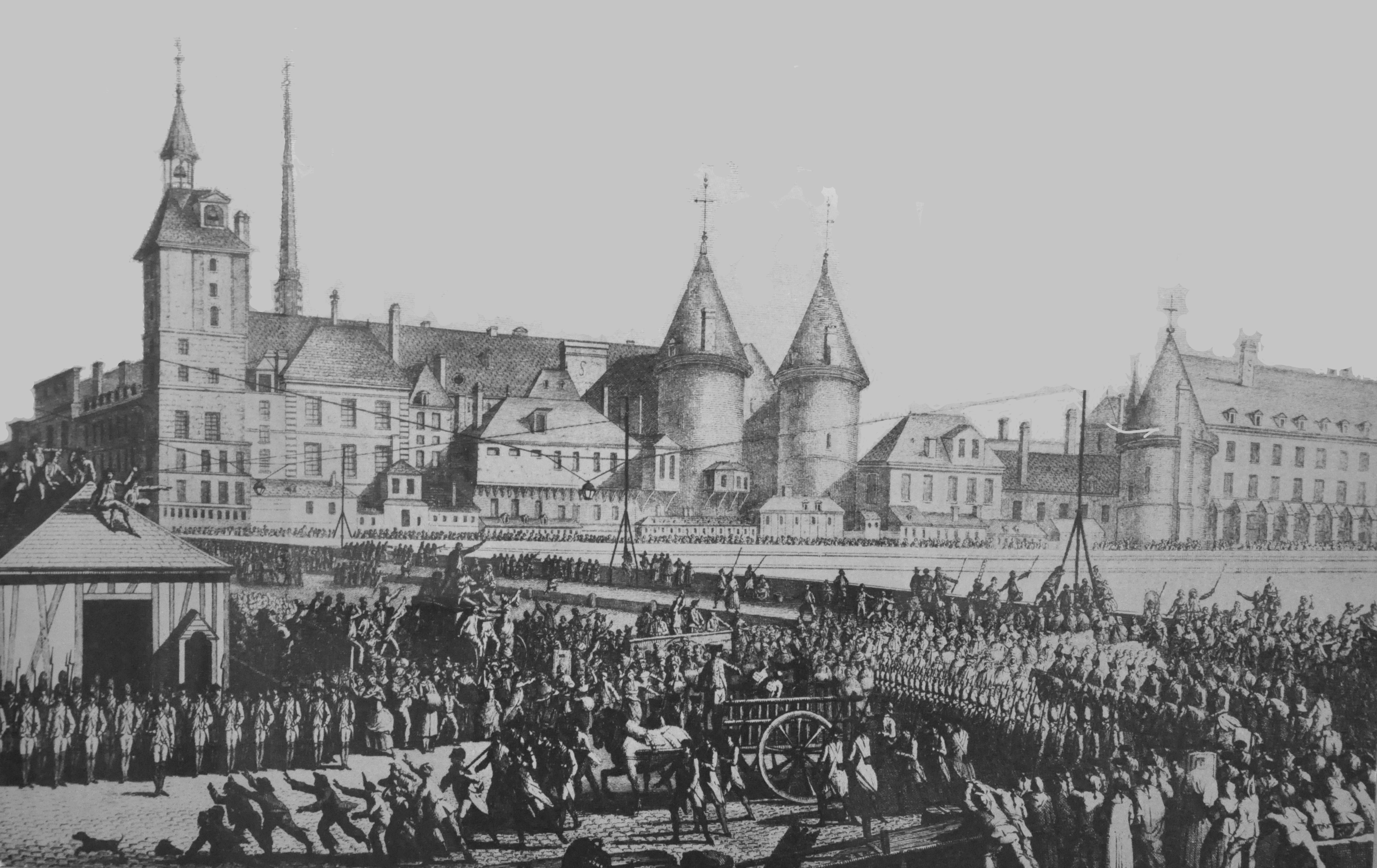
A Conciergerie durante a Revolução (1790).

Nos anos turbulentos que antecederam a Revolução Francesa, um importante centro de oposição à autoridade do rei, o Parlamento de Paris, foi encontrado na Conciergerie. Em maio de 1788, os nobres, que se reuniram no Grand'Salle da Conciergerie, recusaram-se a permitir que o rei iniciasse uma investigação sobre um de seus membros.
Em julho de 1789, após a tomada da Bastilha, o poder passou para uma nova Assembleia Constituinte, que tinha pouca simpatia pelos nobres do Parlamento de Paris. A Assembleia colocou o Parlement em férias indefinidas e, em 1790, o primeiro prefeito eleito de Paris, Jean Sylvain Bailly, fechou e lacrou os escritórios do Parlement.
A Revolução tomou um rumo mais radical em agosto de 1792, quando a primeira Comuna de Paris e os sans-culottes tomaram o Palácio das Tulherias e prenderam o rei. Em setembro, os sans-culottes massacraram 1.300 prisioneiros em quatro dias, incluindo os que estavam na Conciergerie, que foram mortos no Cour des Femmes, o pátio onde as mulheres presas podiam se exercitar.
O novo governo revolucionário da Convention (Convenção) logo se dividiu em duas facções, os girondinos, mais moderados, e os montagnards, mais radicais, liderados por Robespierre. Em 10 de março de 1793, a Convenção, contra a oposição dos girondinos, ordenou a criação de um Tribunal Revolucionário, com sede na Conciergerie. O tribunal se reuniu no Grand'Salle, onde o Parlamento de Paris realizava suas reuniões, que foi renomeado para Salle de la Liberte. Ele foi chefiado por Fouquier-Tinville, um ex-procurador do Estado, auxiliado por um júri de doze membros. Na Convenção, Robespierre fez aprovar uma nova Lei sobre Suspeitos, que privou os prisioneiros do Tribunal da maioria de seus direitos. Não havia apelação para as decisões do tribunal, e as sentenças de morte eram executadas no mesmo dia.

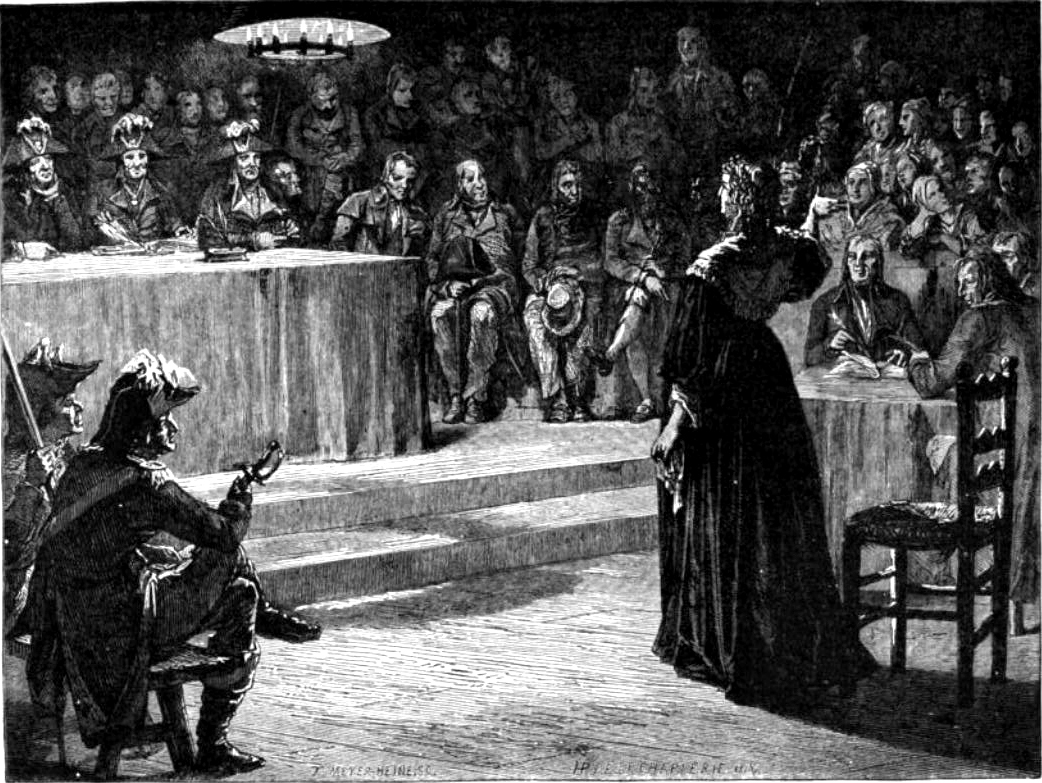
Maria Antonieta em julgamento perante o Tribunal Revolucionário, segundo Hippolyte de la Charlerie, gravado por Jacob Meyer-Heine para a Histoire de la Revolution, de Blanc.

Entre os primeiros a serem julgados estava Maria Antonieta, que havia sido mantida prisioneira por dois meses e meio desde o julgamento e a execução de seu marido, Luís XVI. Ela foi julgada em 16 de outubro de 1793 e executada no mesmo dia. Em 24 de outubro, vinte membros girondinos da Convenção foram levados a julgamento por conspirar contra a unidade da nova República e imediatamente executados. Outros levados ao Tribunal e executados incluíam Philippe Egalite, um primo do rei, que havia votado a favor da execução do rei (6 de novembro); Bailly, o primeiro prefeito eleito de Paris (11 de novembro) e Madame du Barry, uma das favoritas do avô do rei, Luís XV (8 de dezembro).
Os prisioneiros raramente passavam muito tempo na Conciergerie; a maioria era levada para lá alguns dias ou, no máximo, algumas semanas antes do julgamento. Havia até seiscentos prisioneiros por vez e um pequeno número de prisioneiros ricos recebia suas próprias celas, mas a maioria ficava amontoada em grandes celas comuns, com palha no chão. Ao amanhecer, as portas das celas eram abertas e os prisioneiros podiam se exercitar no pátio ou nos corredores. As mulheres presas iam para um pátio separado com uma fonte, onde podiam lavar suas roupas. Os prisioneiros se reuniam ao pé da Torre Bonbec todas as noites para ouvir os guardas lerem os nomes daqueles que seriam levados ao Tribunal no dia seguinte. Tradicionalmente, aqueles cujos nomes eram anunciados recebiam um magro banquete com outros prisioneiros naquela noite.
Logo o Tribunal julgou qualquer pessoa que se opusesse a Robespierre. Jacques Hébert, Danton, Camille Desmoulins e muitos outros foram levados ao Tribunal, julgados e executados. Tantos oponentes de Robespierre foram presos que o Tribunal começou a julgá-los em grupos. Em julho de 1794, uma média de trinta e oito pessoas por dia eram julgadas e guilhotinadas. Aos poucos, porém, a oposição cresceu contra Robespierre, que foi acusado de querer ser um ditador. Ele foi preso em 28 de julho de 1794, depois de tentar, sem sucesso, atirar em si mesmo. Ele foi levado para a enfermaria da Conciergerie e, algumas horas depois, foi julgado pelo Tribunal e executado na Place de la Revolution. O chefe do Tribunal, Fouquier-Tinville, foi preso e, após nove meses de prisão na Conciergerie, também foi executado em 9 de maio de 1795. O Tribunal Revolucionário foi abolido em 7 de maio de 1795, depois de ter levado à morte 2.780 pessoas em 718 dias.

### Séculos XIX, XX e XXI

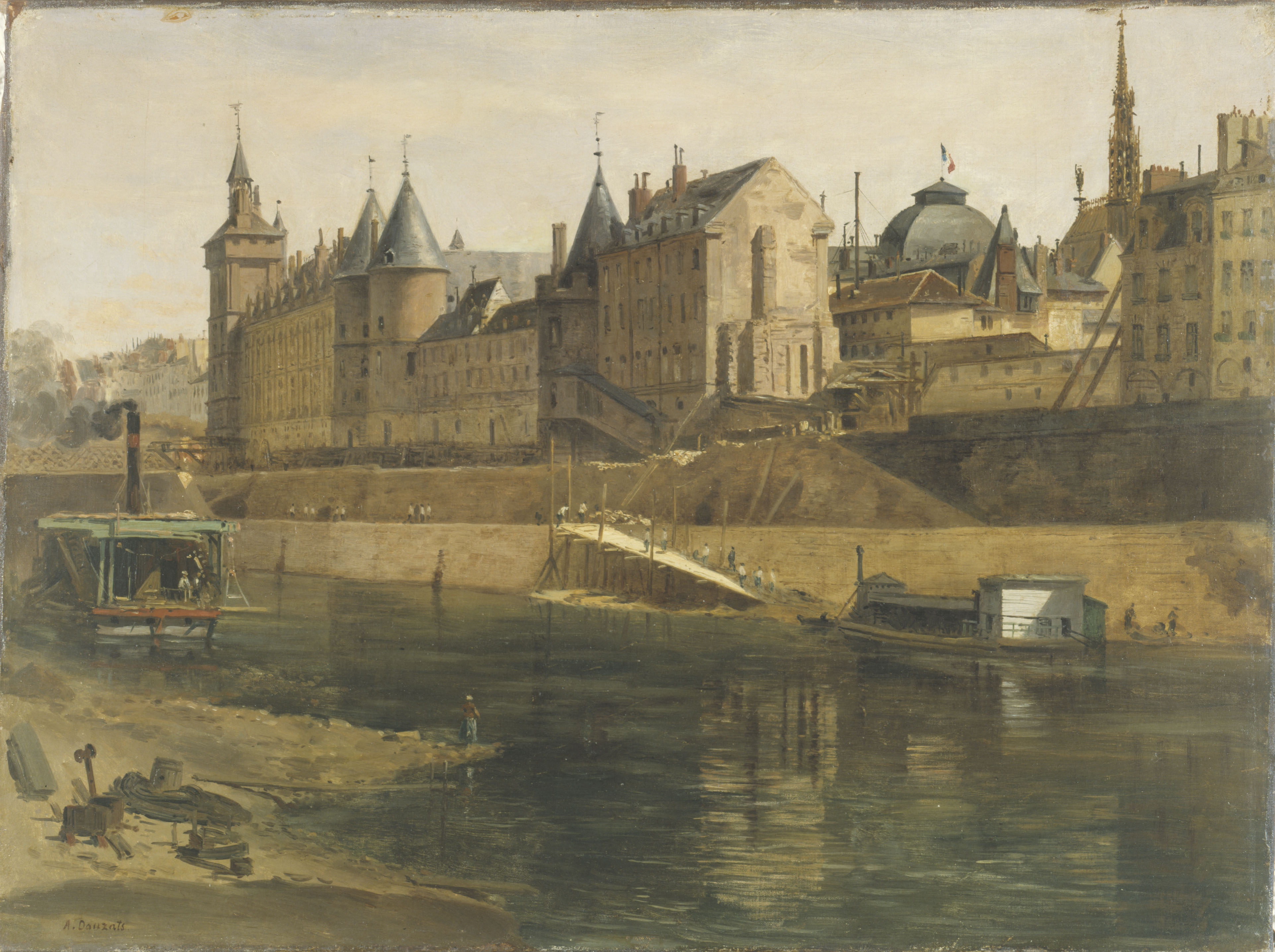
O Palais em 1858, por Adrien Dauzats.

Após a Revolução, o palácio tornou-se a sede do sistema judiciário da França, mas também continuou sua vocação de prisão. Durante o consulado de Napoleão Bonapartre, o rebelde Georges Cadoudal ficou preso lá até sua execução em 1804. Após a queda de Napoleão, um de seus generais mais famosos, o marechal Michel Ney, foi preso lá antes de sua execução em 1815, assim como o sobrinho de Napoleão, o futuro Napoleão III, após sua tentativa fracassada de derrubar o rei Luís Filipe. Os anarquistas Giuseppe Fieschi e Felice Orsini, que tentaram matar Luís Filipe e Napoleão III, respectivamente, foram presos lá, assim como outro anarquista famoso, Ravachol, que foi executado em 1892.

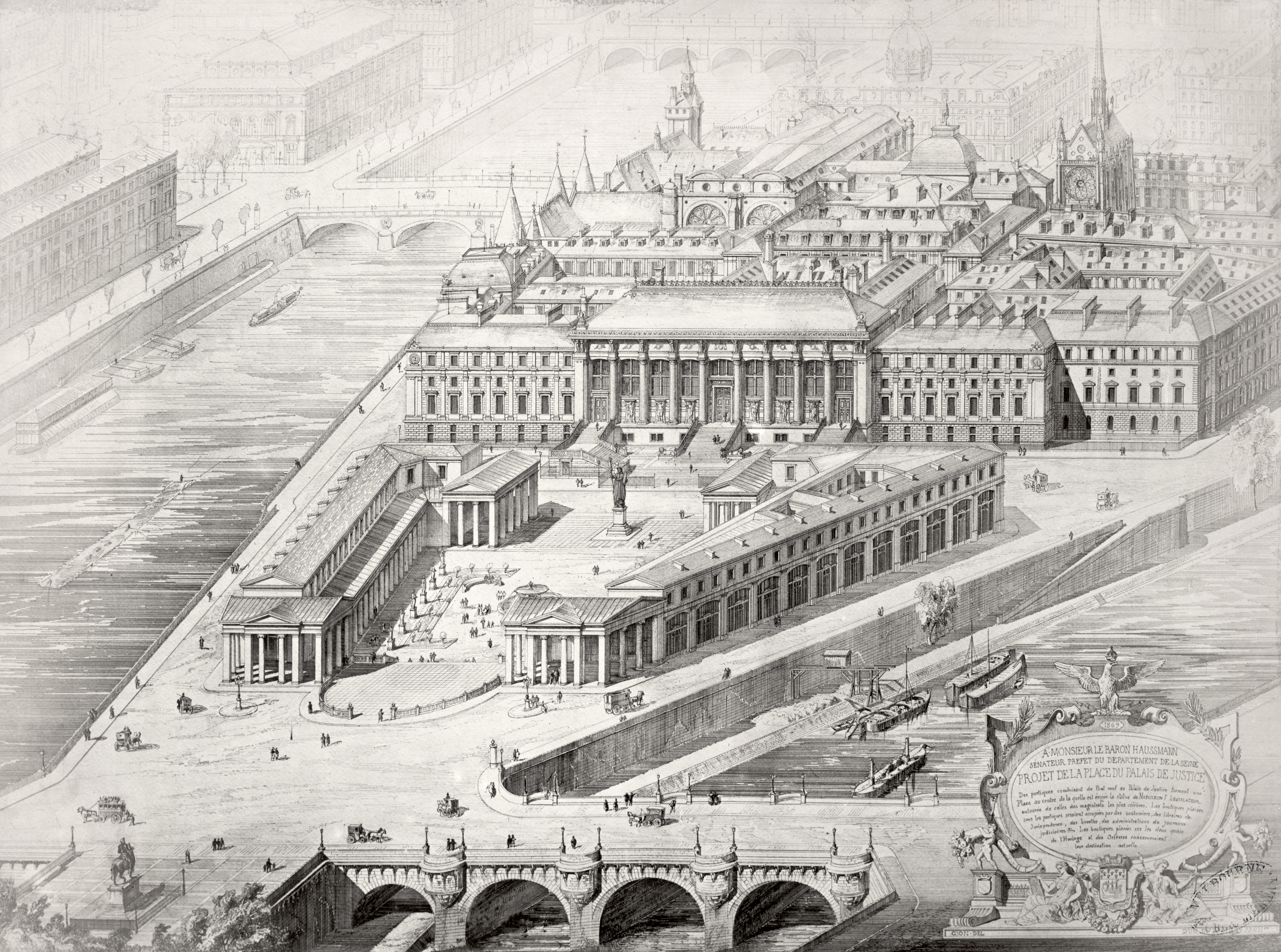
Projeto para abrir a perspectiva em frente ao front ocidental demolindo a Place Dauphine, por Duc e Daumet, 1868.

Durante a Revolução, a Sainte-Chapelle foi transformada em um depósito de documentos legais, e metade dos vitrais foi removida. Entre 1837 e 1863, foi iniciada uma grande campanha para restaurar a capela ao seu esplendor medieval. Ao mesmo tempo, a Conciergerie e o Palácio da Justiça passaram por grandes mudanças. Entre 1812 e 1819, o arquiteto Antoine-Marie Peyre restaurou o teto abobadado do antigo Salle des Gens d'Armes e também, a pedido do rei restaurado Luís XVIII, construiu uma capela expiatória onde ficava a cela de Maria Antonieta. Entre 1820 e 1828, ele construiu uma nova fachada para a Conciergerie ao longo do Sena, entre a Tour de l'Horloge e a Tour Bonbec. Em 1836, uma nova entrada para a Conciergerie foi feita entre a Tour d'Argent e a Tour César.

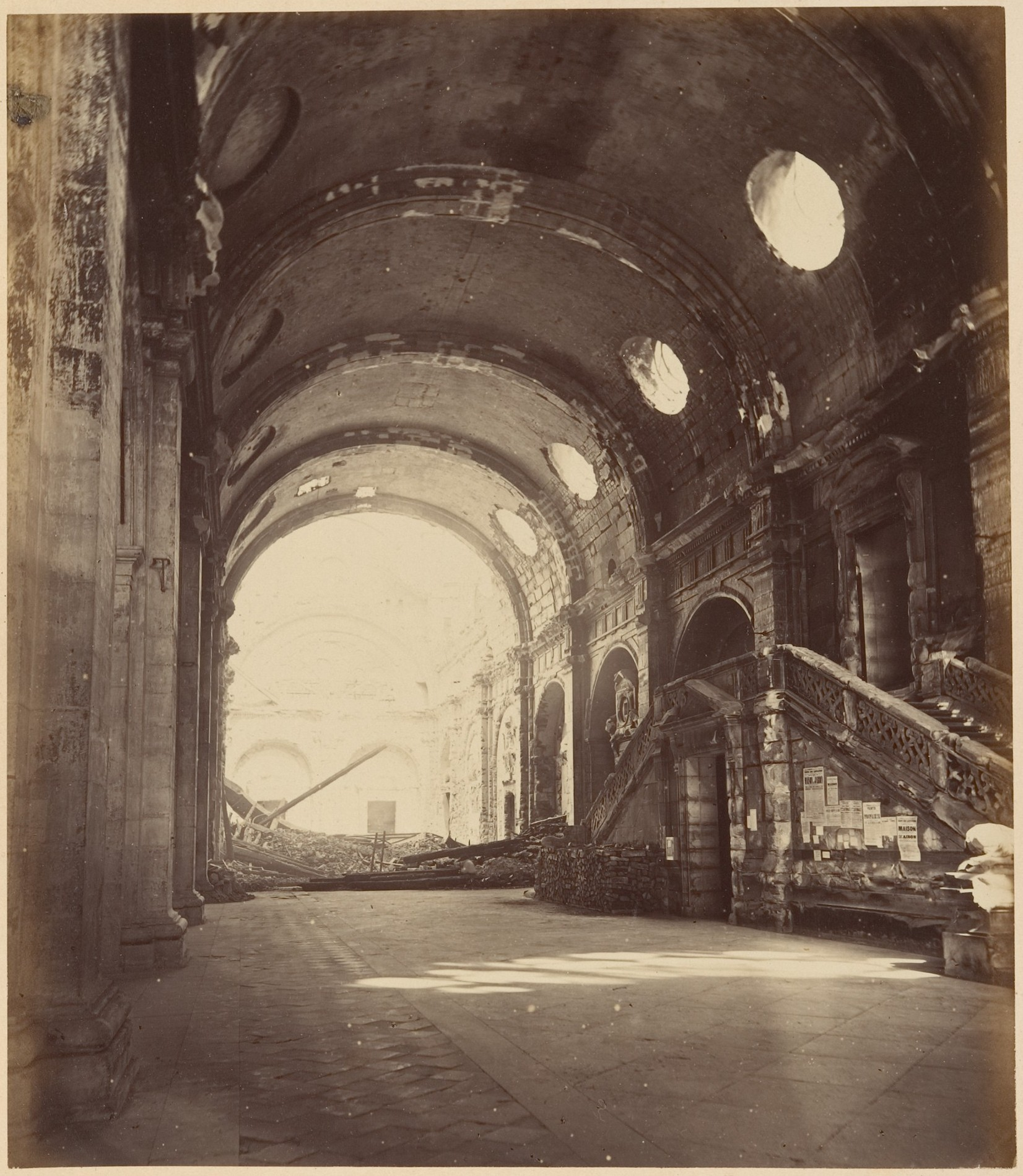
As ruínas do Palácio da Justiça após a Comuna de Paris (1871).

Um plano abrangente para a reforma do Palais de la Cité foi criado em 1835 pelo arquiteto Jean-Nicolas Huyot, que iniciou sua execução até sua morte em 1840. Esse plano foi continuado principalmente por Joseph-Louis Duc, auxiliado primeiro por Etienne Theodore Dommey (1801-1872) e, a partir de 1867, por Honoré Daumet que, após a morte de Duc em 1879, o sucedeu como arquiteto-chefe do complexo. O plano implicava a demolição de alguns dos vestígios remanescentes do antigo palácio, incluindo o que restava do Logis du Roi e do Salle sur l'eau, e a construção do novo edifício para a Cour de Cassation.
Sob o comando do imperador Napoleão III, a seção ocidental foi reconstruída entre 1857 e 1868 por Joseph-Louis Duc e Honoré Daumet. O exterior inclui um trabalho escultural de Jean-Marie Bonnassieux. Foi inaugurado em outubro de 1868 pelo Barão Haussmann, prefeito do Sena. Foi premiado com o Grand Prix de l'Empereur como a maior obra de arte produzida na França na década.
Em 1871, nos últimos dias da Comuna de Paris, os comunistas incendiaram o edifício, destruindo grande parte do interior. A restauração foi realizada por Joseph-Louis Duc. Ele também terminou a fachada do Harlay, enquanto o arquiteto Honoré Daumet concluiu o prédio do Tribunal de Apelações. Após a morte de Duc, em 1879, Honoré Daumet assumiu o projeto. O Palais de Justice foi substancialmente concluído em 1914, pouco antes do início da Primeira Guerra Mundial, em 1914. A última seção a ser concluída foi o Tribunal Correctionel (tribunal criminal) no lado sul.

A Conciergerie foi declarada monumento histórico nacional em 1862, e algumas salas foram abertas ao público em 1914. Ela continuou a funcionar como prisão até 1934.

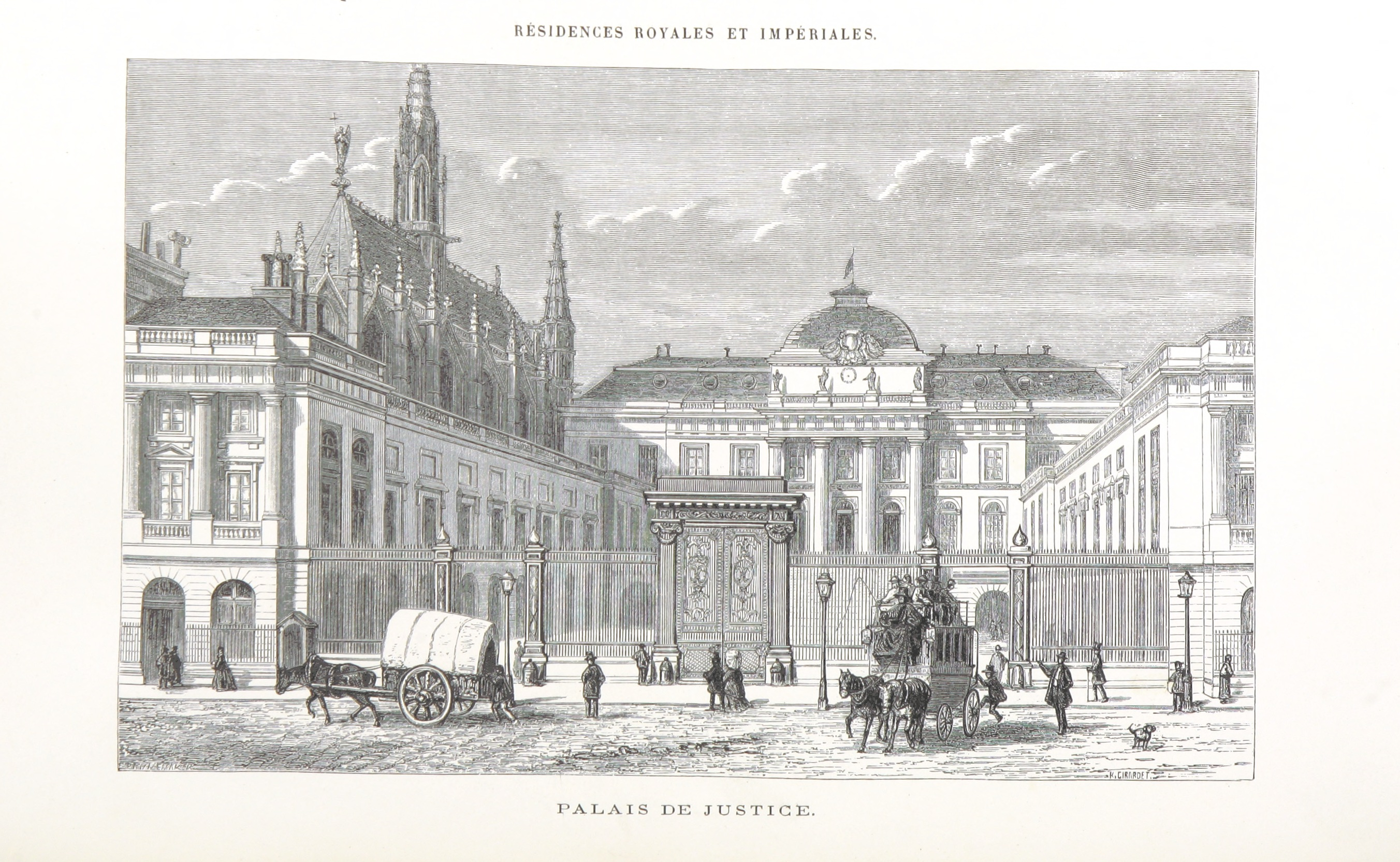
Pátio e nova fachada do Palácio da Justiça (1860)
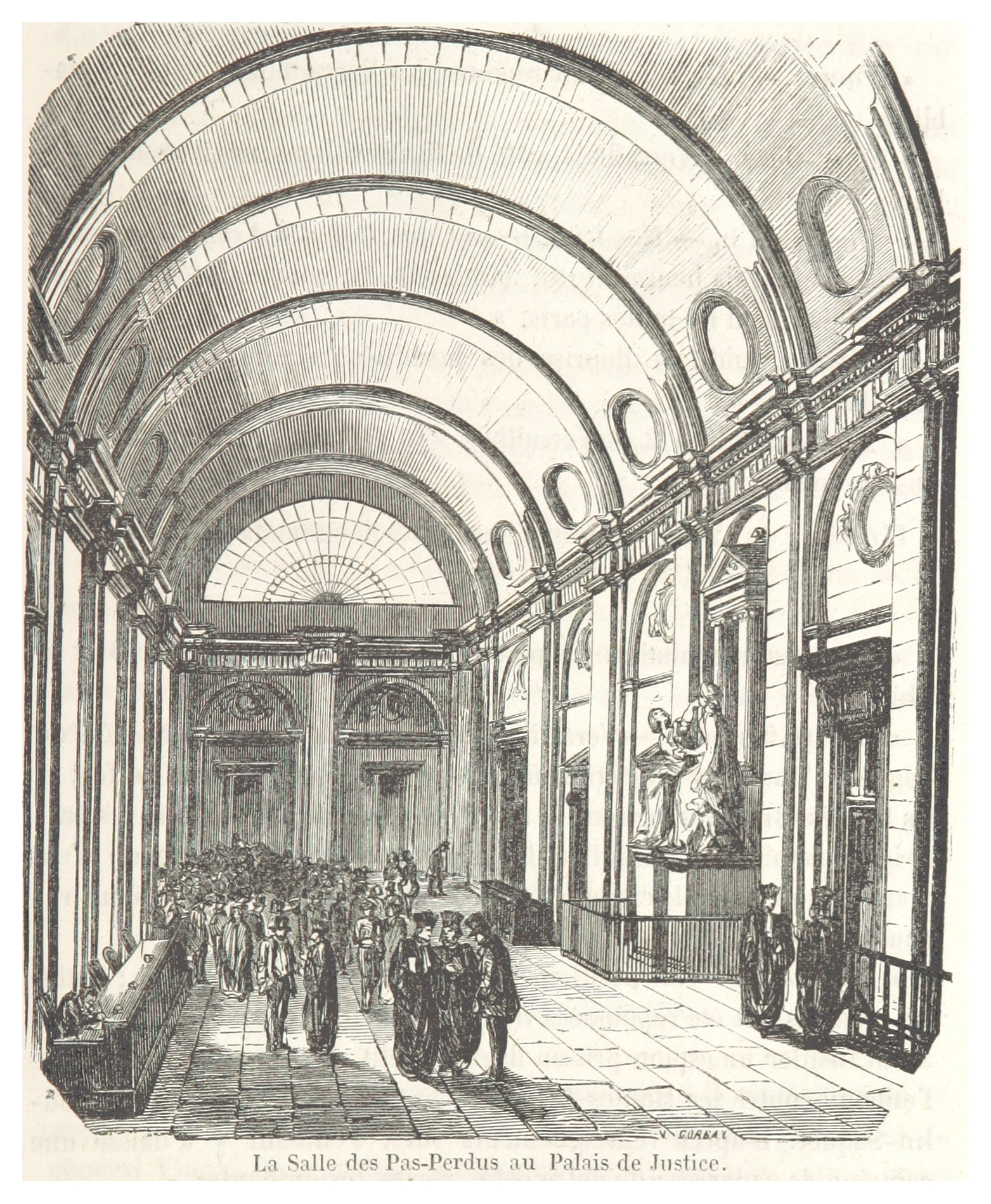
Salle des Pas Perdus, ou corredor principal, no novo Palácio da Justiça (1871)
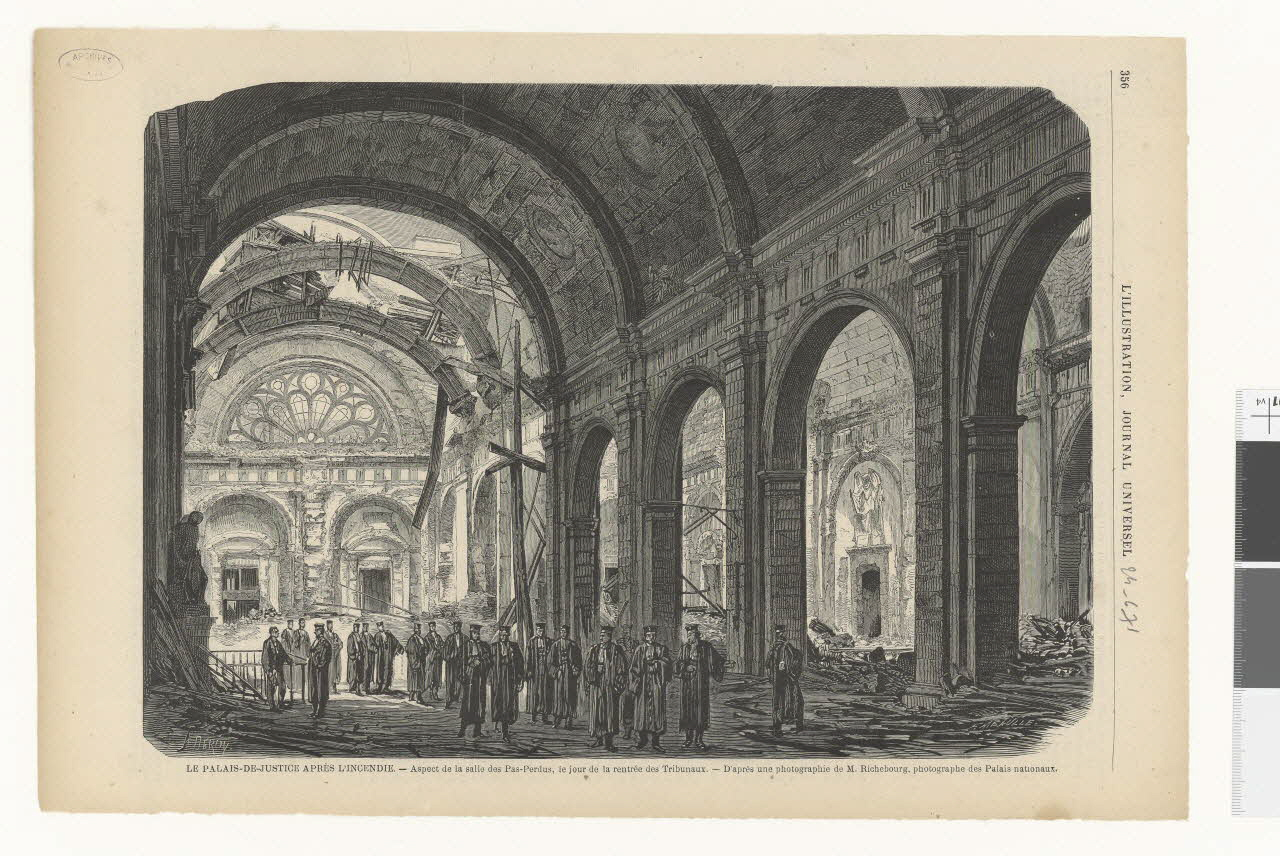
Corredor principal após o incêndio provocado pela Comuna de Paris

## Características

### Cour du Maie fachadas externas orientais
O Cour du Mai é o principal espaço aberto do Palais. Antigamente, era acessível por um portão fortificado e agora faz fronteira com o Boulevard du Palais, do qual é separado por uma cerca de ferro ornamentada pelo Mestre Bigonnet (1787, reparada em 1877). As fachadas atuais do Cour du Mai datam da década de 1780, após o incêndio devastador de 1776. A fachada principal (oeste) apresenta uma escadaria monumental (os antigos grands degrés ou Perron du Roi) que leva a um edifício de cúpula quadrada decorado com quatro colunas toscanas encimadas por estátuas alegóricas: do sul para o norte, Abundância, de Pierre-François Berruer, Justiça e Prudência, de Félix Lecomte, e Força, de Berruer. Acima delas, há um brasão real apoiado por dois gênios alados, do escultor Augustin Pajou. O projeto do Cour du Mai, incluindo o da cerca de ferro, foi feito por Pierre Desmaisons com a assistência de Jacques Denis Antoine e Joseph-Abel Couture, especialmente para os interiores. Suas alas laterais foram reconstruídas no mesmo estilo durante a década de 1840.
Imediatamente ao norte da Cour du Mai, o Boulevard du Palais faz fronteira com a antiga ala principal da residência real do século XIV, com o Salle des Gens d'Armes no térreo (agora um pouco abaixo do nível do Boulevard) e o Salle des Pas-Perdus (antigo Grande Salle) no primeiro andar.
No canto nordeste do complexo está a Tour de l'Horloge (Torre do Relógio), com 47 metros de altura, construída por volta de 1353 sob o comando do Rei João II.: 640 No topo da torre havia um sino, o tocsin du palais (sino de alarme do palácio), que tocava por vários dias para anunciar eventos dinásticos importantes, como a morte de reis e o nascimento de filhos reais primogênitos, e também tocava o sinal do Massacre da noite de São Bartolomeu em 1572. Ele foi removido e derretido em 1792 e substituído em 1848. No lado do Boulevard, ele é decorado com o relógio monumental homônimo, que foi o primeiro relógio público de Paris, feito por Henri de Vic em 1370-1371. O relógio foi redecorado em 1585-1586 por Germain Pilon e restaurado várias vezes desde então, mais intensamente em 1849-1852 por Armand Toussaint, após grandes danos durante a Revolução Francesa, e novamente em 1909, 1952 e, mais recentemente, em 2012. Ela tem duas inscrições monumentais em latim: Na parte superior, QVI DEDIT ANTE DVAS TRIPLICEM DABIT ILLE CORONAM ("Aquele [Deus] que já deu [ao rei Henrique III] duas coroas [da Polônia em 1573 e da França em 1574] dará [a ele] uma terceira [celestial]"); na parte inferior, MACHINA QVÆ BIS SEX TAM JVSTE DIVIDIT HORAS JVSTITIAM SERVARE MONET LEGES QVE TVERI ("Esta máquina que tão justamente divide doze horas ensina a manter a Justiça e a vigiar as leis").

Ao sul da cerca da Cour du Mai, uma placa marca a antiga localização da Chapelle Saint-Michel (Capela de São Miguel), que deu nome à vizinha Pont Saint-Michel e, do outro lado do Sena, à Place Saint-Michel e ao Boulevard Saint-Michel, e foi a sede da Ordem de São Miguel de 1470 a 1555 ou 1557, quando foi transferida para o Castelo de Vincennes.

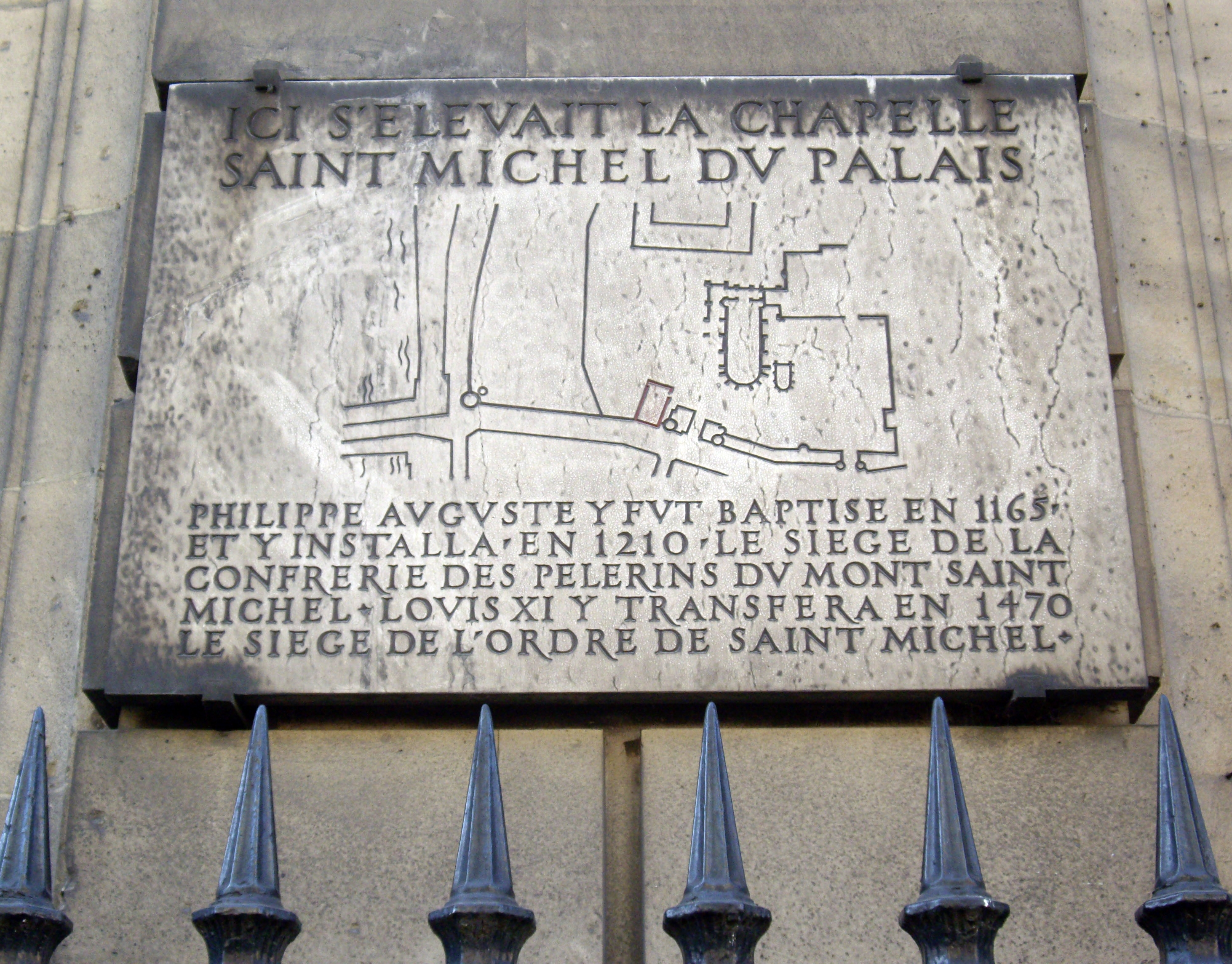
Placa na antiga Chapelle Saint-Michel
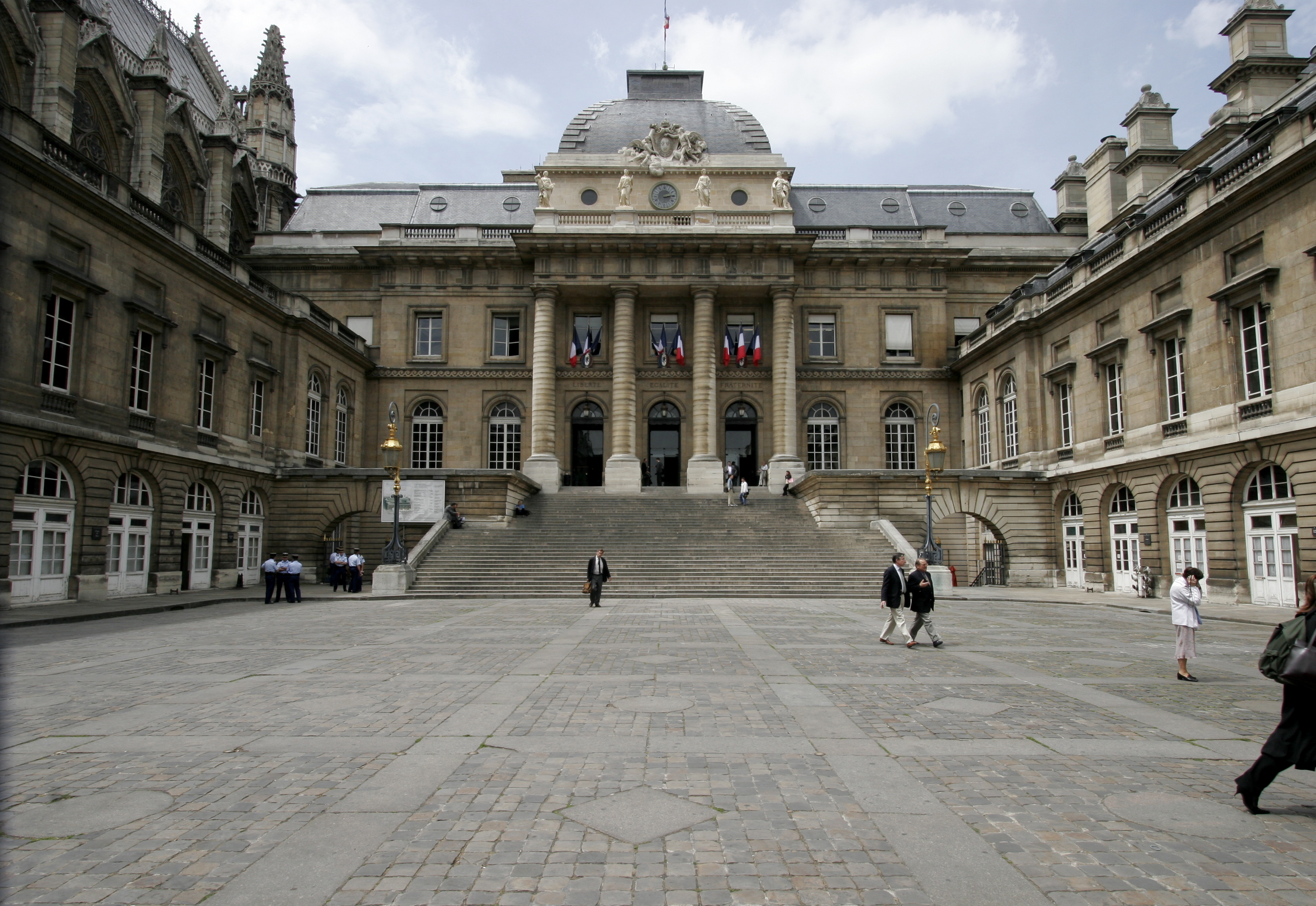
Cour du Mai
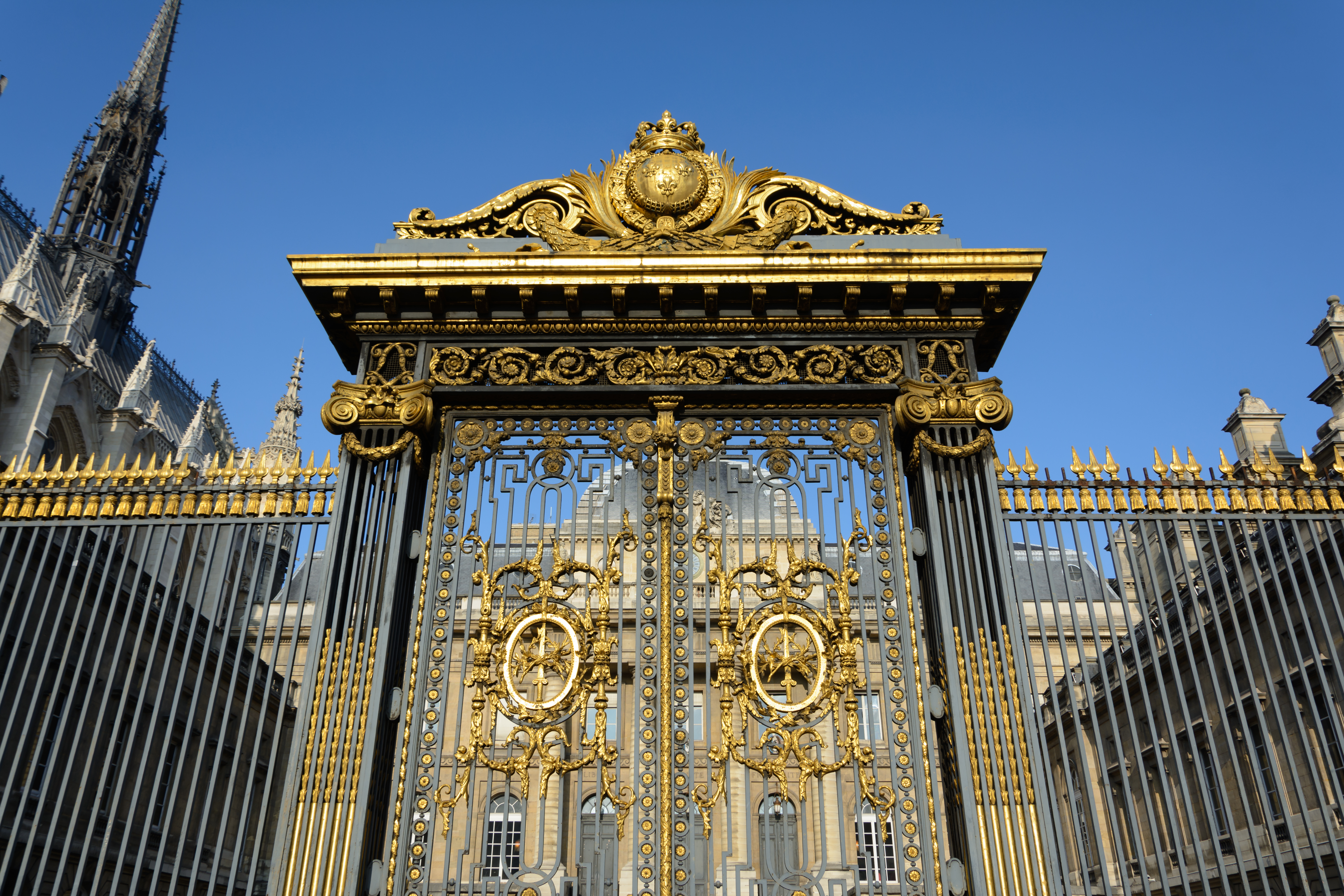
Portão de ferro de 1787
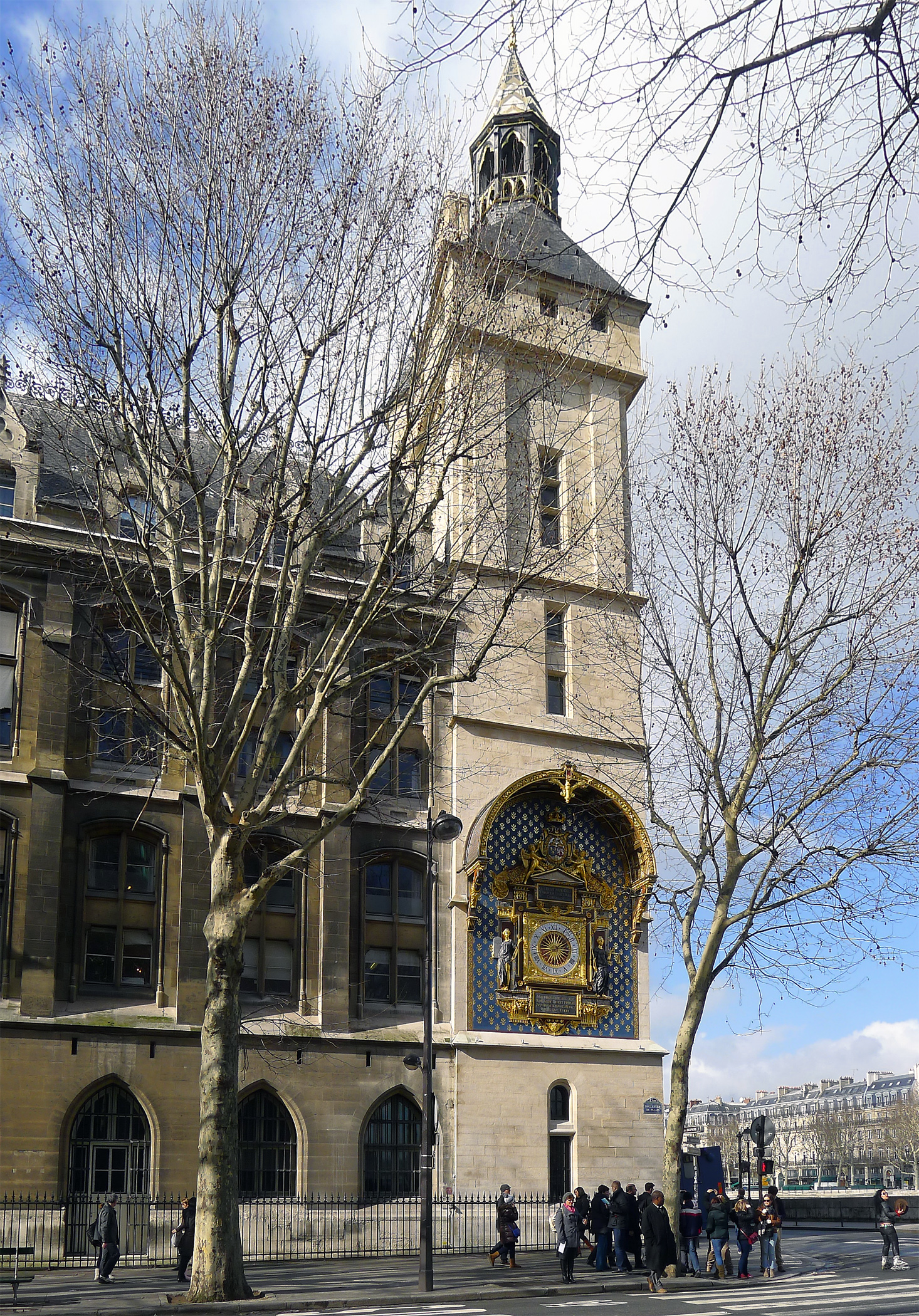
Tour de l'Horloge
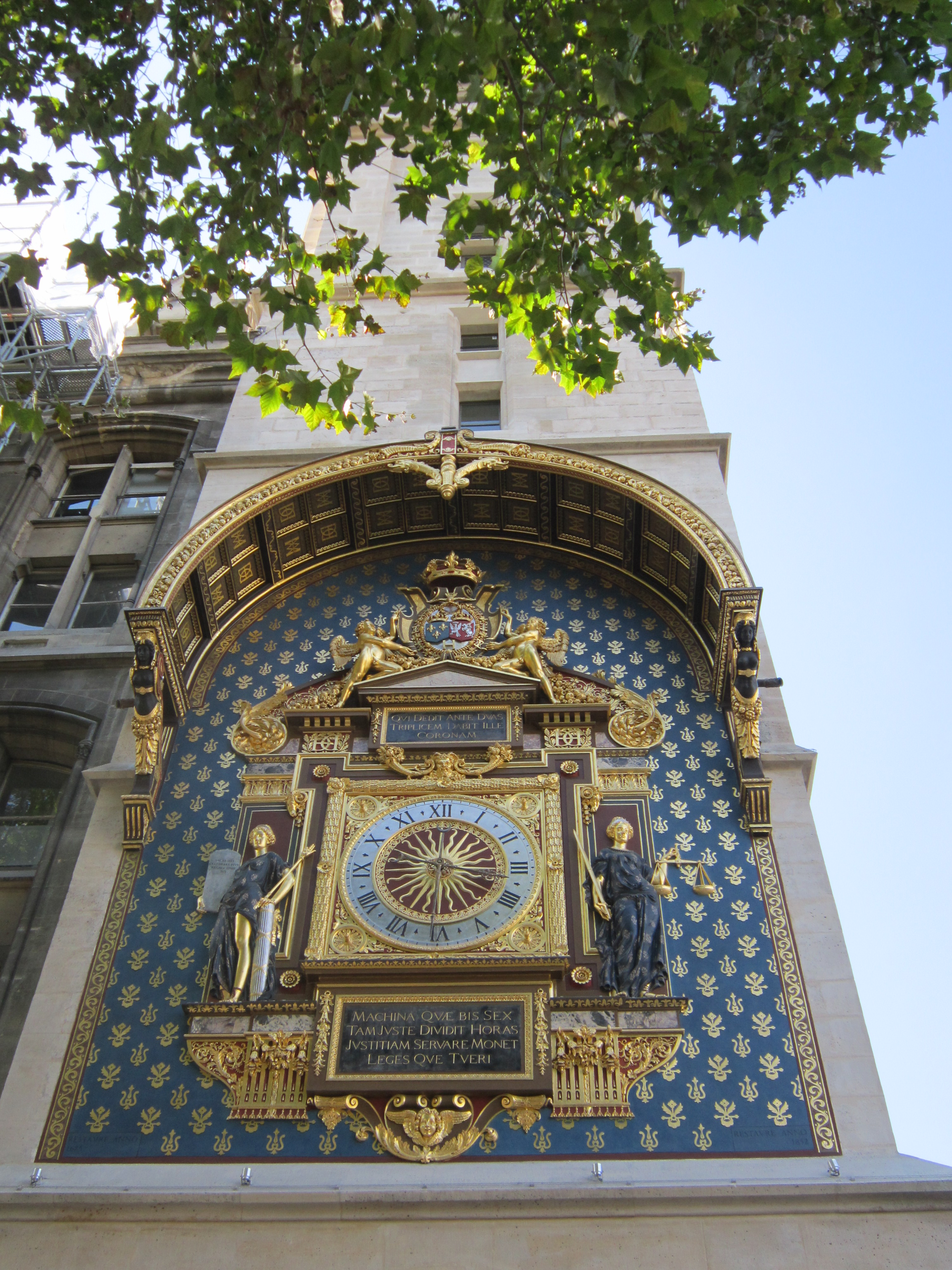
Relógio monumental

### Fachada externa norte
No lado norte, de frente para o Sena, o edifício é emoldurado por uma sucessão de torres medievais e fachadas do século XIX:
- A Tour de l'Horloge, construída em meados do século XIV
- Uma ala neogótica projetada por Joseph-Louis Duc e construída na década de 1850
- As torres gêmeas anteriormente conhecidas como Tournelle Civile e Tournelle Criminelle, referindo-se às respectivas jurisdições civis e criminais localizadas nelas, mais frequentemente chamadas, desde uma data incerta, de Tour de César (Torre de César) e Tour d'Argent (Torre de Prata),[22]: 641 construída no início do século XIV
- Uma segunda ala neogótica de Duc, com um projeto semelhante, mas não idêntico, ao da ala leste, construída por volta de 1860 e reparada de forma idêntica após o incêndio de 1871
- O Tour Bonbec, cujo nome faz alusão às antigas câmaras de tortura em seu interior, construído inicialmente em meados do século XIII. Sempre foi a única torre com ameias do palácio. Era mais curta do que as outras torres até a década de 1860, quando Duc acrescentou o nível superior e removeu a escada externa. Suas partes superiores foram reparadas após o incêndio de 1871 e novamente em 1935, após outro incêndio no sótão.
- O lado norte da Cour de Cassation neorrenascentista, inicialmente projetada por Louis Lenormand de 1838 até sua morte em 1862, executada por Joseph-Louis Duc e Étienne Theodore Dommey, que dirigiu a conclusão do edifício, e depois reconstruída de forma idêntica após sérios danos causados pelo incêndio de 1871 e concluída em 1881.[23] A decoração inclui duas crianças carregando uma cartela com um motivo de espelho e serpente, de Henri Chapu; quatro alegorias de cariátides, respectivamente, de Prudência, Justiça, Inocência e Força, de Eugène-Louis Lequesne; e no frontão superior, as armas imperiais cercadas por dois grupos alegóricos, Lei protegendo a Inocência e Lei punindo o Crime, de Louis-Léon Cugnot.[24][25]

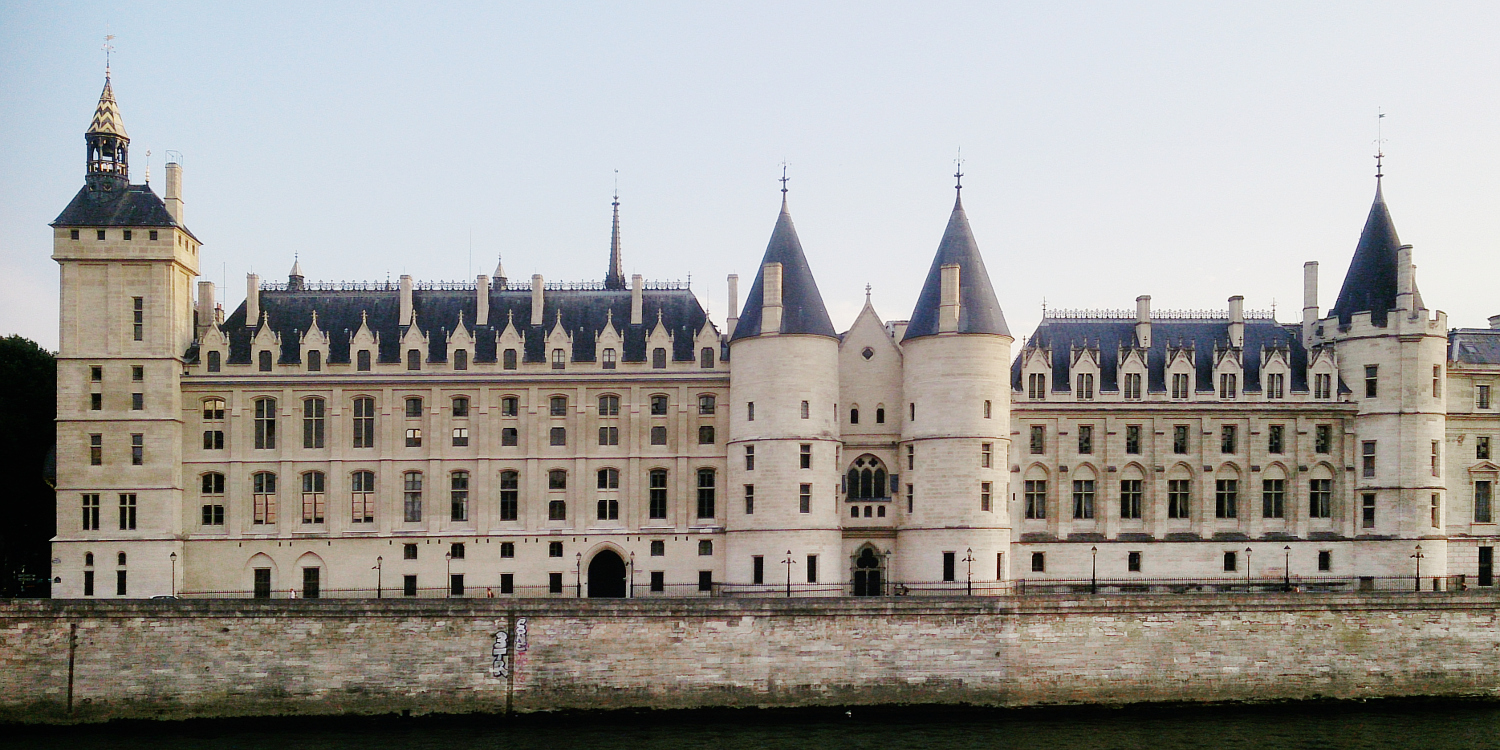
Torres medievais e alas neogóticas no meio
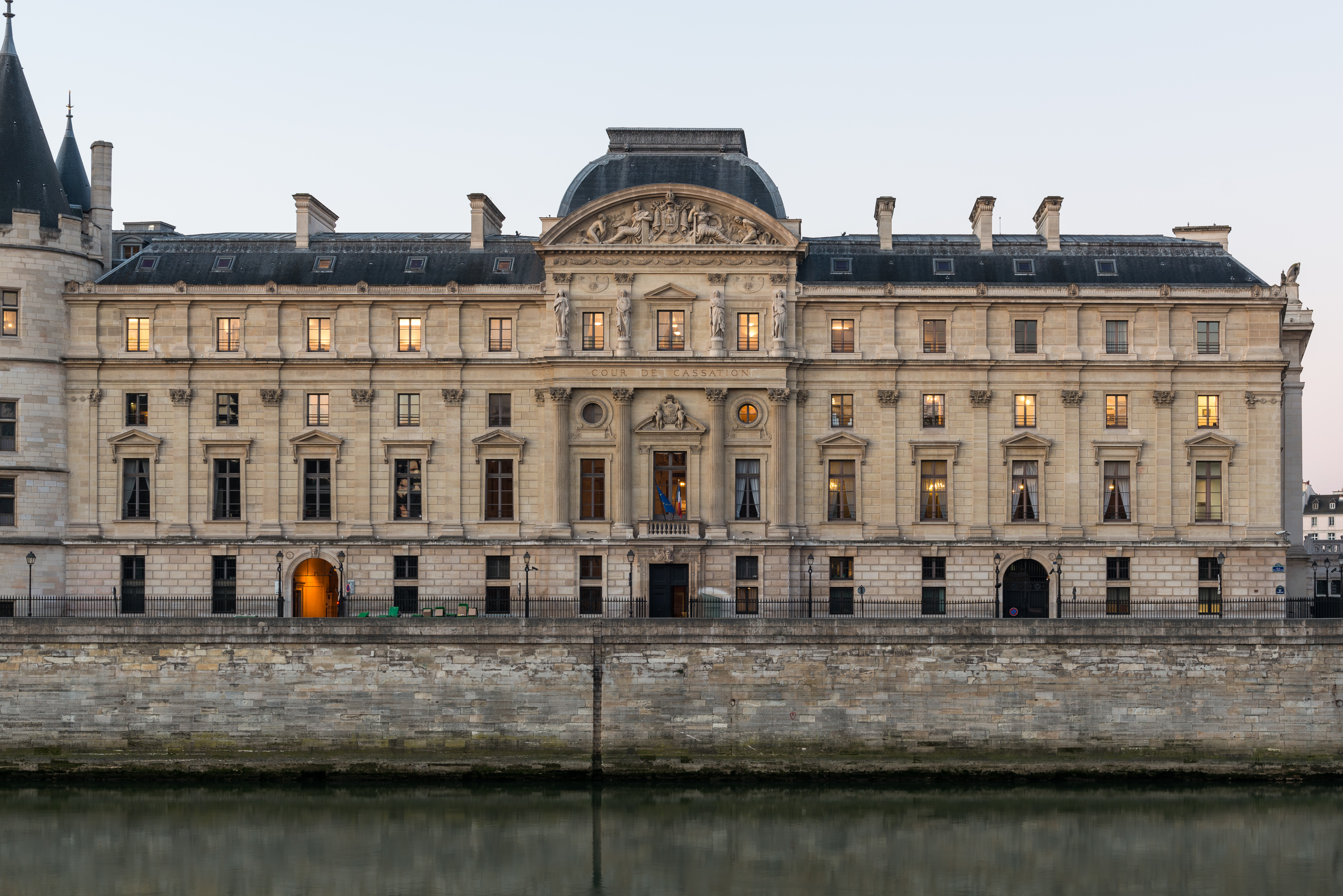
Cour de Cassation
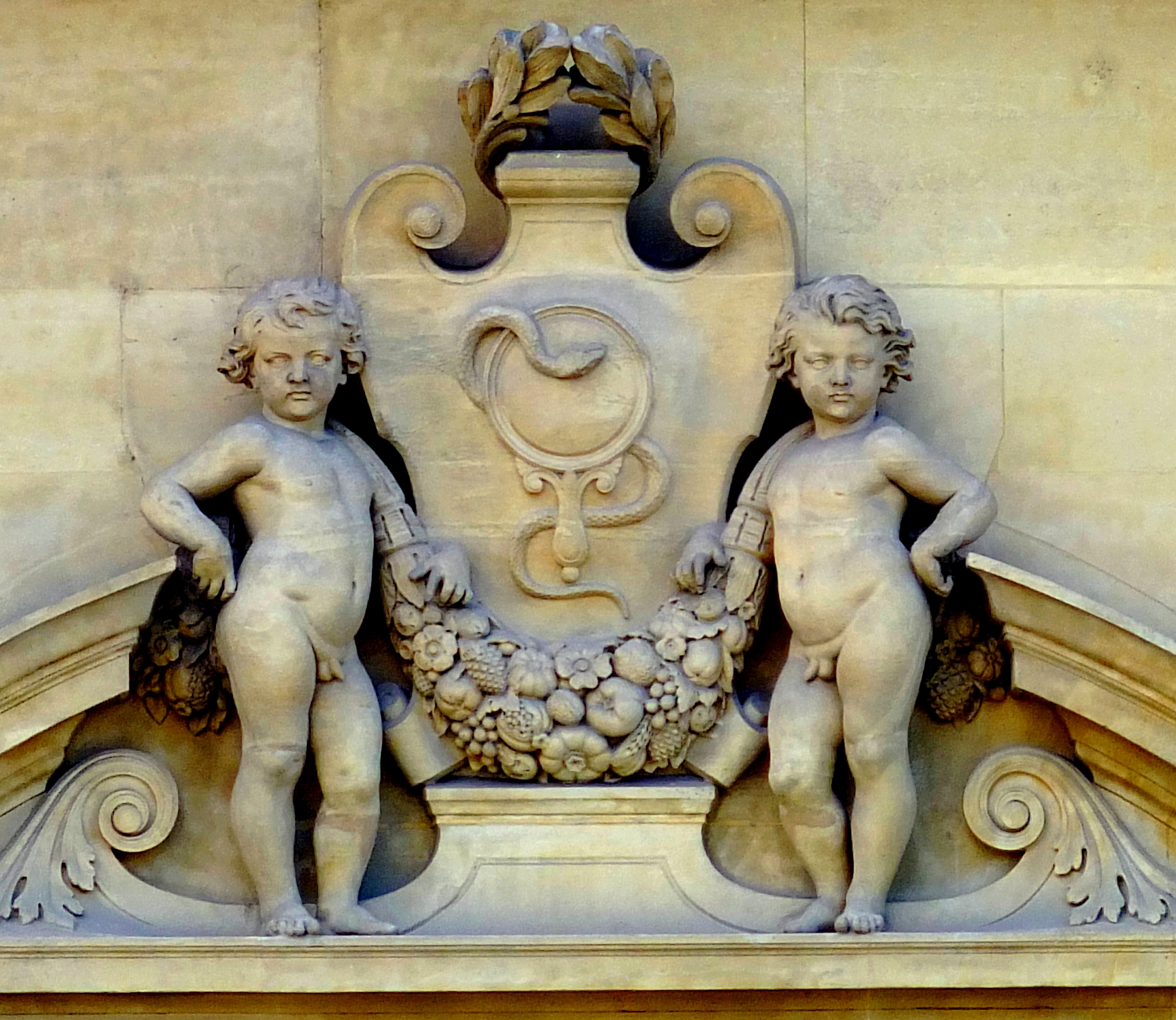
Detalhe da decoração: espelho e serpente, atributos tradicionais da prudência

### Fachada externa oeste
A maior parte da fachada do oeste é uma composição monumental projetada a partir de 1847 por Joseph-Louis Duc e Etienne Theodore Dommey para a Cour d'assises, construída de 1857 a 1868, depois reparada após o incêndio de 1871 e finalmente inaugurada em 1875. Ele fica de frente para a Place Dauphine, cujo lado leste, do início do século XVII, foi demolido em 1874 para liberar espaço em frente ao novo edifício. O estilo de sua decoração é neoclássico, mas o design geral foi inspirado na arquitetura do Egito Antigo e, especificamente, na fachada do complexo do Templo de Dendera. As estátuas monumentais são, de norte a sul: Prudência e Verdade, de Auguste Dumont, Punição e Proteção, de François Jouffroy, e Força e Equidade, de Jean-Louis Jaley. Os leões estilizados que guardam as escadas e representam a força pública são de Isidore Bonheur (1866). Nas extremidades da fachada há dois medalhões em baixo-relevo dos grandes criadores de códigos, respectivamente Napoleão para o Código Napoleônico e Justiniano I para o Código de Justiniano.

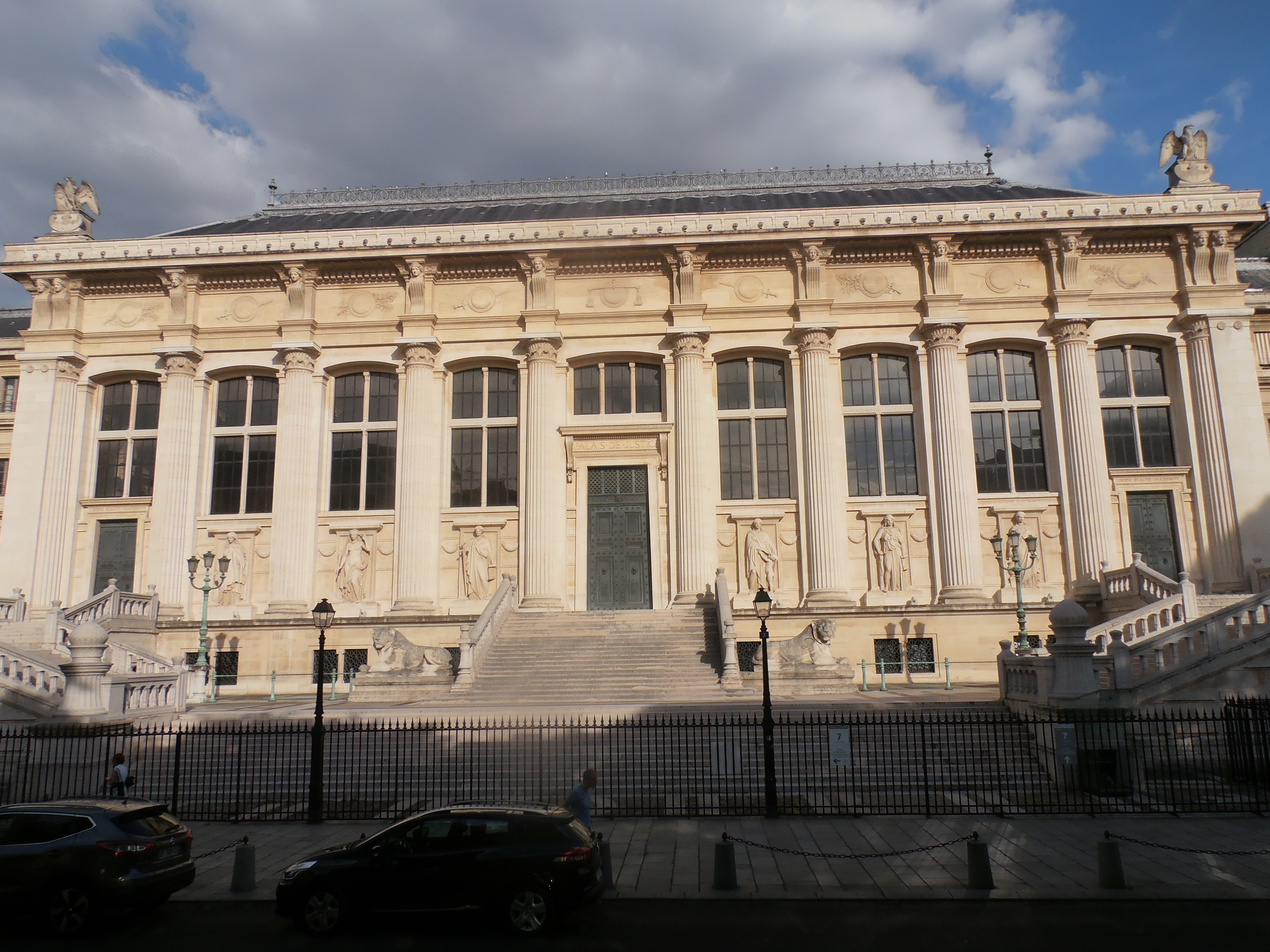
Fachada oeste, ala central
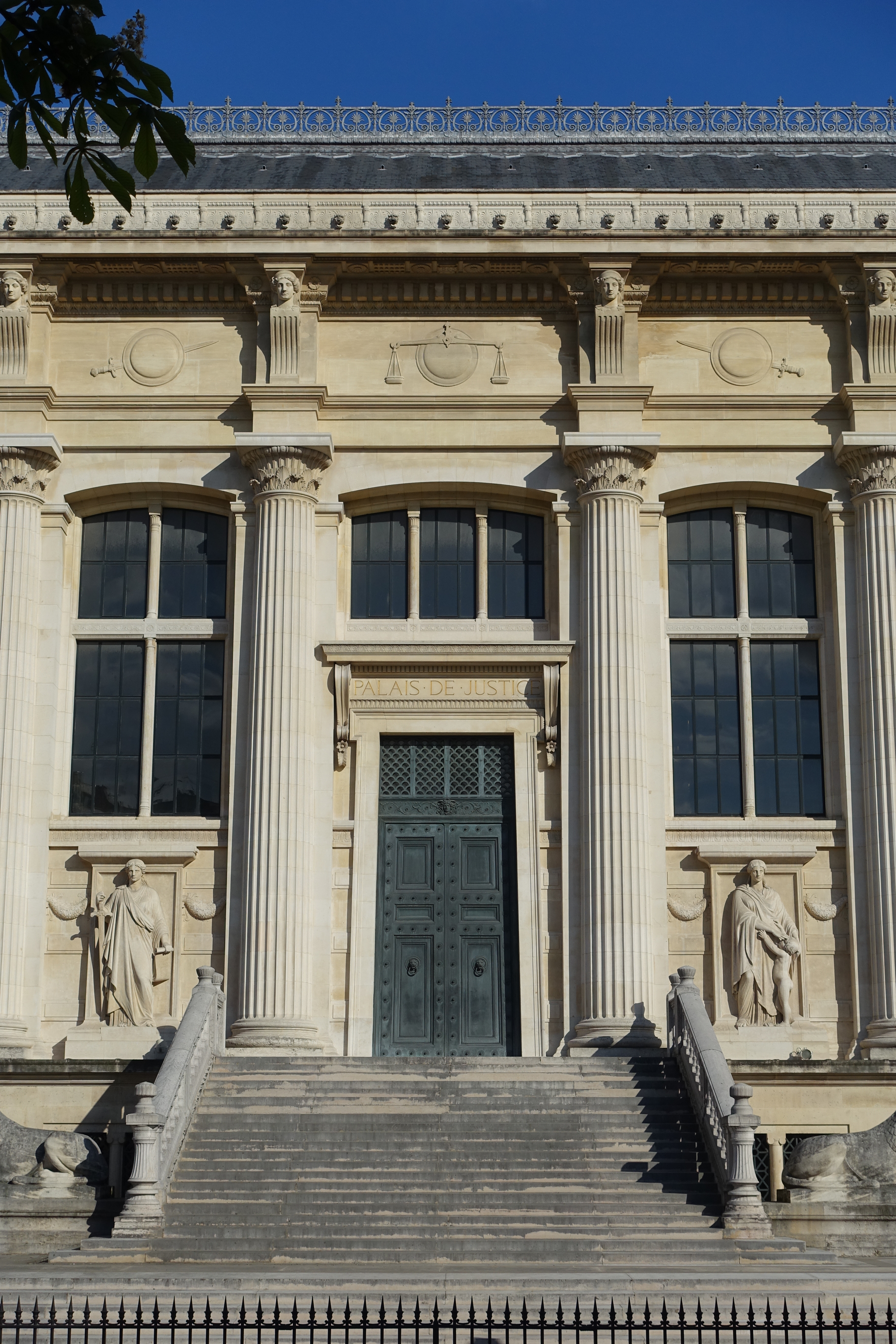
Porta principal ladeada por Punição (esquerda) e Proteção (direita)
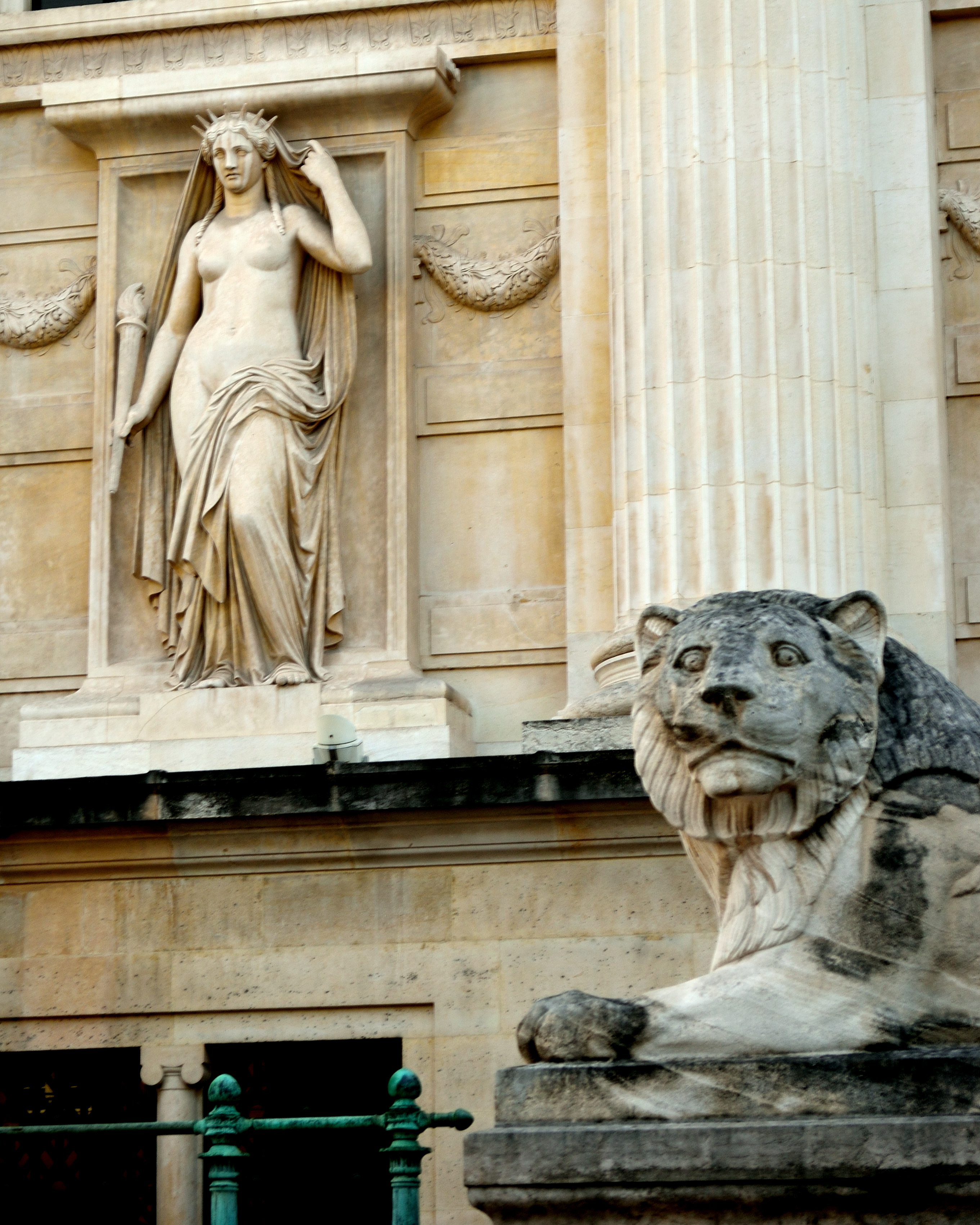
Detalhes: Verdade e leão
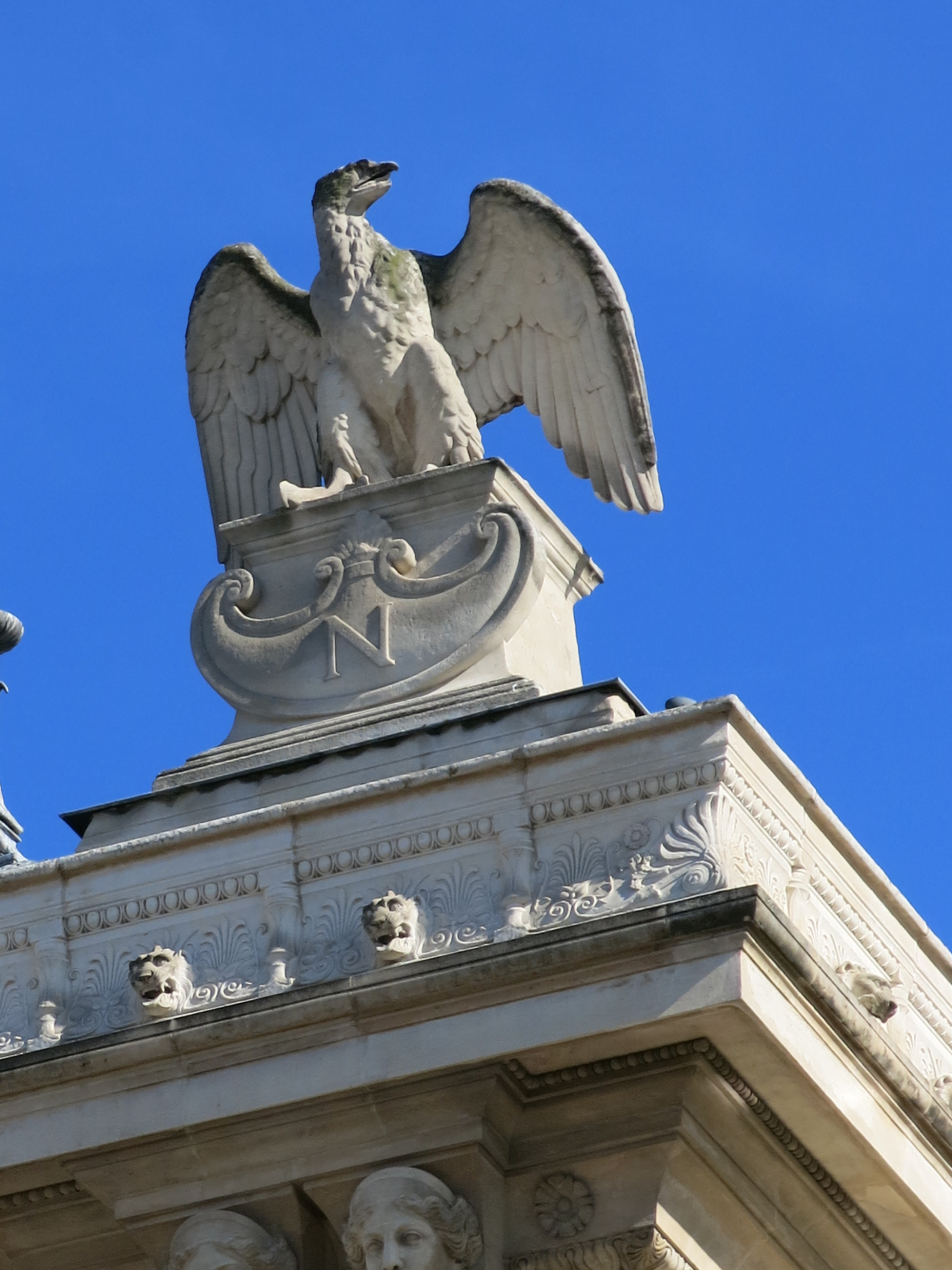
Detalhe: águia imperial no telhado
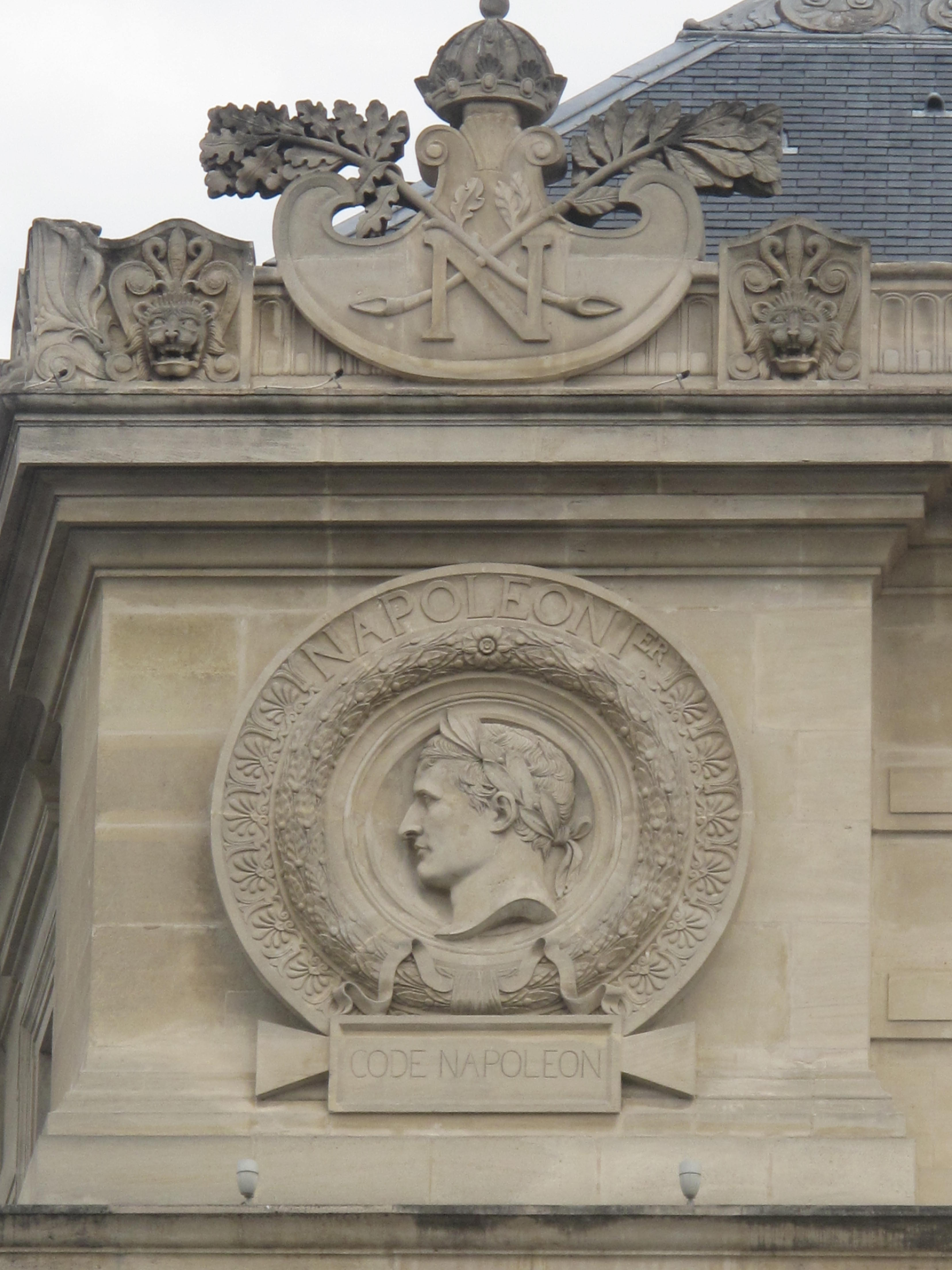
Medalhão de Napoleão
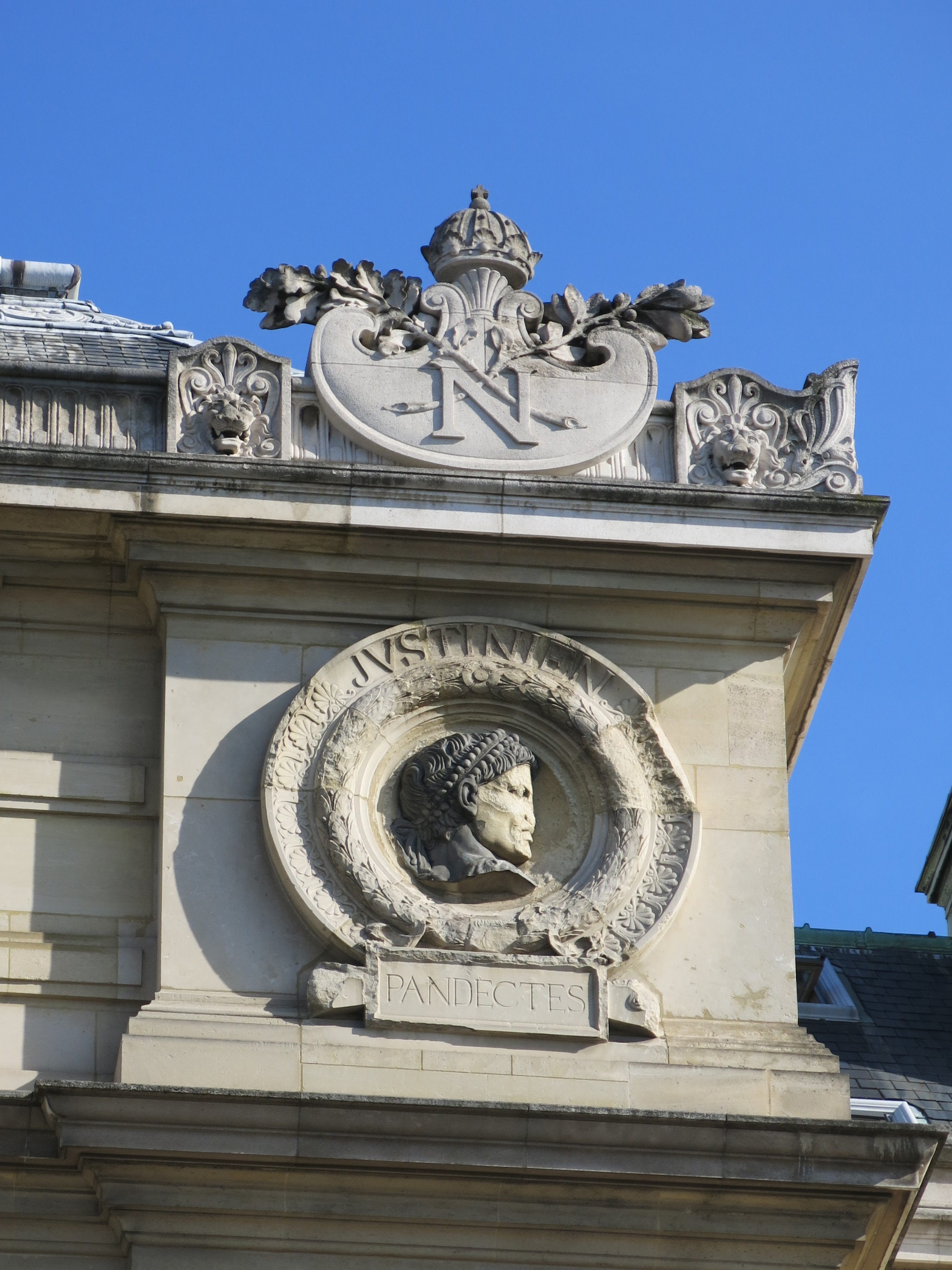
Medalhão de Justiniano

### Fachada externa sul
A fachada sul é composta por duas alas distintas. A ala oeste foi projetada por Émile Gilbert e seu genro Arthur-Stanislas Diet, e construída entre 1875 e 1880 no local do Hotel du Bailliage (Mansão Bailiwick), que também foi incendiado em 1871. A ala leste é um edifício separado que foi construído de 1907 a 1914 como a última grande fase da expansão do complexo, substituindo casas particulares demolidas no Quai des Orfevres que foram desapropriadas em 1904. Projetado pelo arquiteto Albert Tournaire, sua extremidade oeste apresenta uma torre pitoresca sob a qual se encontra um relógio de sol monumental com a escultura Tempo e Justiça de Jean Antoine Injalbert, de 1913, com a inscrição em latim HORA FUGIT STAT JUS ("o tempo voa, a lei permanece"). Mais a leste, na fachada, há quatro estátuas monumentais (1914): Verdade, de Henri-Édouard Lombard, Lei, de André Allard, Eloquência, de Raoul Verlet, e Clemência, de Jules Coutan. Na esquina com o Boulevard du Palais há um torreão, com a porta no nível da rua com a inscrição monumental GLADIUS LEGIS CUSTOS ("a espada guarda a lei").

A fachada apresenta impactos da época da libertação de Paris, em agosto de 1944, de um prolongado impasse entre as forças alemãs posicionadas no Boulevard du Palais e os combatentes da Resistência na margem esquerda.

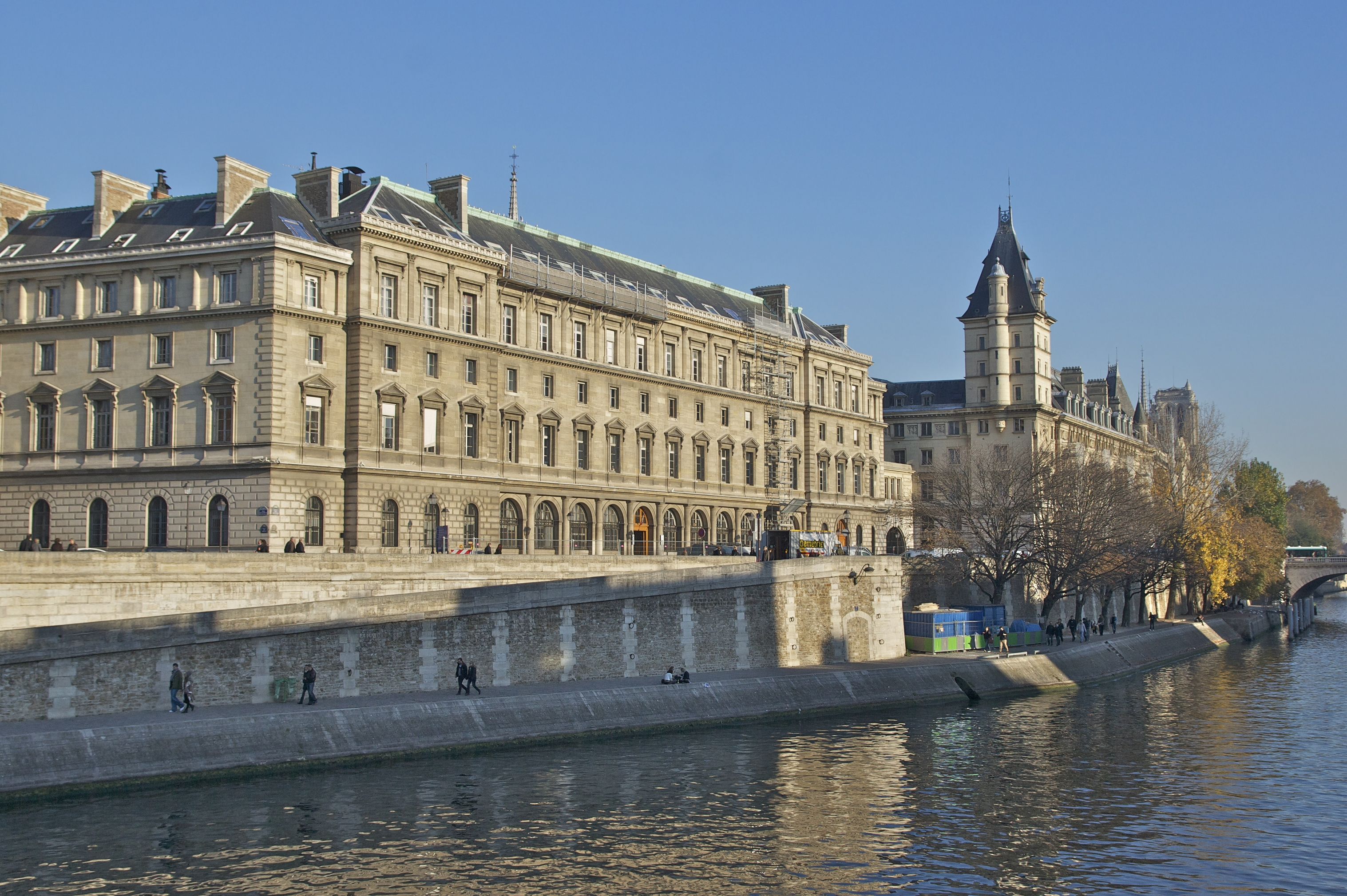
Fachada sul, ala oeste
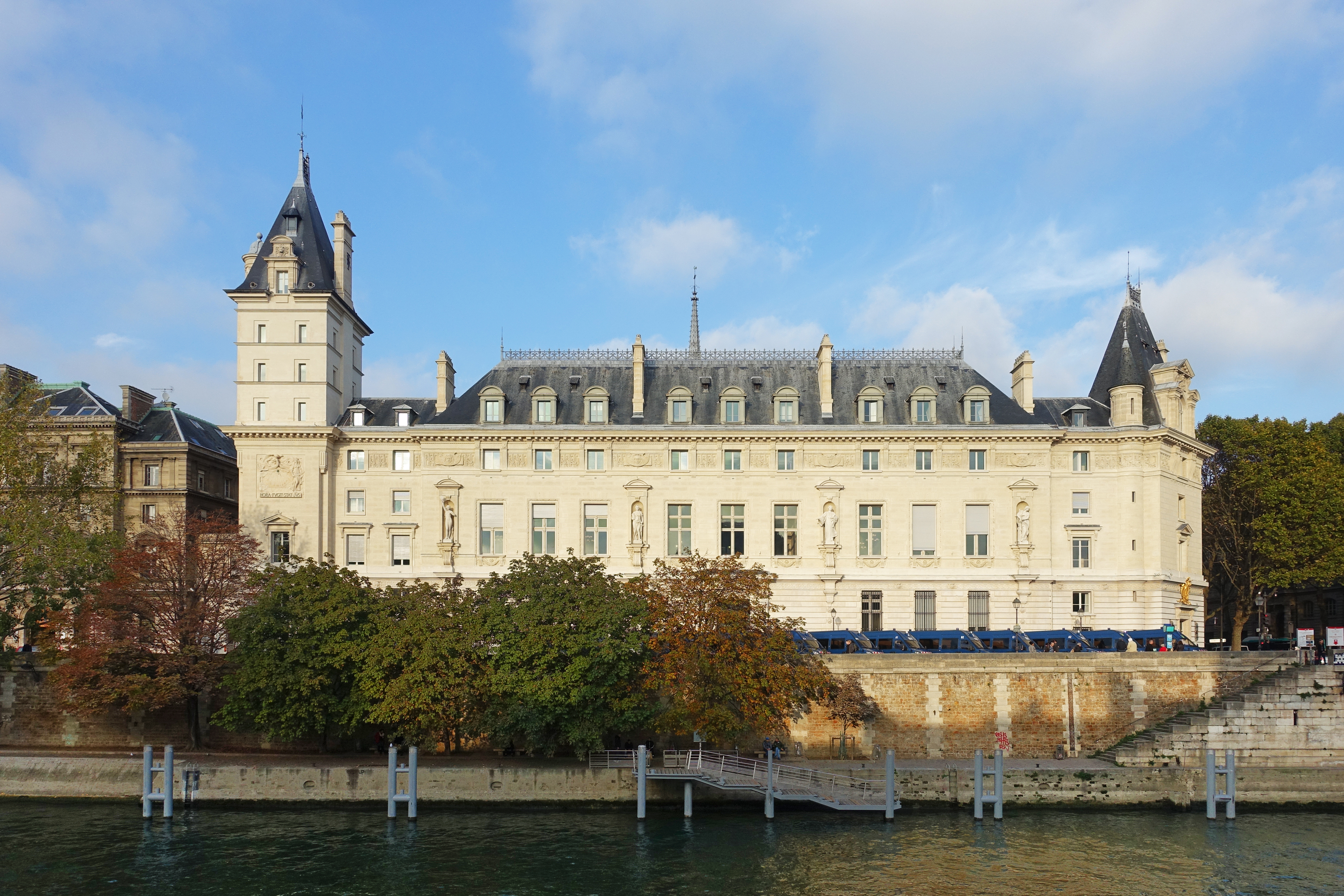
Fachada sul, ala leste
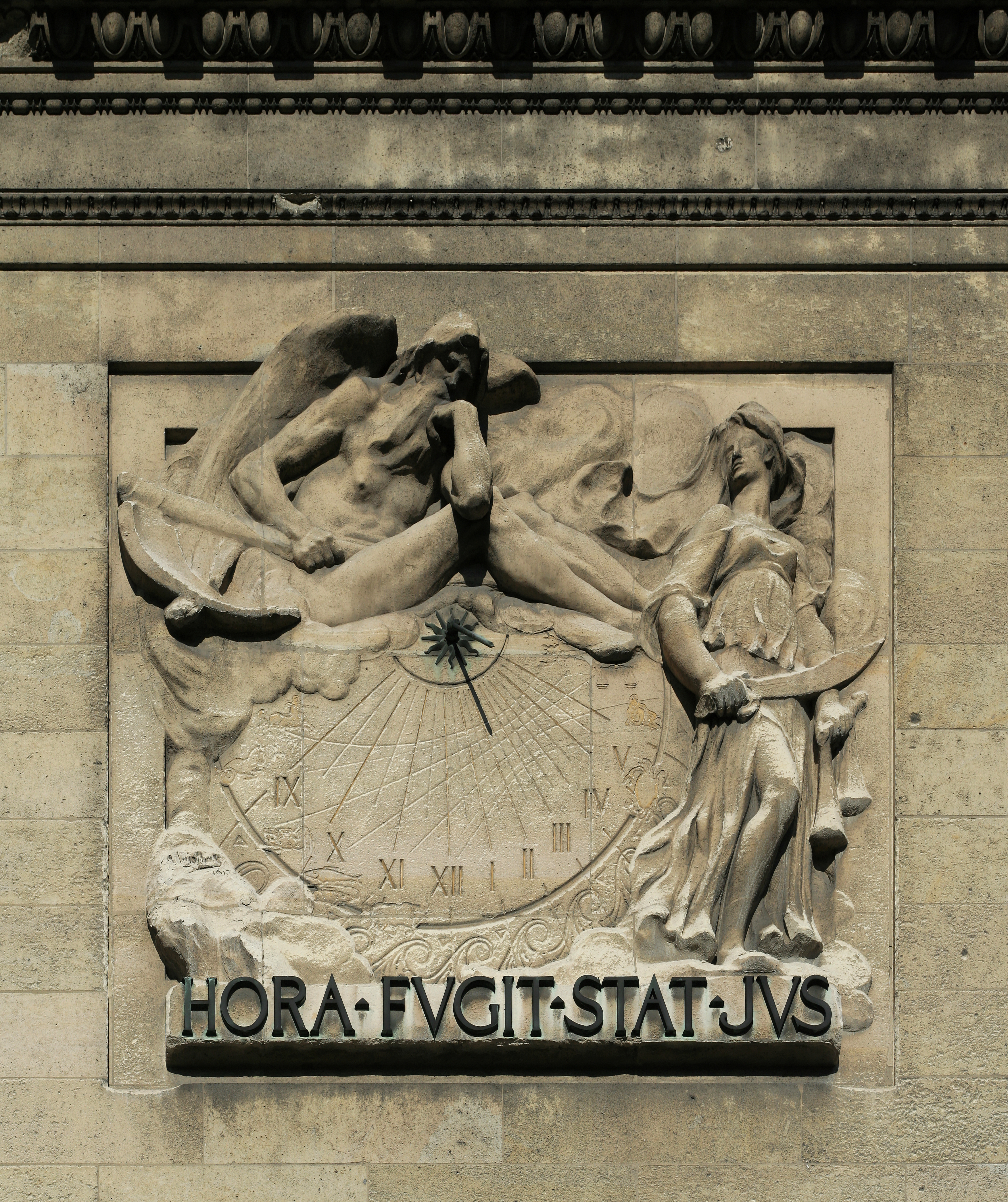
Tempo e Justiça
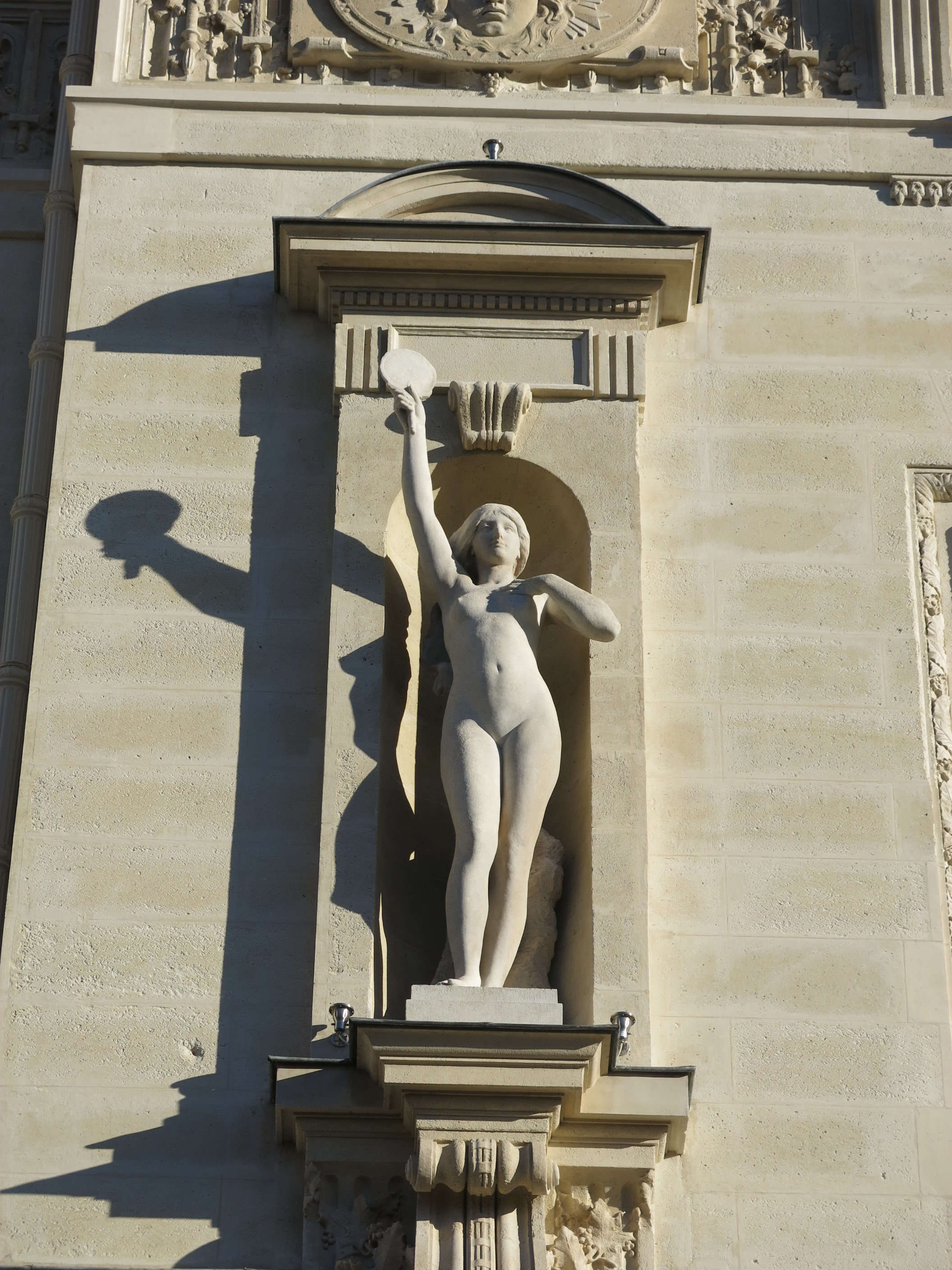
Verdade
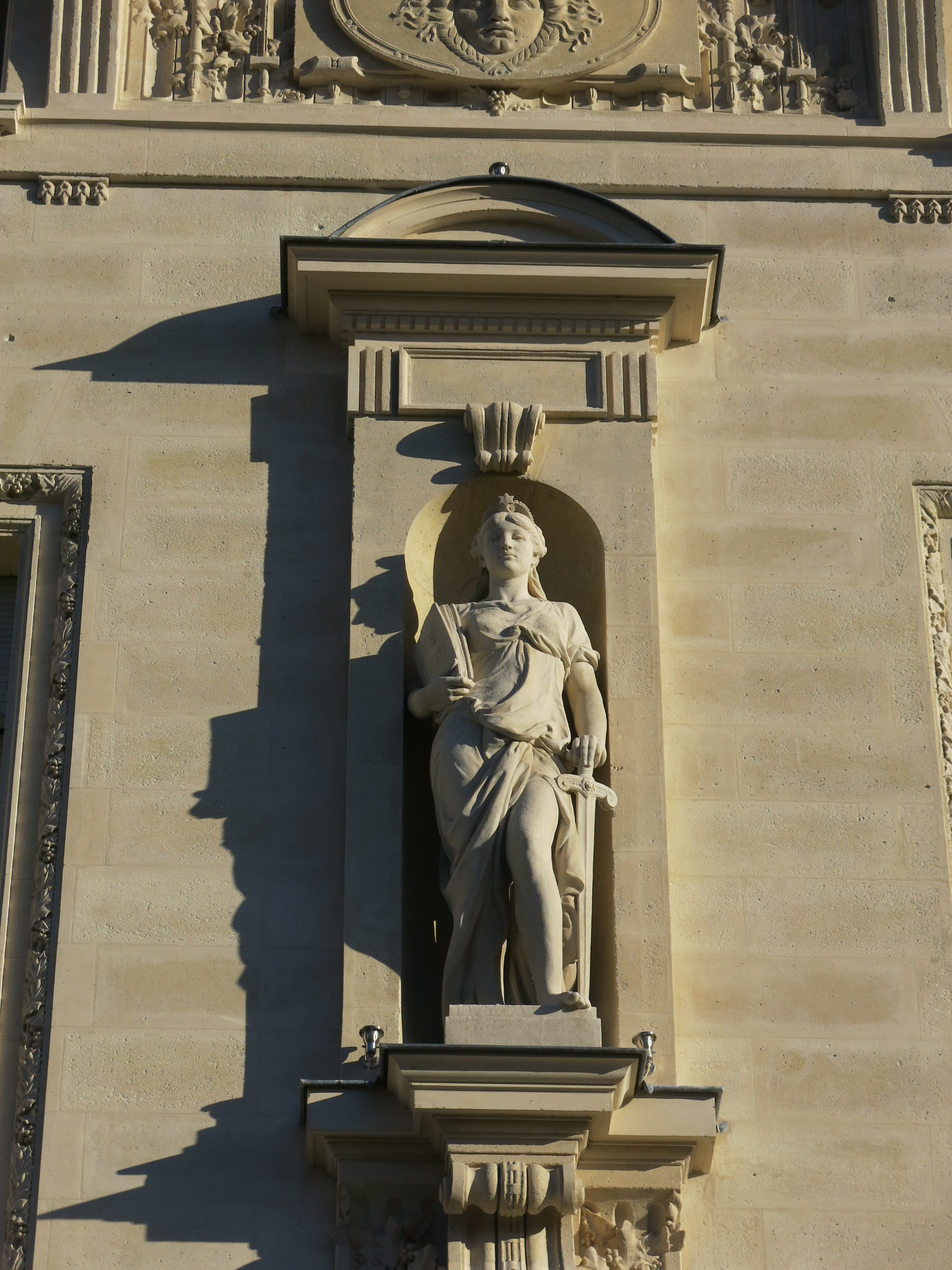
Lei
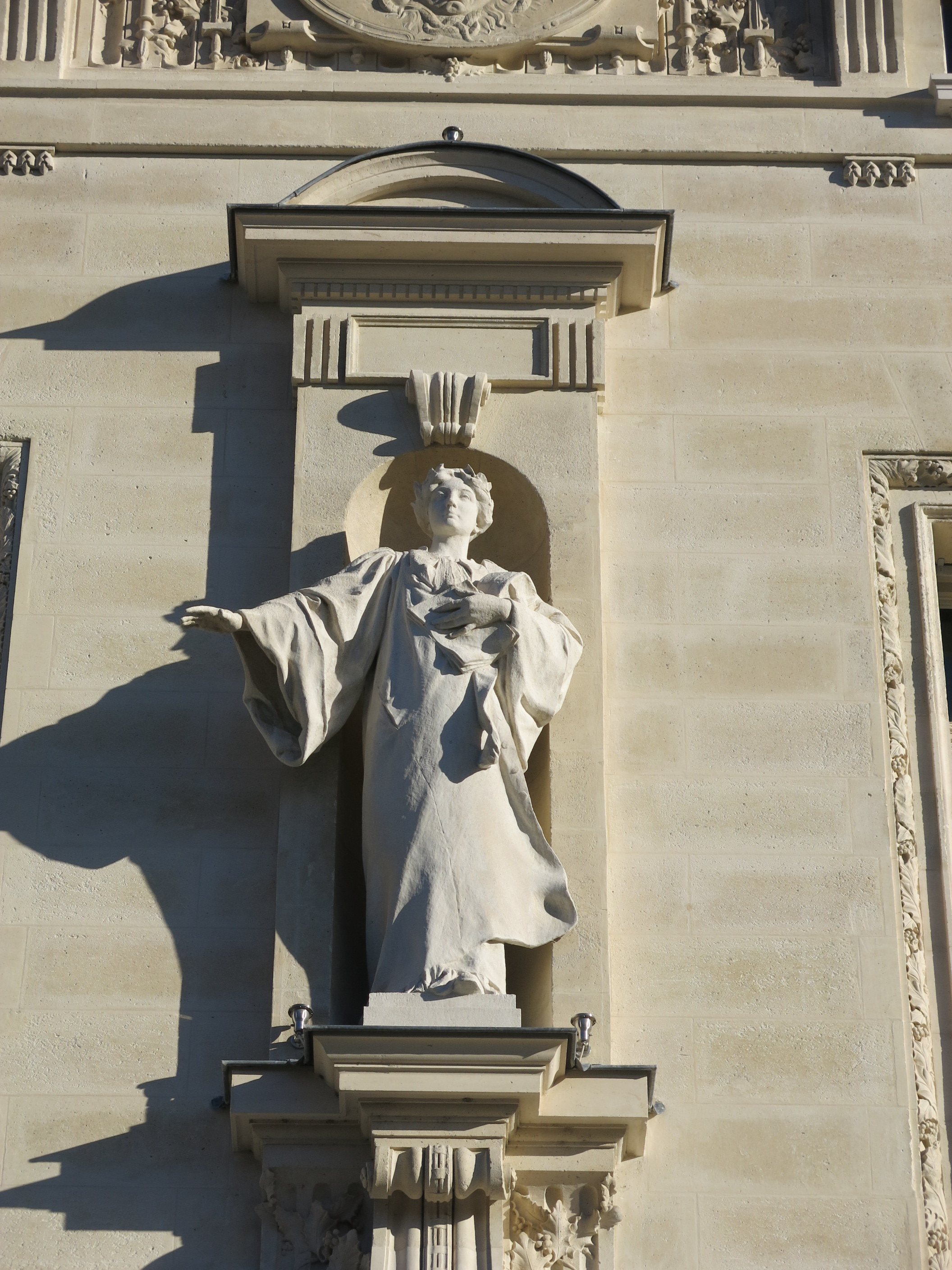
Eloquência
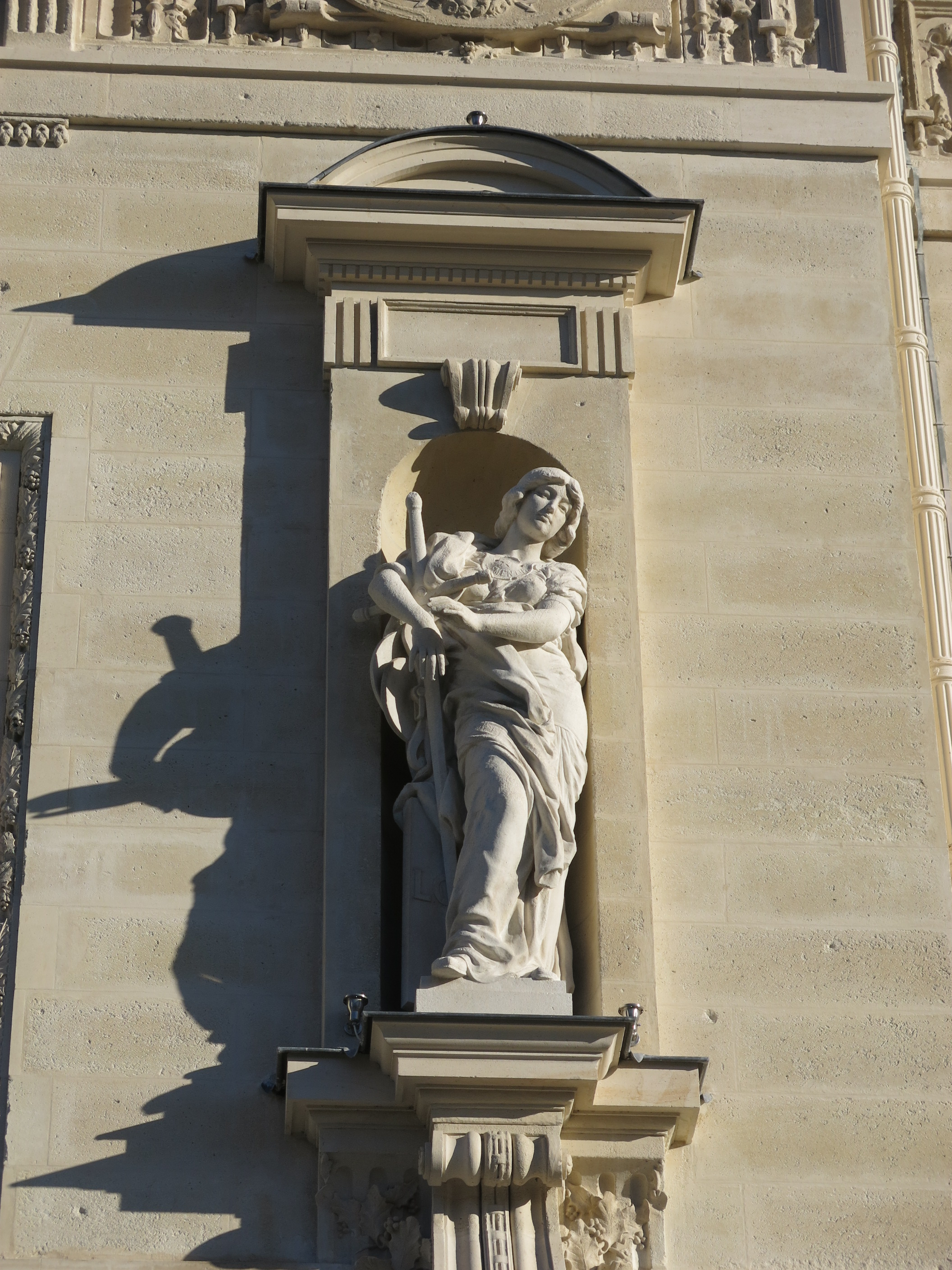
Clemência
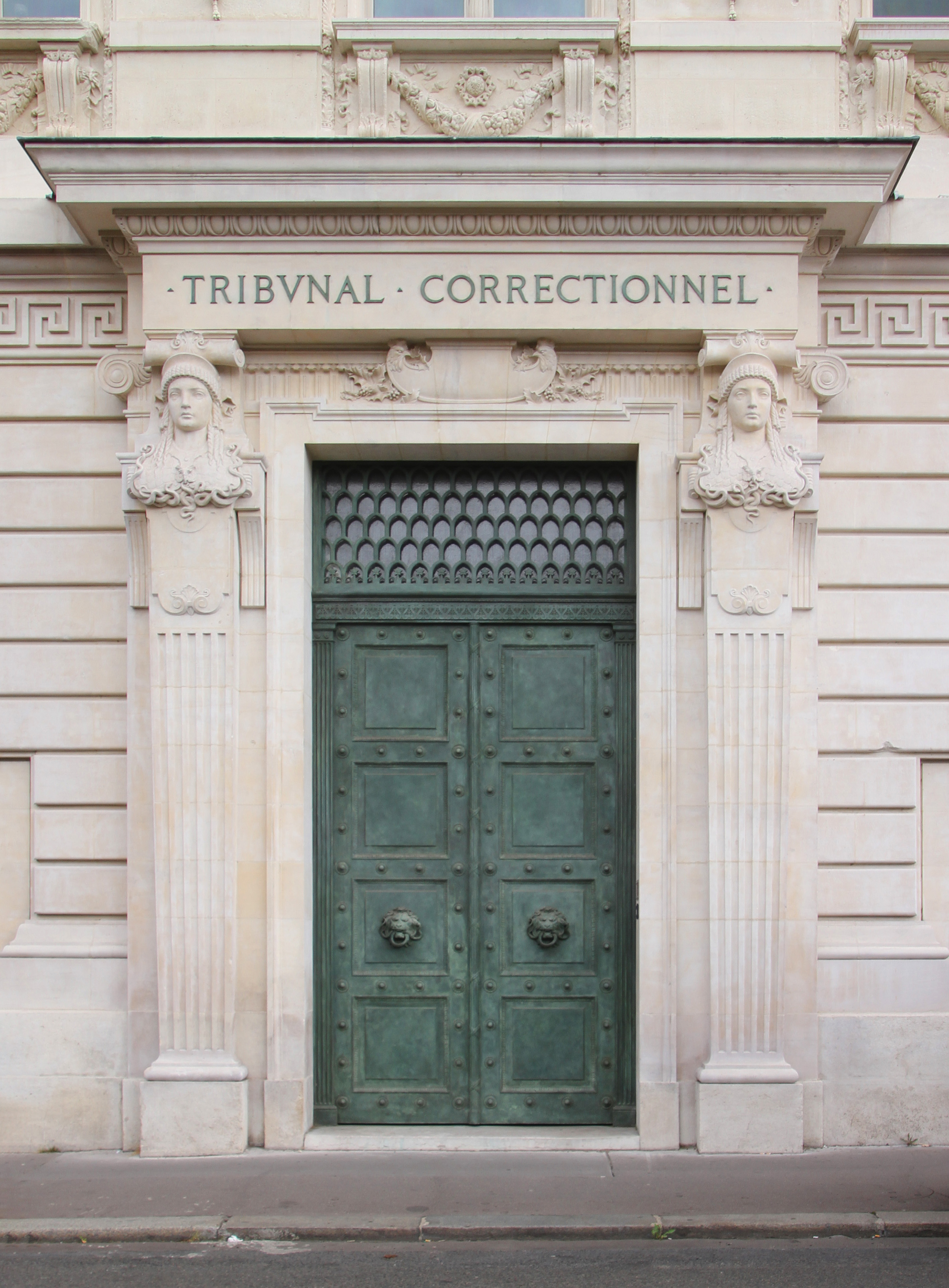
Antiga entrada do tribunal criminal
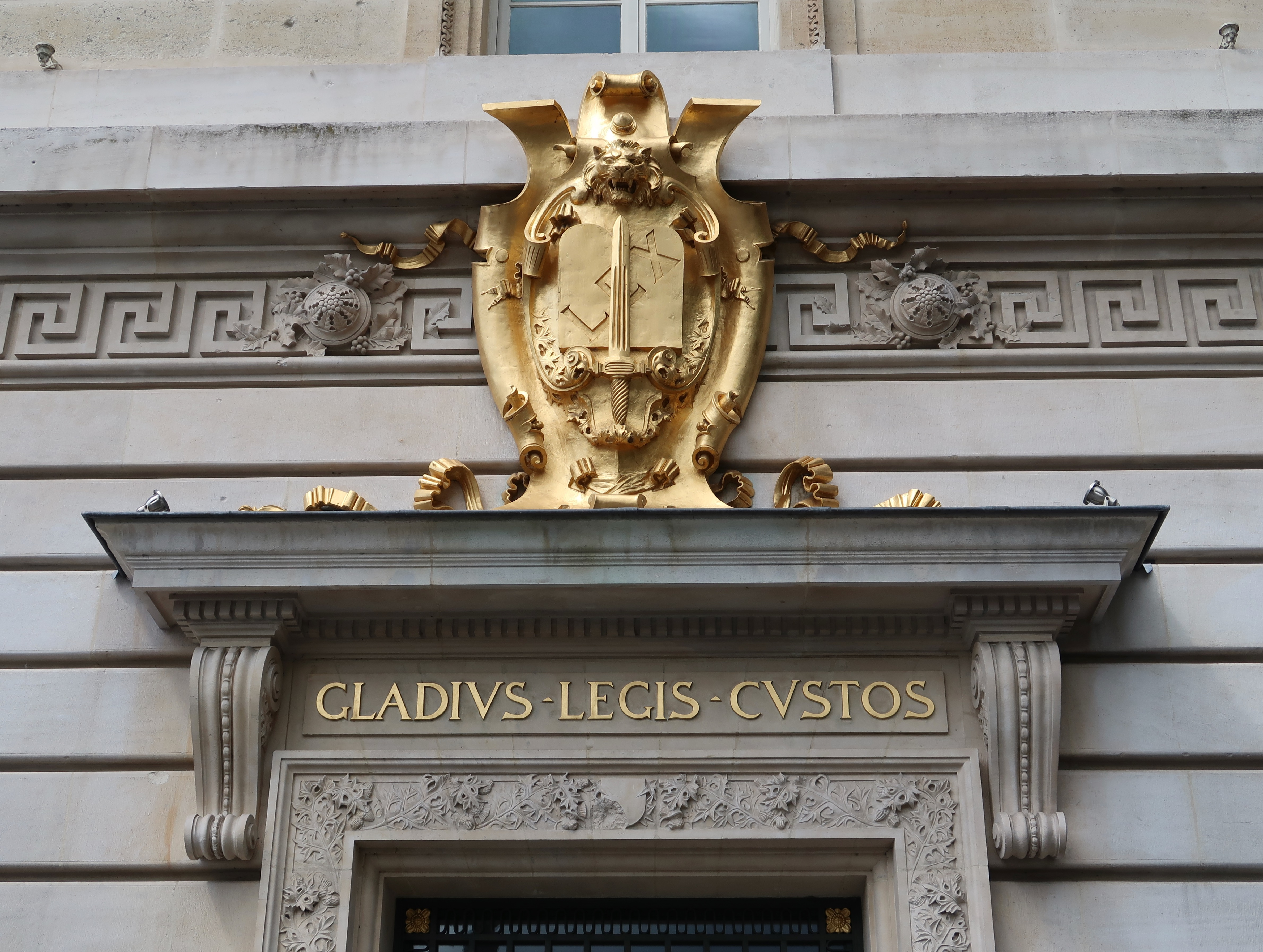
Torre sudeste, porta de entrada
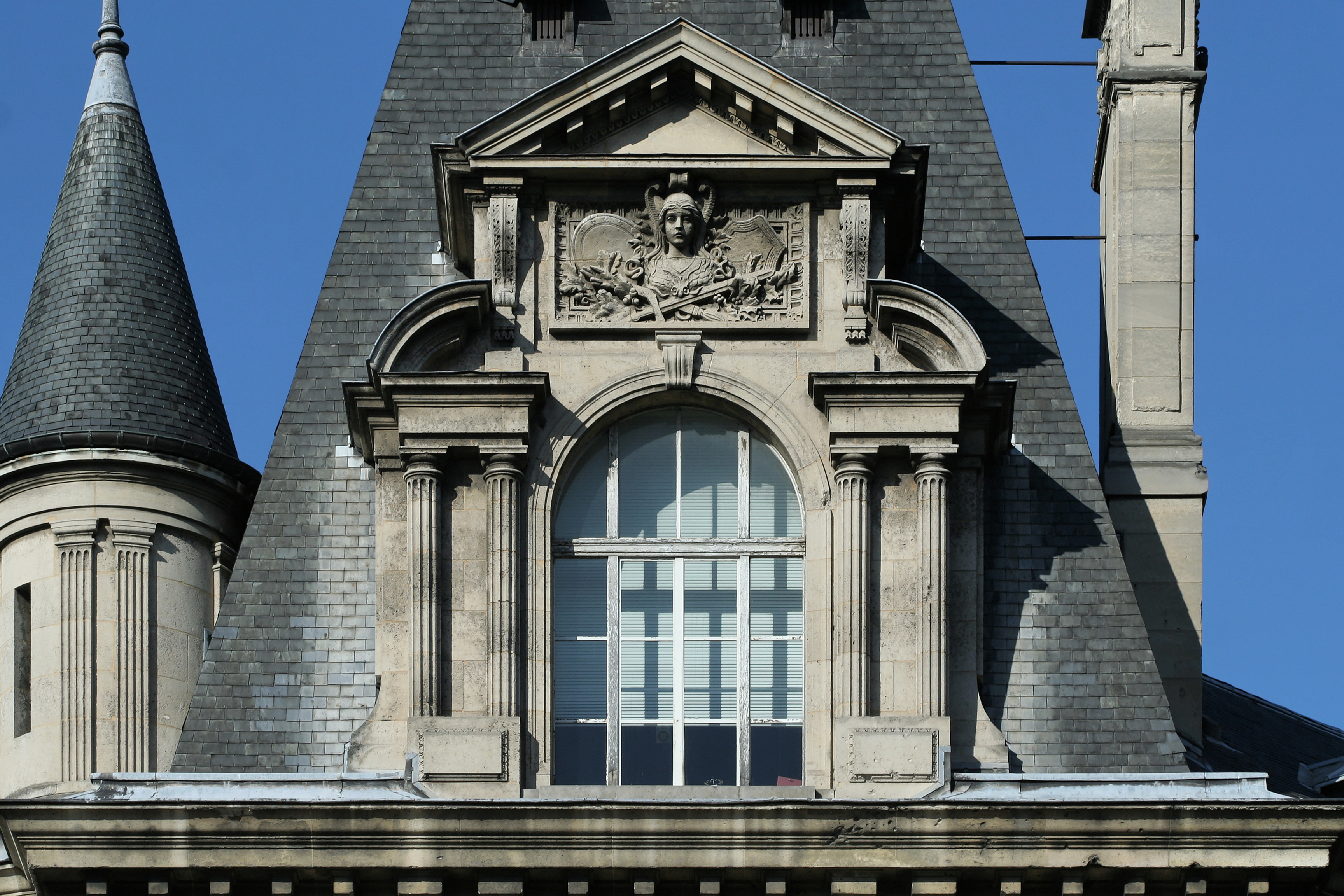
Torre sudeste, decoração do telhado

### Sainte-Chapelle
A Sainte-Chapelle foi construída pelo Rei Luís IX entre 1241 e 1248 para guardar as relíquias sagradas da Crucificação de Cristo obtidas por ele, incluindo o que se acreditava ser a Coroa de Espinhos. O nível inferior da capela servia como igreja paroquial para os residentes do palácio. O nível superior era usado somente pelo rei e pela família real. Os vitrais da capela superior, cerca de metade deles originais, são um dos monumentos mais importantes da arte medieval em Paris. A capela foi transformada em um depósito de documentos judiciais do Palácio da Justiça após a Revolução, mas foi cuidadosamente restaurada durante o século XIX.

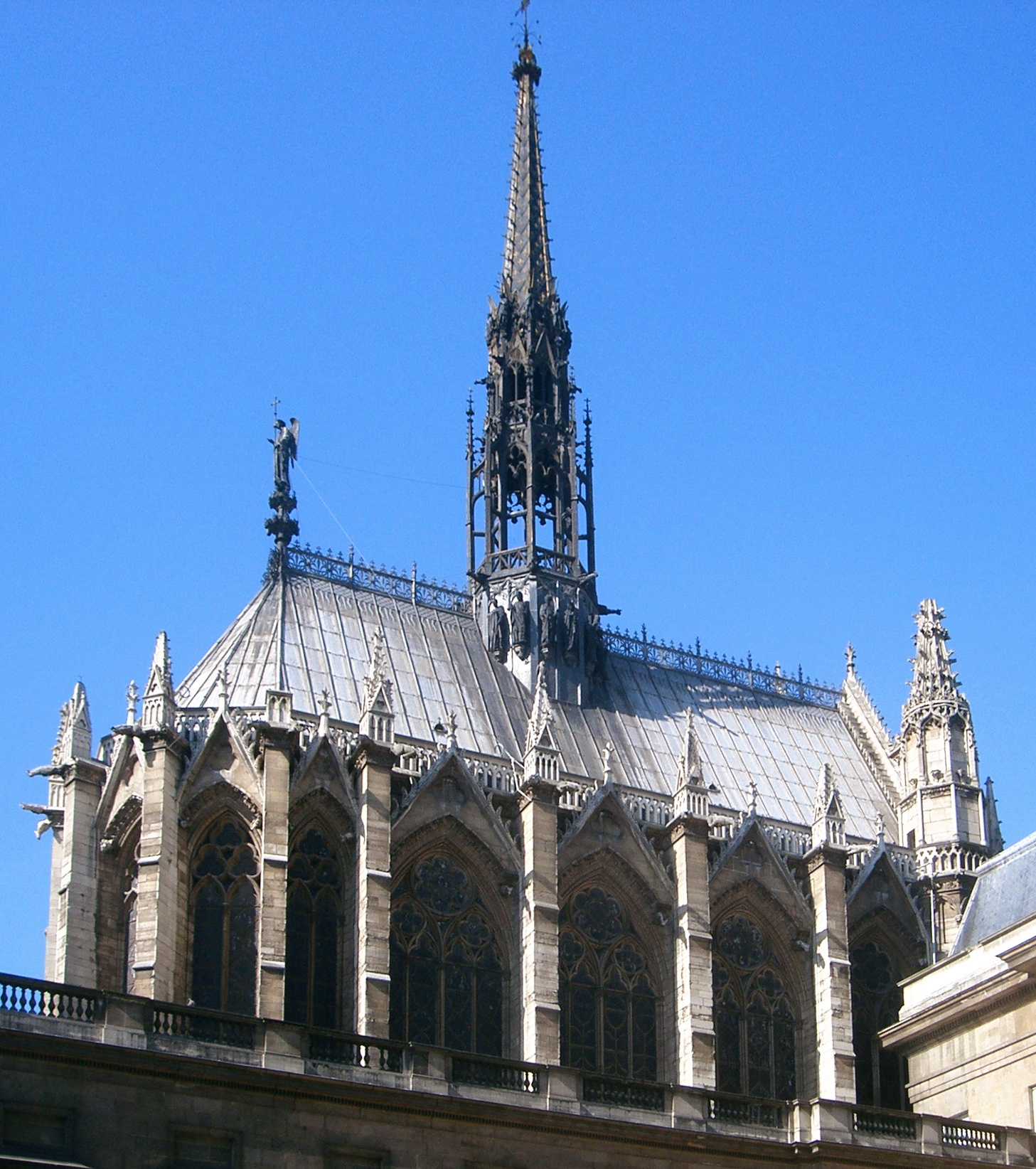
O exterior da Sainte-Chapelle (1241-1248)
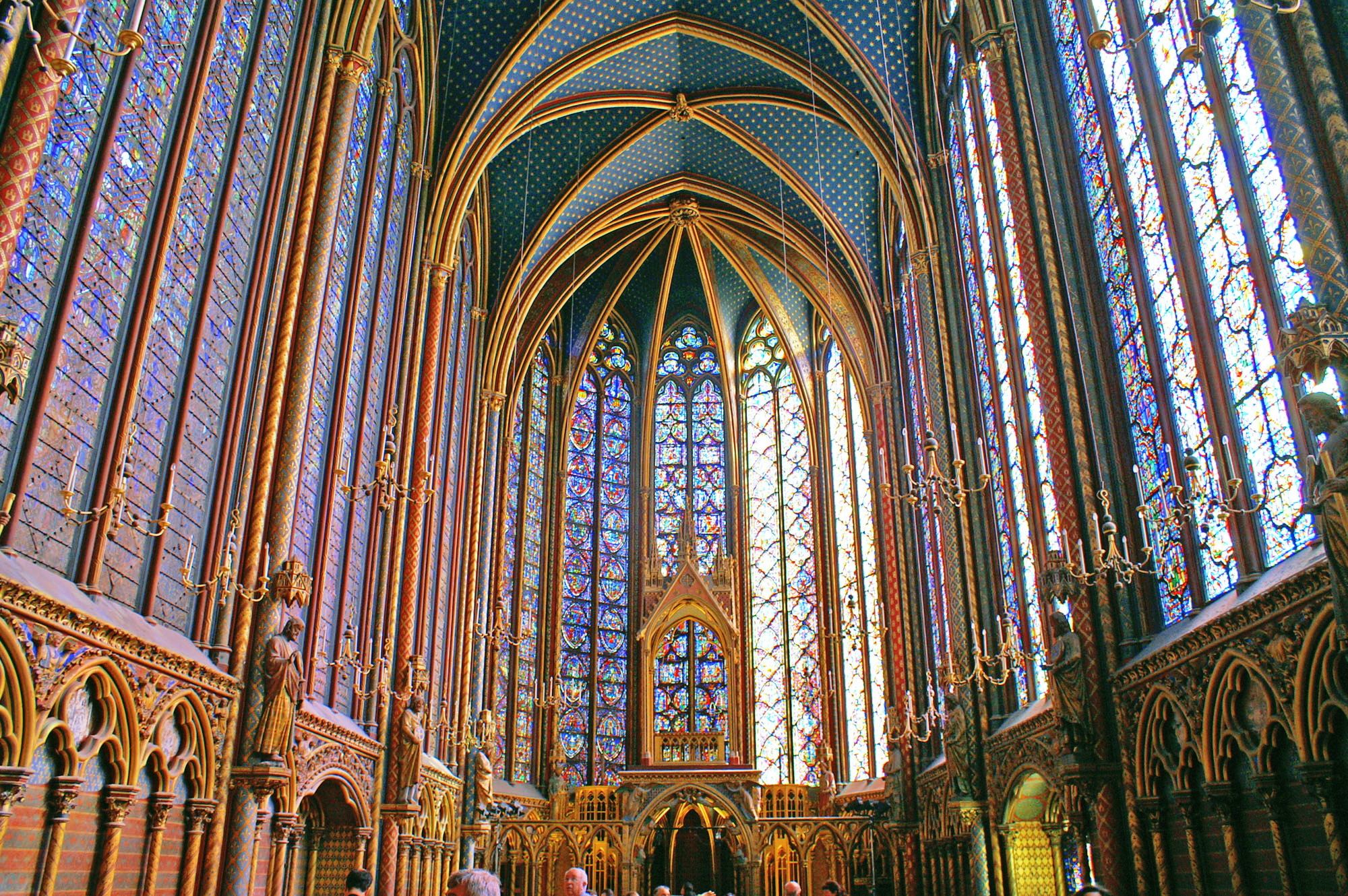
As janelas da capela superior
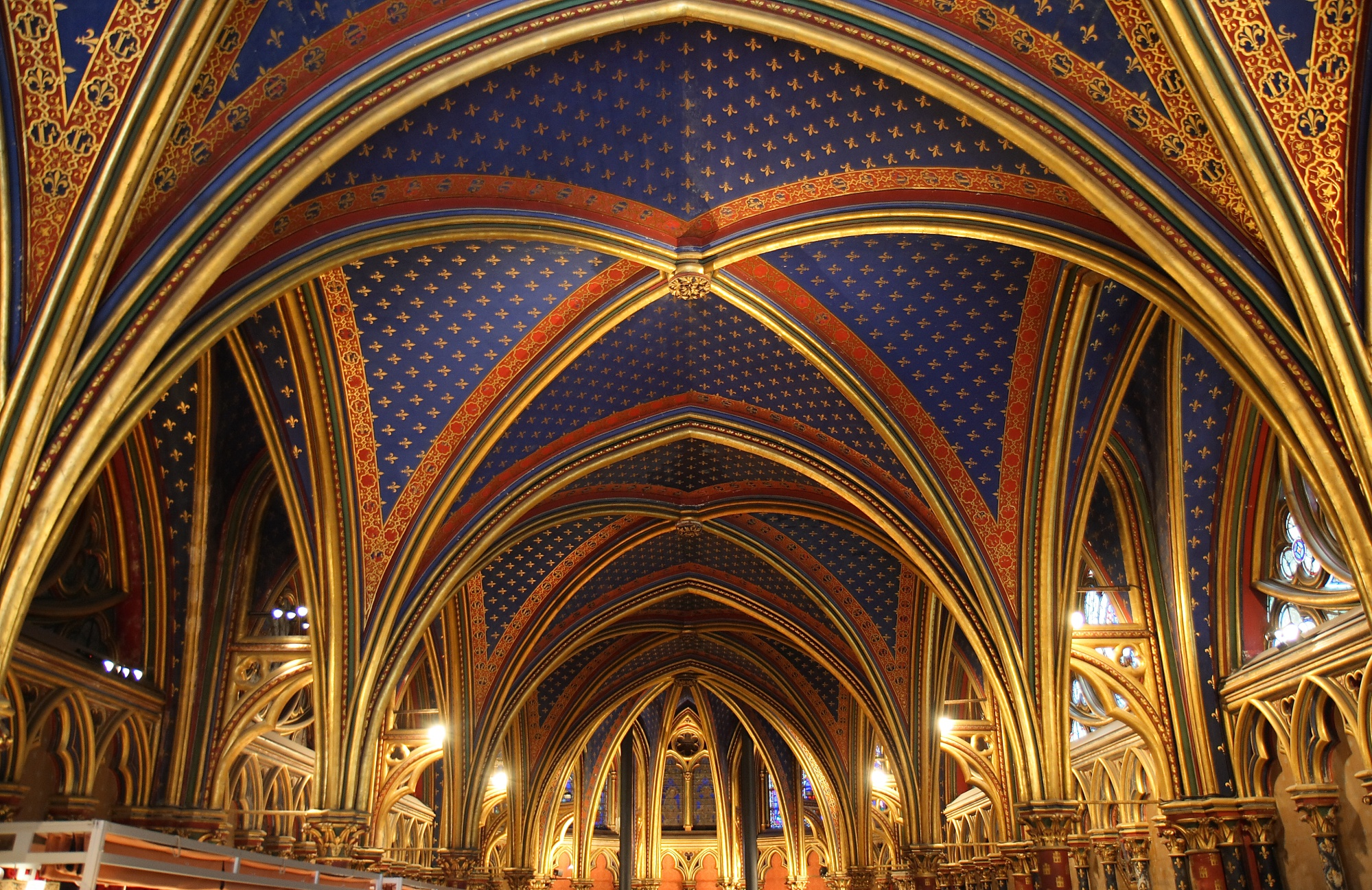
O teto da capela inferior

### Salões medievais
Os dois salões na parte inferior da Conciergerie, o Salle des Gardes (Salão dos Guardas) e Salle des Gens d'armes (Salão dos Homens de Armas), juntamente com as cozinhas, são os únicos cômodos remanescentes do palácio original capetiano. Quando foram construídos, os dois salões ficavam no nível da rua, mas, ao longo dos séculos, como a ilha foi construída para evitar inundações, eles ficaram abaixo da rua. O Salles des Gardes foi construído no final do século XIII e início do século XIV, como o andar térreo da Grand'Chambre, onde o rei realizava audiências judiciais e onde, durante a Revolução, o Tribunal Revolucionário se reunia. Ele era conectado ao salão superior por uma escada na parte sudoeste do salão e por uma segunda escada em uma torre que foi demolida no século XIX. É um dos melhores exemplos da arquitetura medieval em Paris. O salão tem 22,8 metros de comprimento, 11,8 metros de largura e 6,9 metros de altura. As colunas maciças têm esculturas decorativas de combate de animais e cenas narrativas. Duas escadas no lado norte do salão levam às torres de Argent e Cesar, onde ficavam as celas da prisão. Durante a Revolução, o apartamento do promotor-chefe do Terror, Fouquier-Tinville, ficava no andar superior, e seu escritório ficava na Torre de Cesar. O Salle des Gardes foi ocupado por celas de prisão até meados do século XIX, quando o salão foi restaurado à sua aparência original.
O Salle des Gens d'armes ficava no andar térreo, abaixo da magnífica Grand'Salle, onde os reis da França realizavam banquetes para receber convidados reais e celebrar eventos especiais, como a visita do imperador alemão Carlos IV em 1378, organizada por Carlos V pouco antes de ele se mudar do palácio, e o casamento de Francisco II com Maria Stuart, rainha da Escócia. O salão em si, com um alto telhado de madeira com abóbada dupla, queimou várias vezes, mais recentemente em incêndios iniciados pela Comuna de Paris em maio de 1871. Ele foi substituído por um novo grande salão, o Salle des Pas Perdu, do Palácio da Justiça. Durante a Idade Média, o andar inferior era usado em grande parte como restaurante e área de espera para a grande equipe da casa real; podia servir até duas mil pessoas. Uma grande escadaria, agora sem paredes, ligava o andar inferior ao Grand'Salle. O Salle tem 63,3 metros de comprimento, 27,4 metros de largura e 8,5 metros de altura. No início do século XV, o salão foi dividido em salas menores e celas de prisão.

O salão passou por muitas mudanças e restaurações ao longo dos séculos. Depois que um incêndio destruiu a maior parte superior dele em 1618, o arquiteto Salomon de Brosse construiu um novo, mas cometeu o erro de não colocar as novas colunas sobre as colunas originais no nível inferior. Isso levou, no século XIX, ao desabamento de parte do teto do salão inferior, que foi reconstruído com colunas adicionais. No século XIX, também foram acrescentadas janelas no lado norte com vista para o pátio. A escadaria circular no canto nordeste do Salle, construída em estilo medieval, foi construída no século XIX durante o reinado de Napoleão III, que havia sido mantido prisioneiro por um breve período no edifício. 

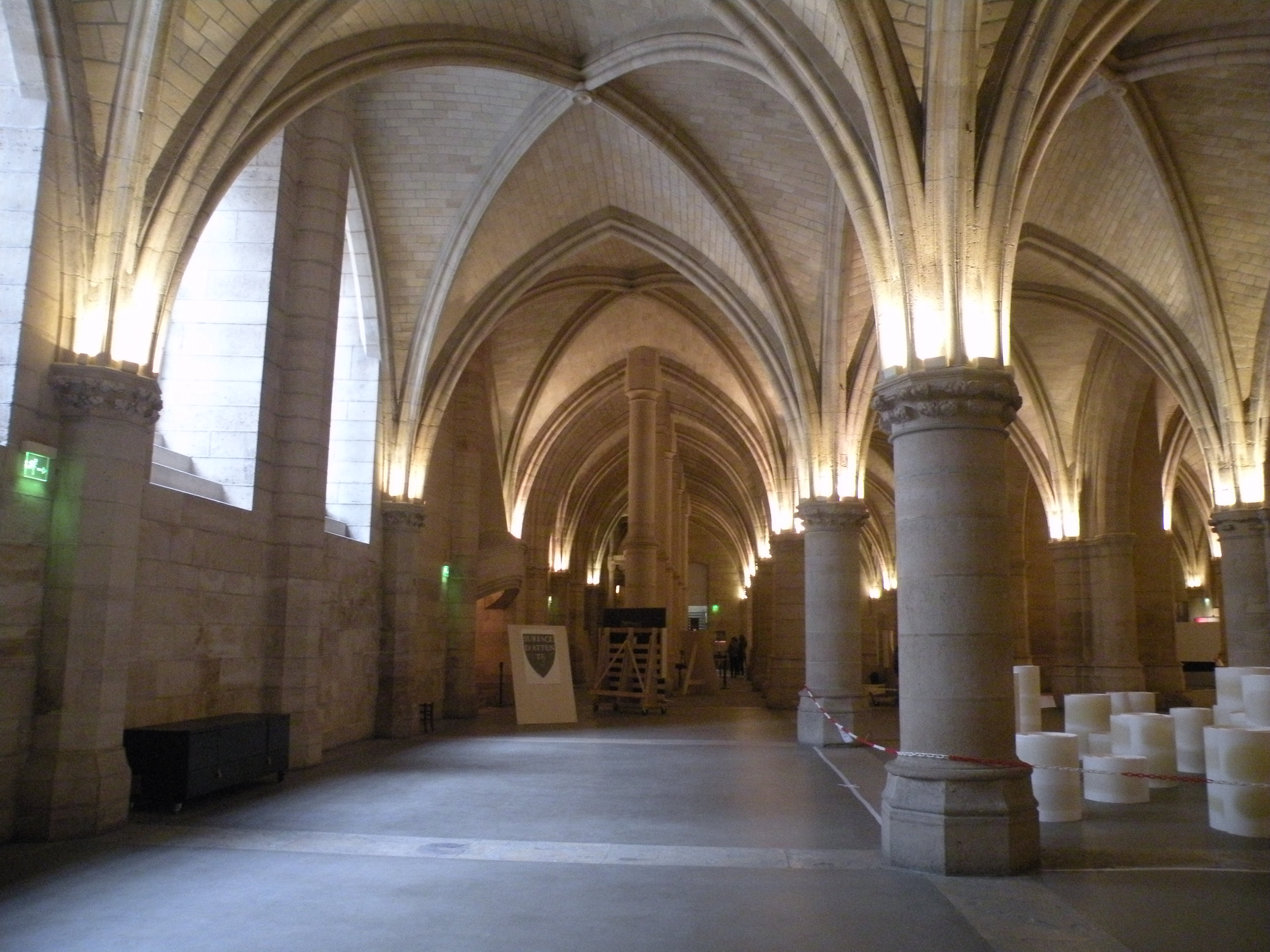
O Salle des gens d'armes, abaixo do agora desaparecido Grand'Salle medieval.
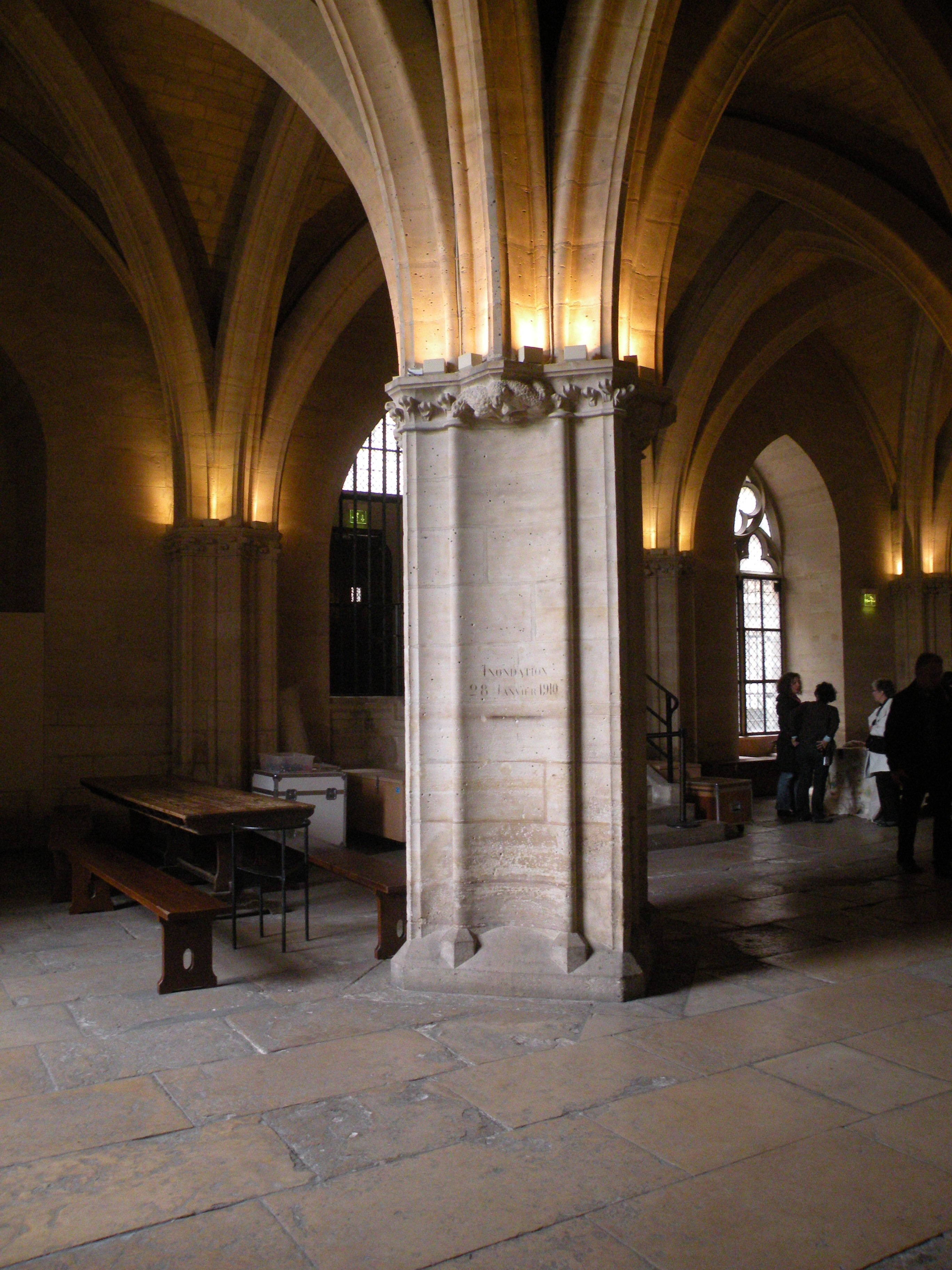
O Salle des gardes, embaixo da antiga Grand'Chambre
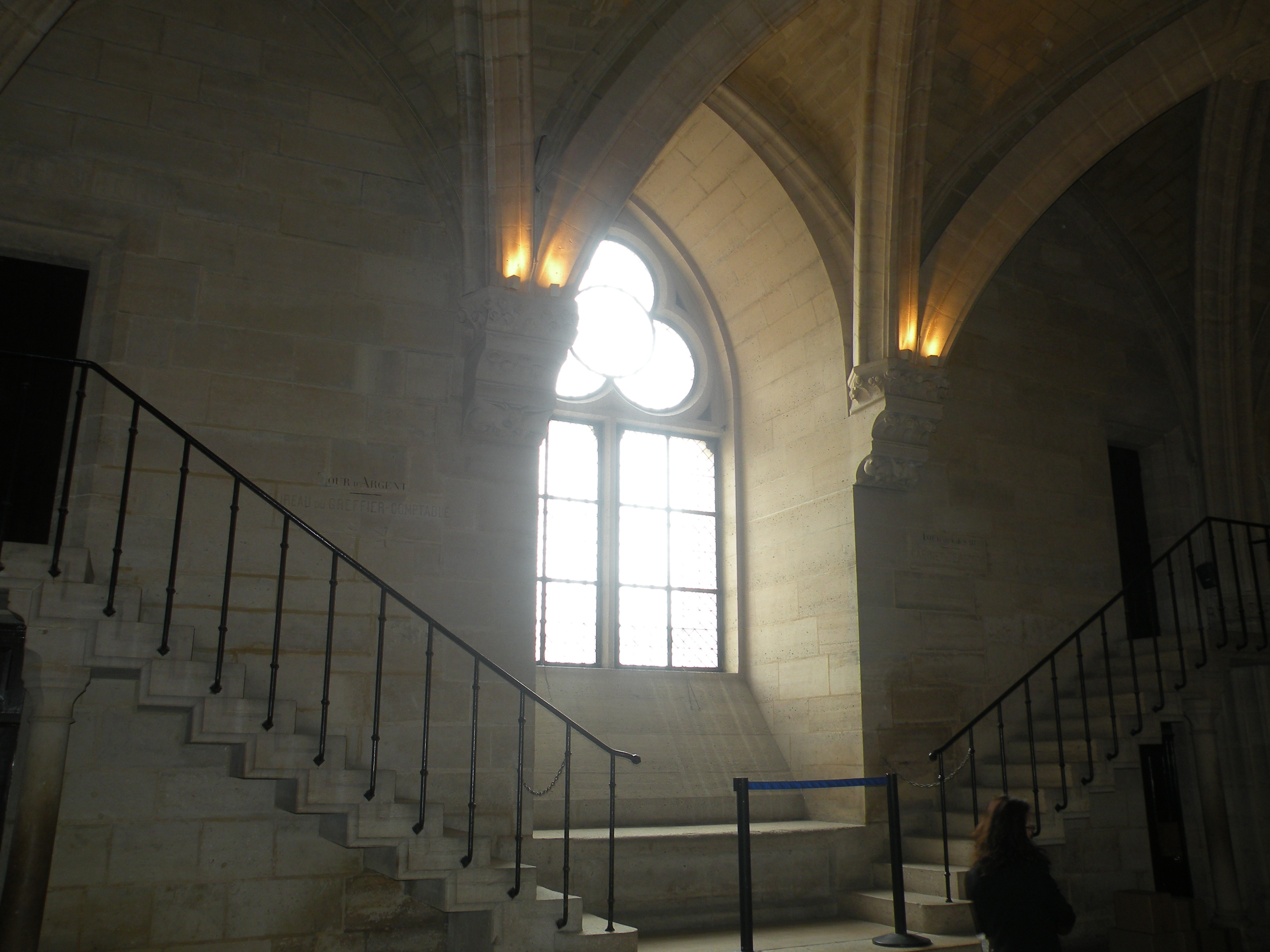
Escadarias no Salle des gardes para as torres Argent e Cesar

### Prisão de Conciergerie
O bairro da prisão do palácio, visível hoje, data do final do século XVIII. Após um incêndio em 1776, Luís XVI mandou reconstruir uma seção da prisão da Conciergerie. Durante a Revolução Francesa, ela serviu como a principal prisão para prisioneiros políticos, incluindo Maria Antonieta, antes de seus julgamentos e execuções. A prisão foi amplamente reconstruída no século XIX, e muitos cômodos famosos, como a cela original de Maria Antonieta, desapareceram. Entretanto, parte da prisão foi restaurada para o 200º aniversário da Revolução Francesa em 1989 e pode ser vista pelos visitantes.
A Rue de Paris era uma seção do Salle des gardes que foi separado por uma grade do restante do salão durante o século XV. Durante a Revolução, ele foi usado como cela comum para prisioneiros quando todas as outras celas estavam cheias. Seu nome vem de "Monsieur Paris", o apelido do carrasco.
A Capela dos Girondinos é uma câmara que mudou pouco desde a Revolução. Ela foi construída após o incêndio de 1776 no local do oratório medieval do palácio. Em 1793 e 1794, quando a prisão estava superlotada, ela foi convertida em celas de prisão. Seu nome vem dos girondinos, uma facção revolucionária de deputados que se opunha aos Montagnards mais radicais de Robespierre: os deputados foram presos e realizaram um último "banquete" na capela na noite anterior à sua execução.
O Cour des Femmes era o pátio onde as mulheres presas, incluindo Maria Antonieta, podiam caminhar, lavar suas roupas na fonte ou comer em uma mesa ao ar livre. O pátio foi pouco alterado desde a época da Revolução.

A cela onde Maria Antonieta passou dois meses e meio antes de seu julgamento e execução foi transformada em uma capela expiatória pelo rei Luís XVIII após a restauração da monarquia. A capela ocupa tanto o espaço de sua cela original quanto a enfermaria da prisão, onde Robespierre ficou preso após sua tentativa de suicídio e antes de seu julgamento e execução.

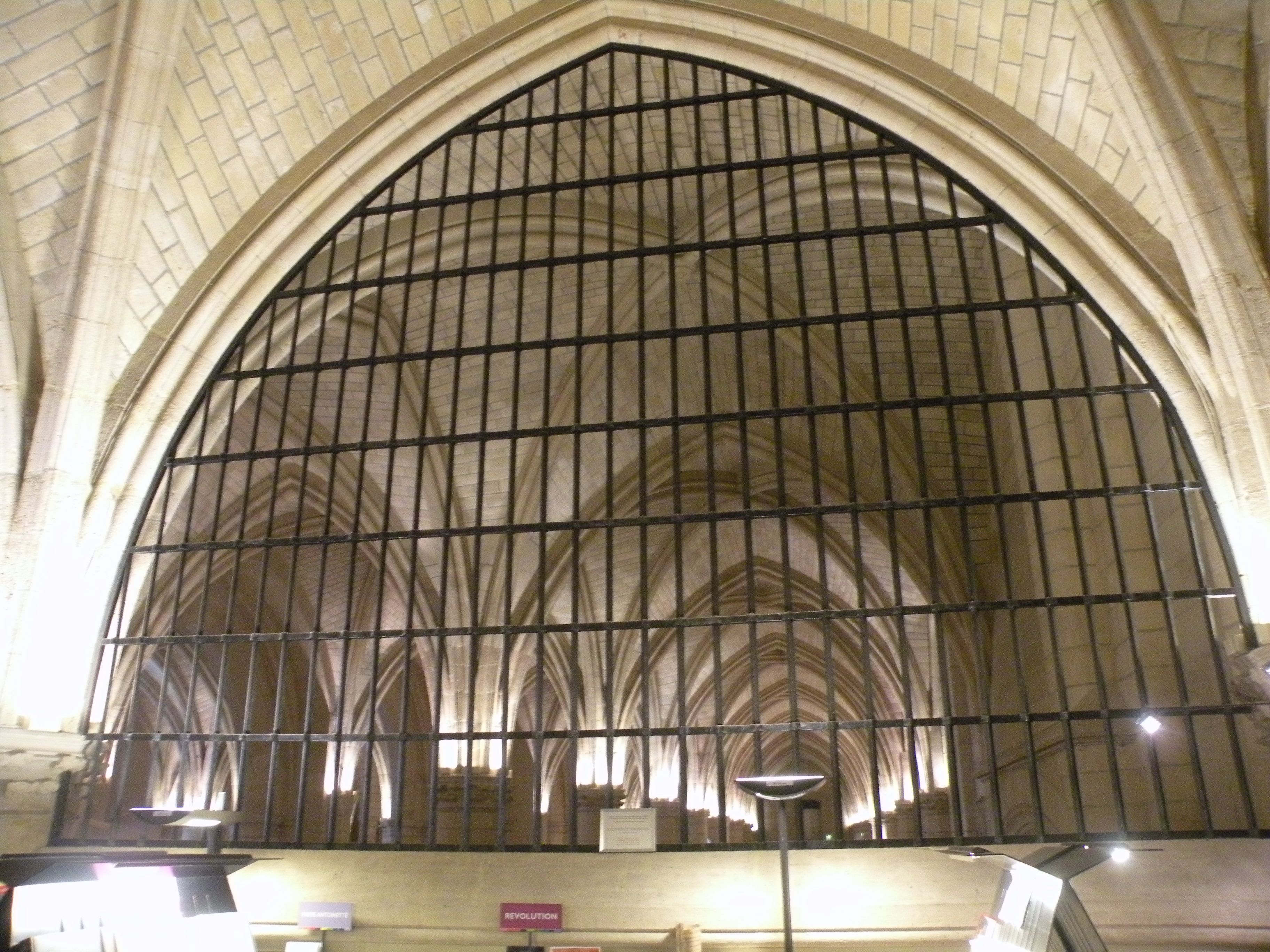
Rue de Paris
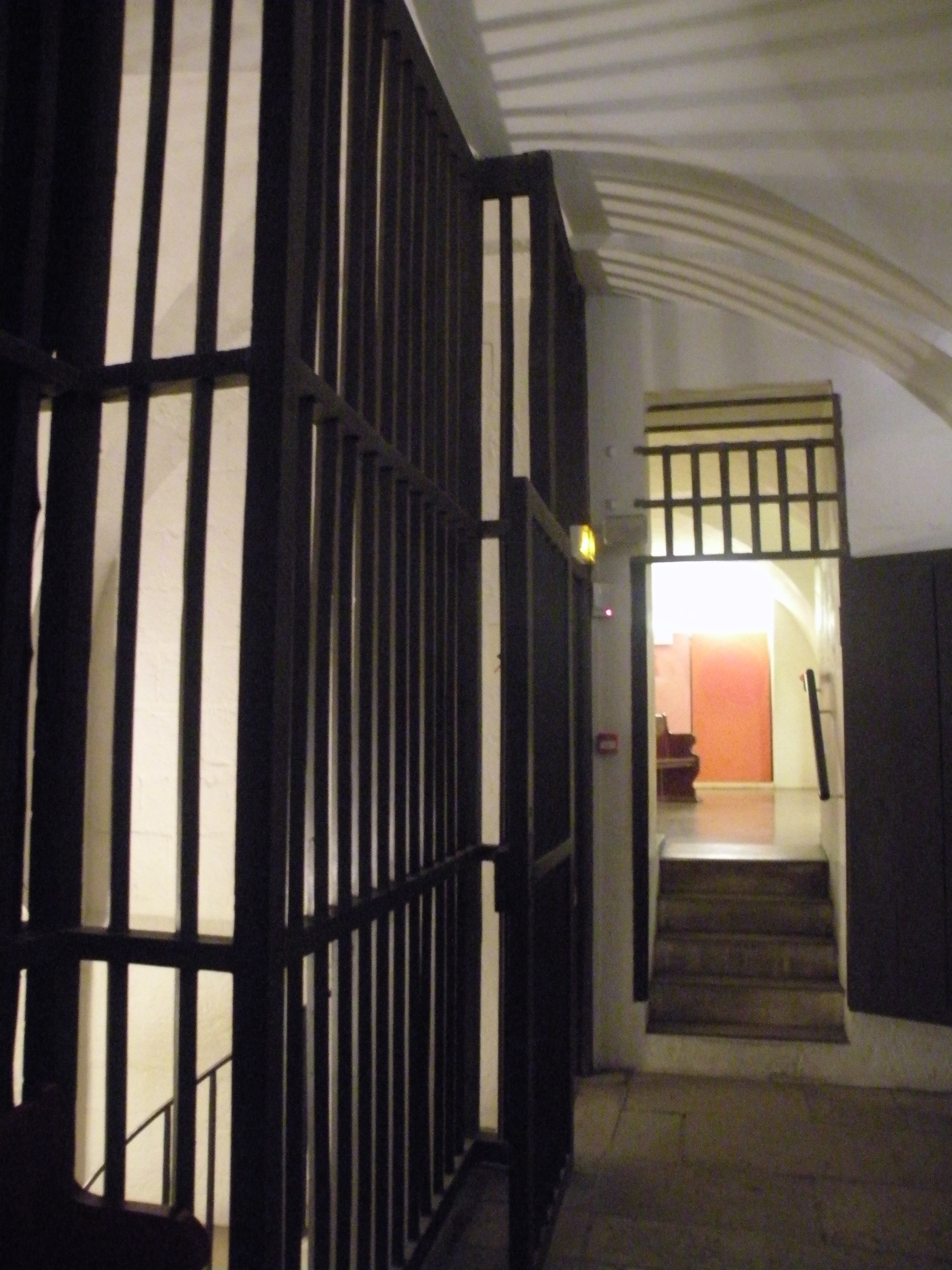
Celas
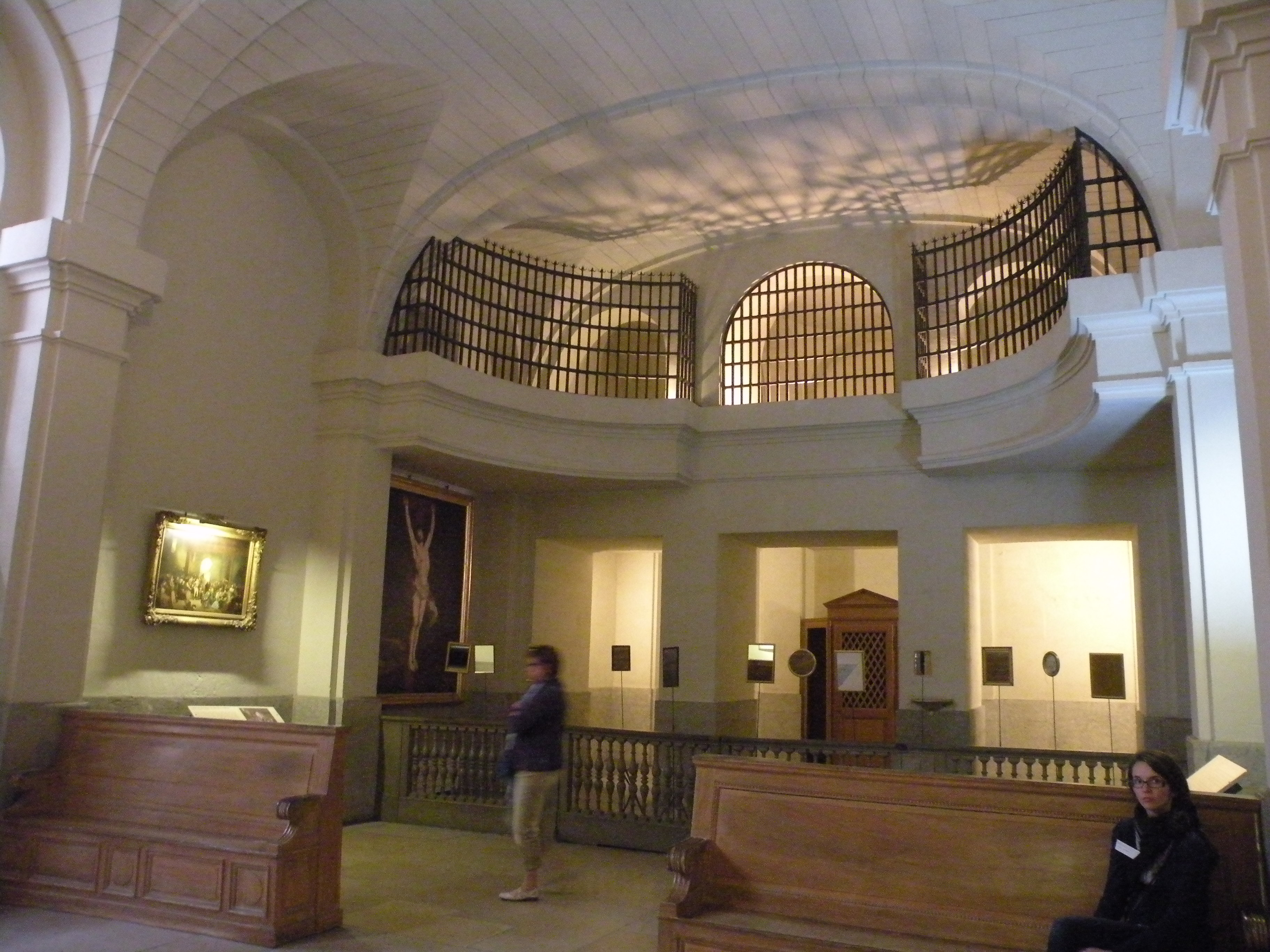
A Capela dos Girondinos, convertida em celas de prisão

### Interior

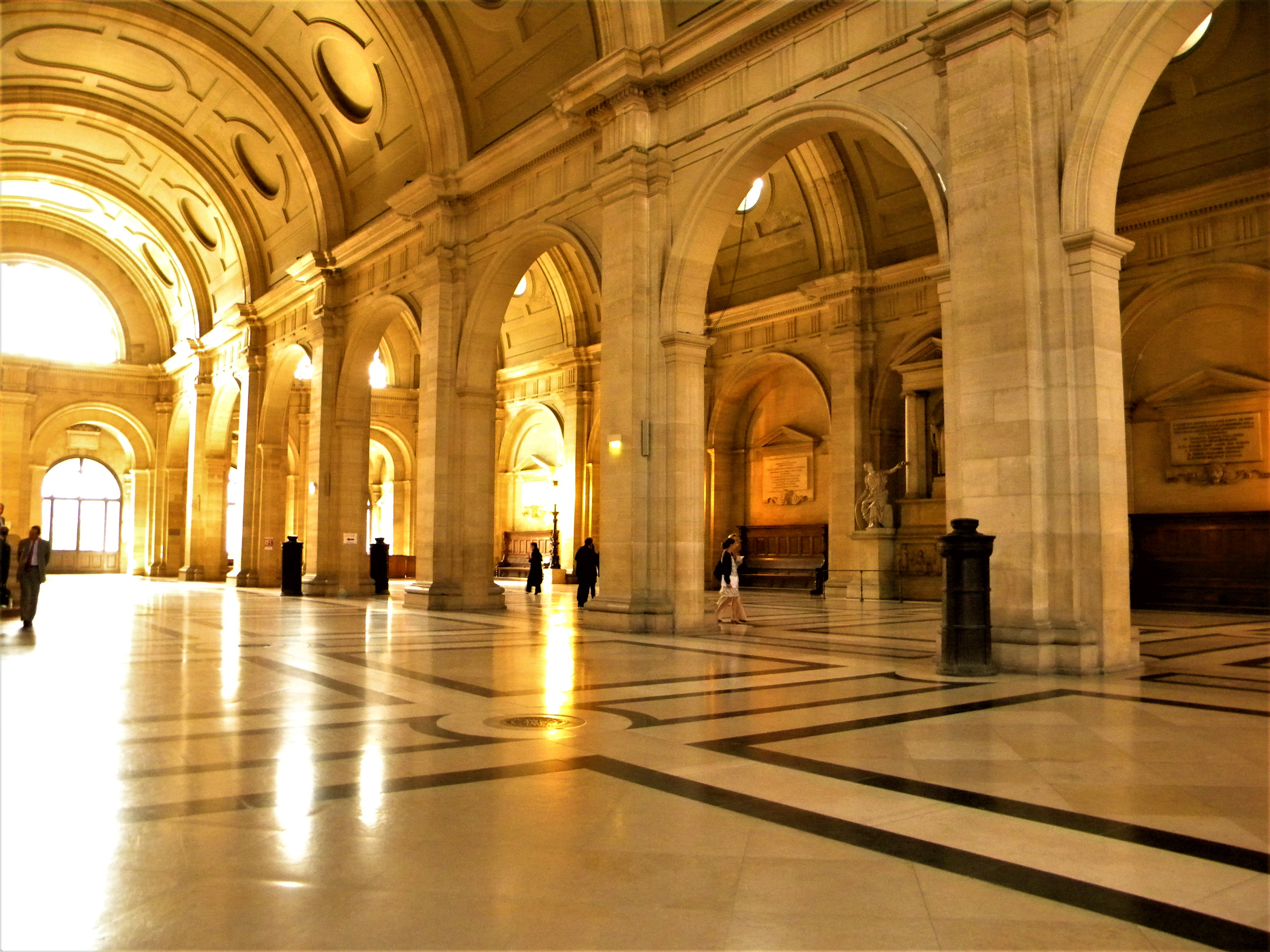
Salão "Pas Perdus"
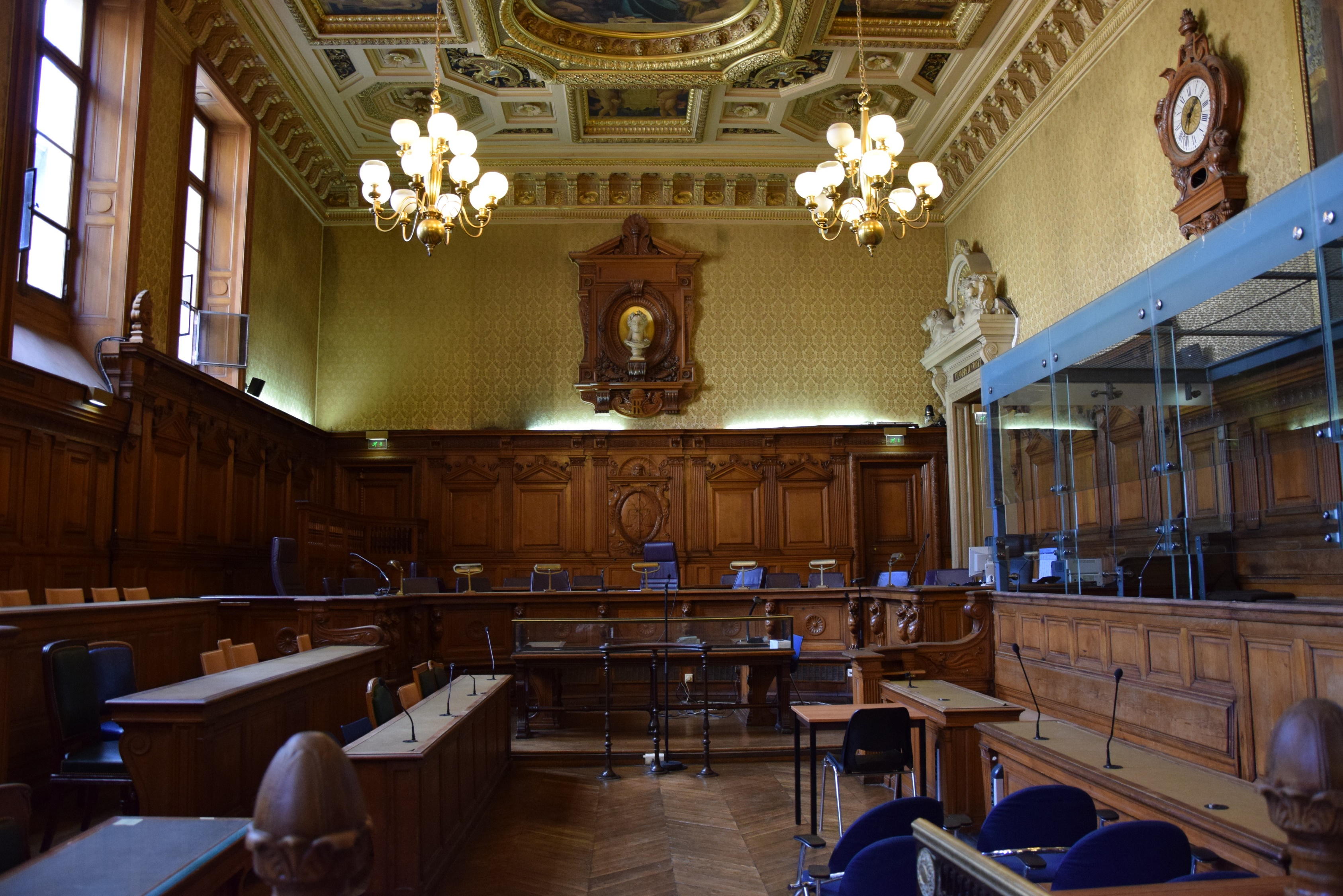
O Salle Voltaire da Court d'Assises
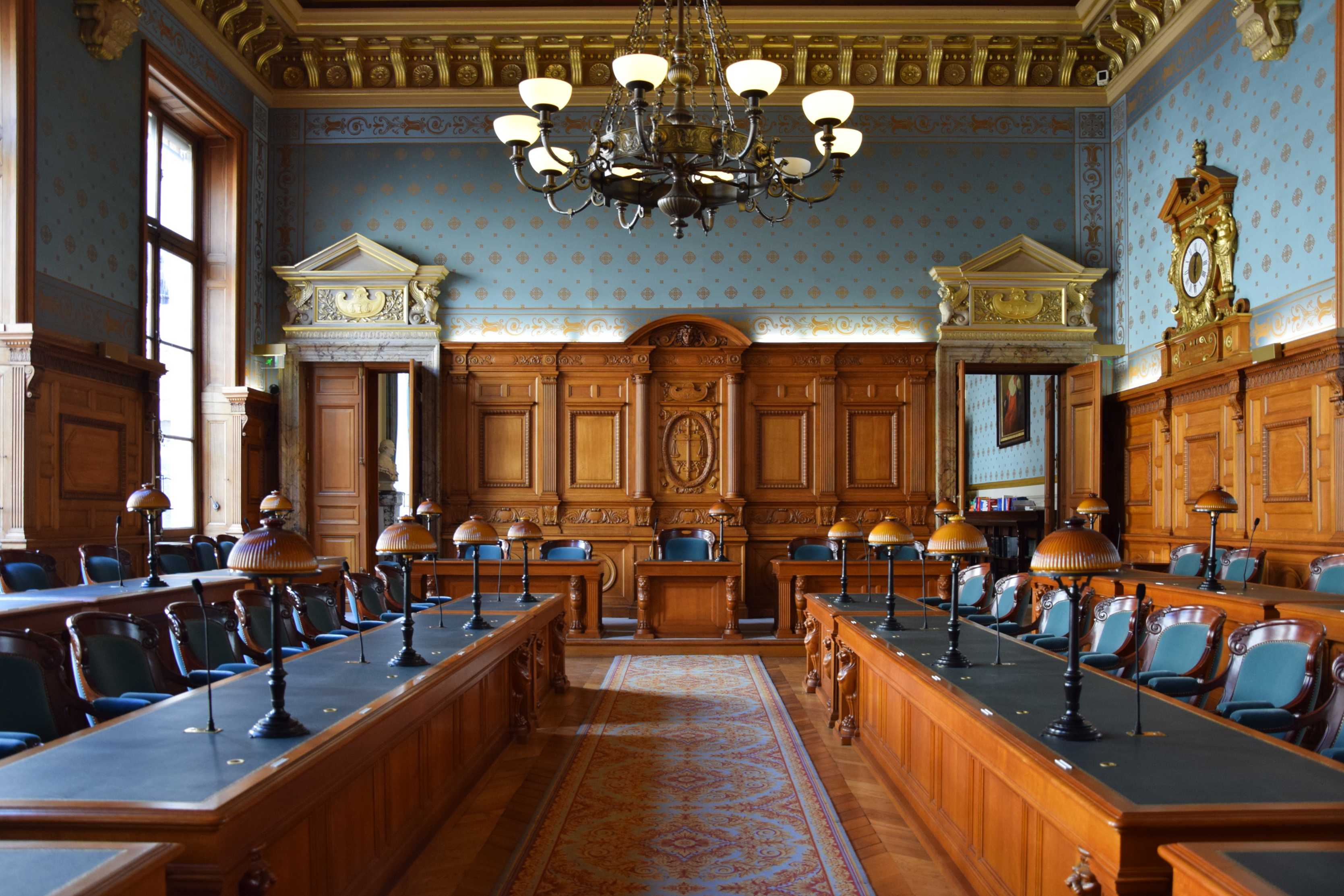
Câmara de audiências para casos criminais na Cour de Cassation
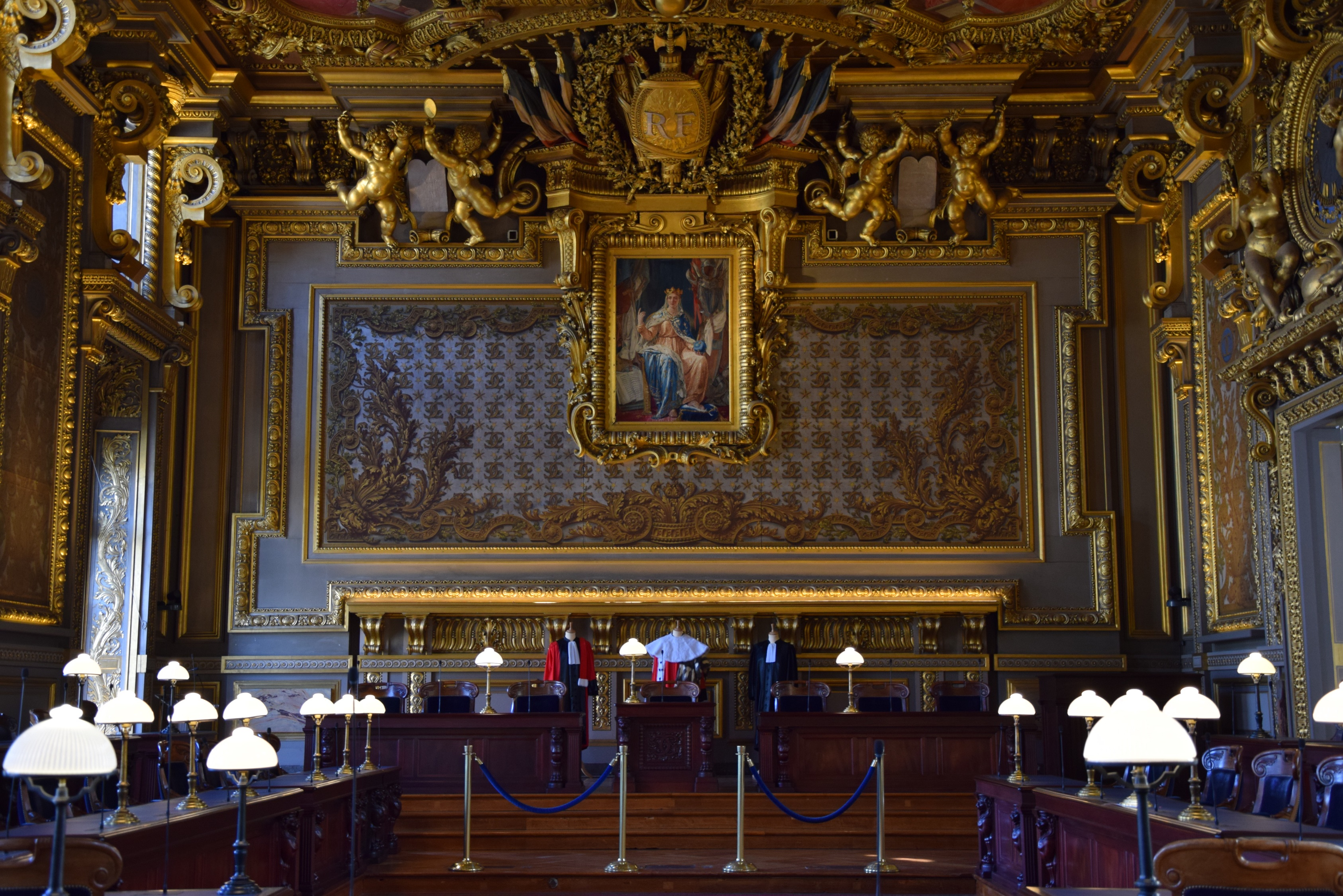
Primeira câmara de audiência civil da Cour de Cassation
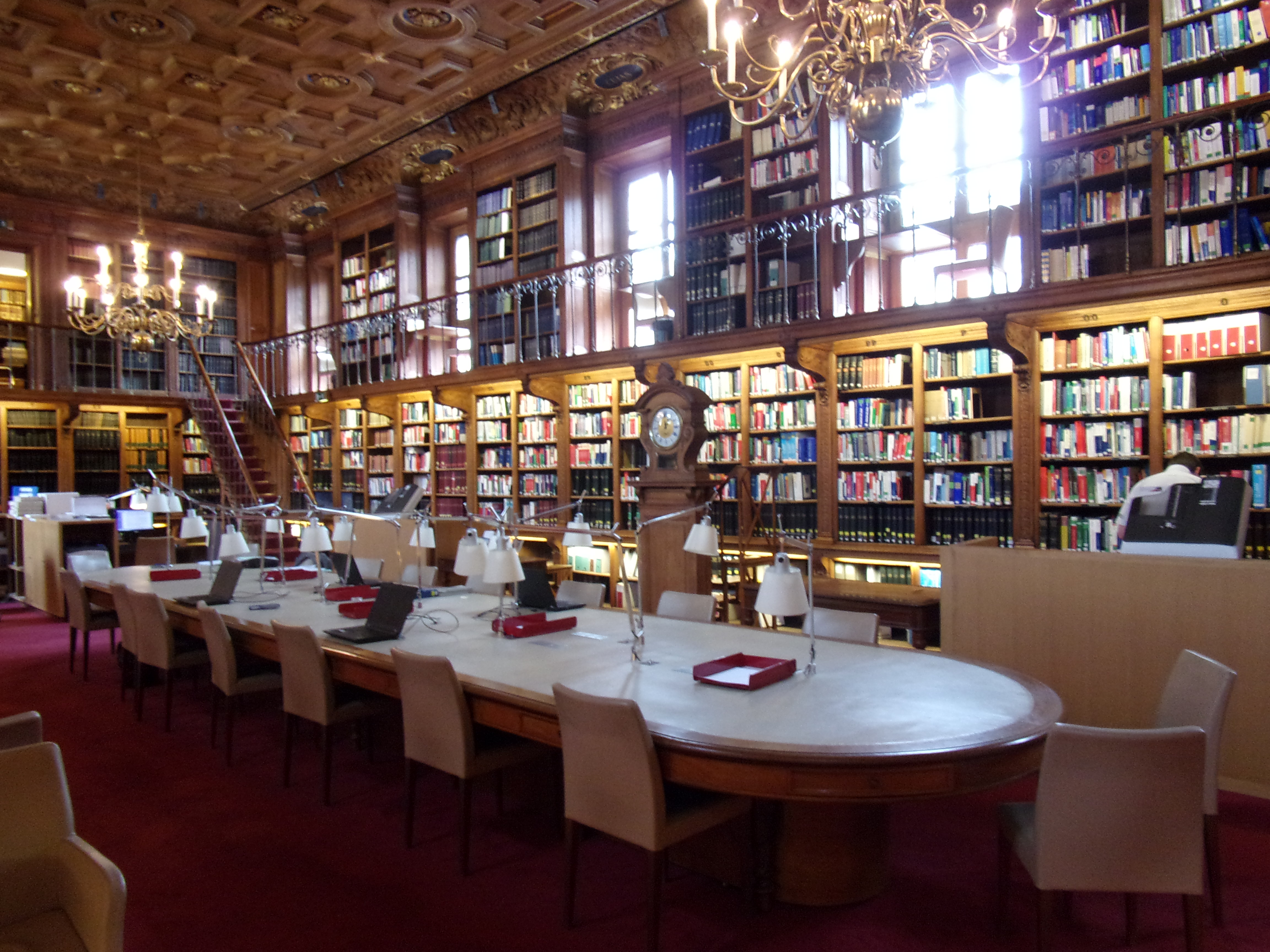
Biblioteca da Cour de Cassation
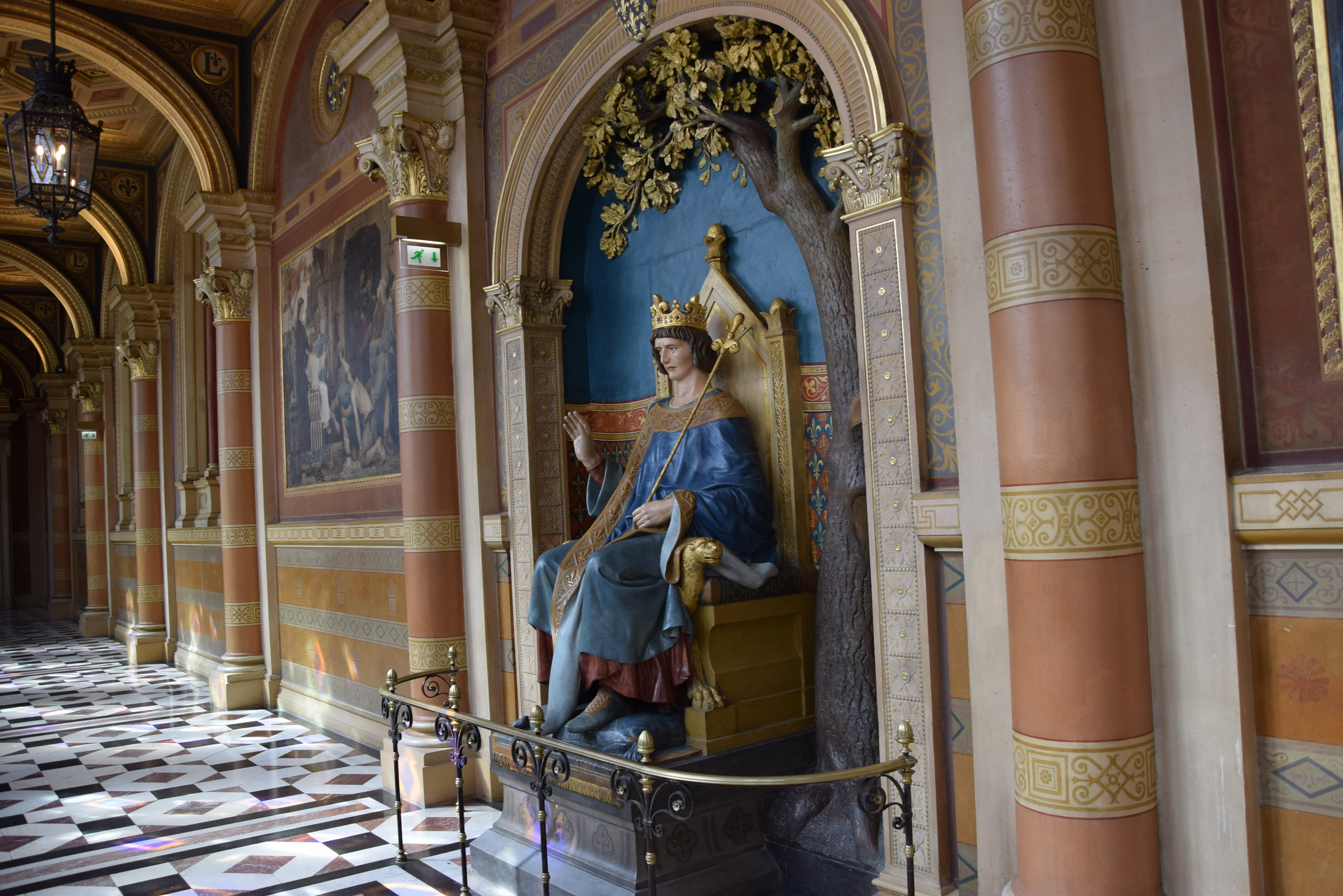
Galeria de São Luís (Luís IX) na Corte de Cassação
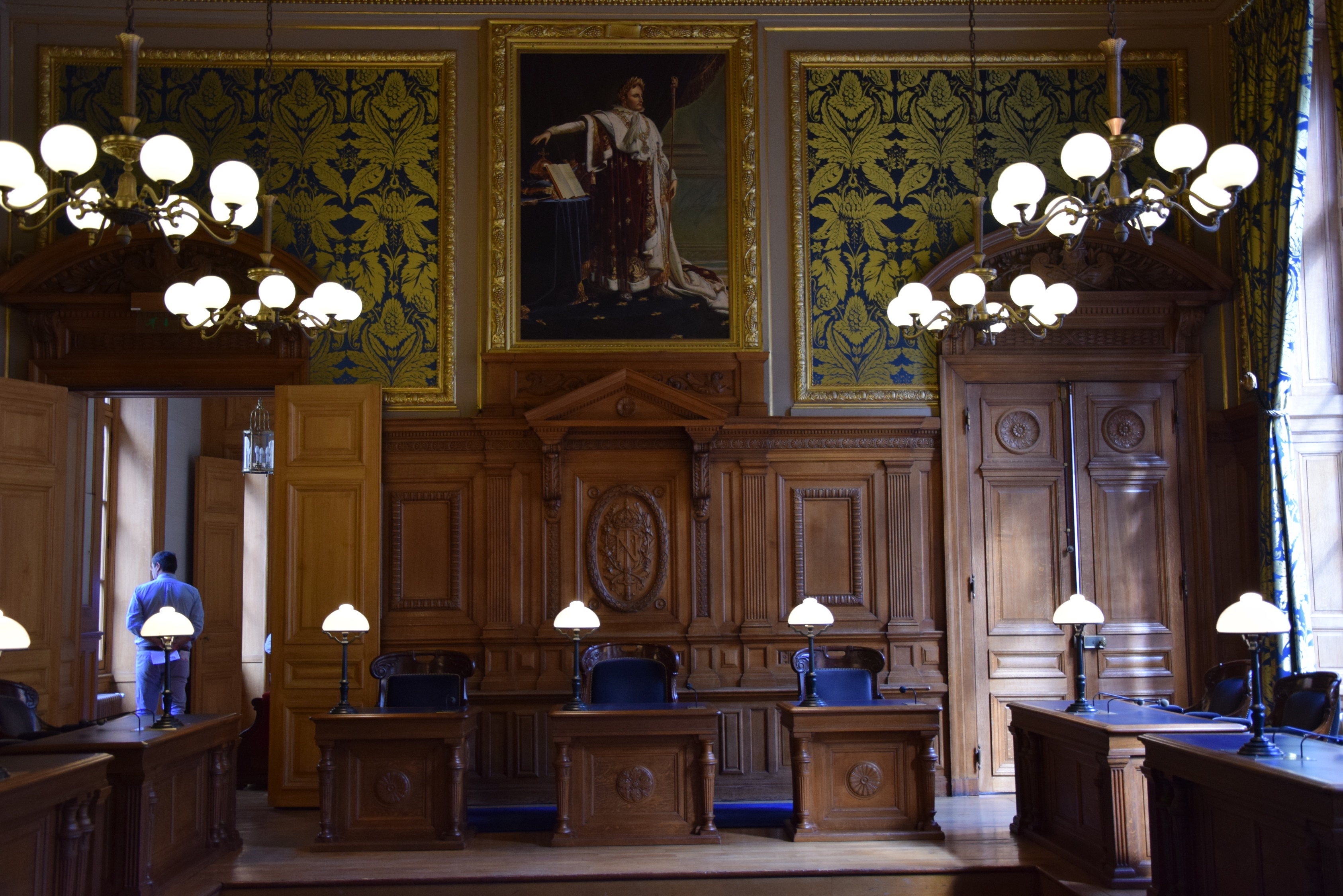
Decoração na Câmara Comercial da Corte de Cassação

## Galeria

### Plantas e mapas

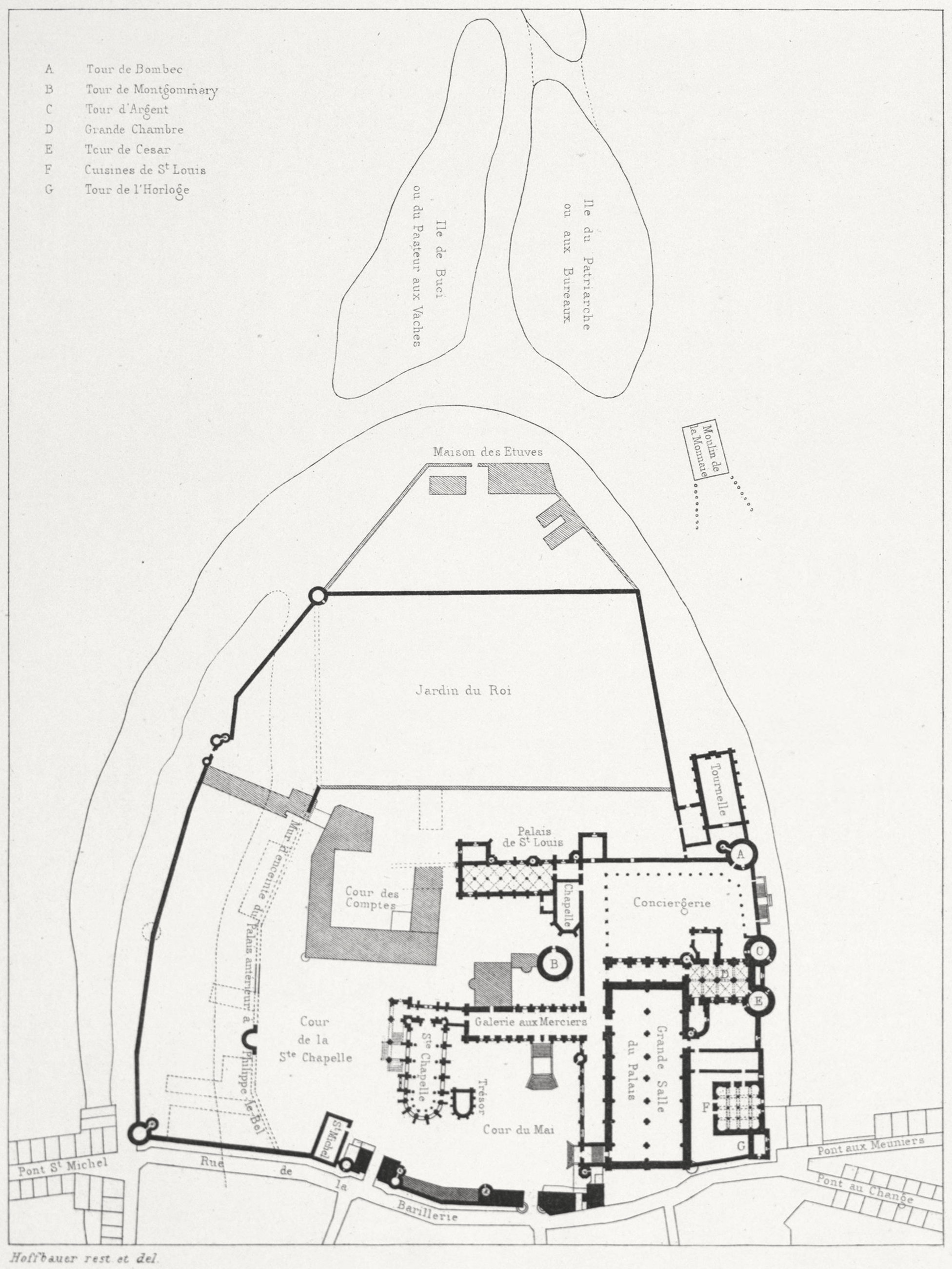
Planta reconstruída do século XIX da área em 1380, gravura de Theodor Josef Hubert Hoffbauer
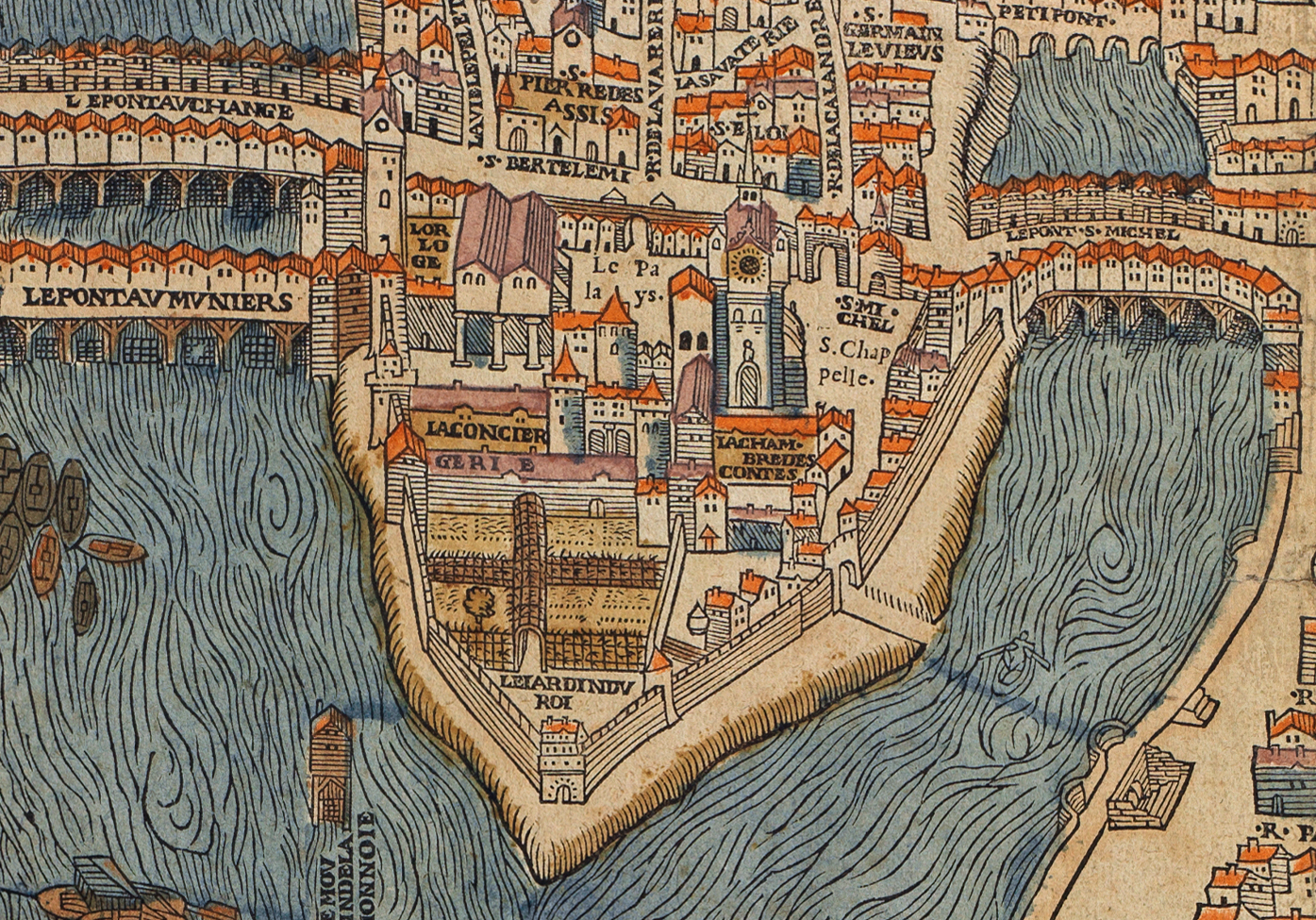
Plano de Paris, 1550
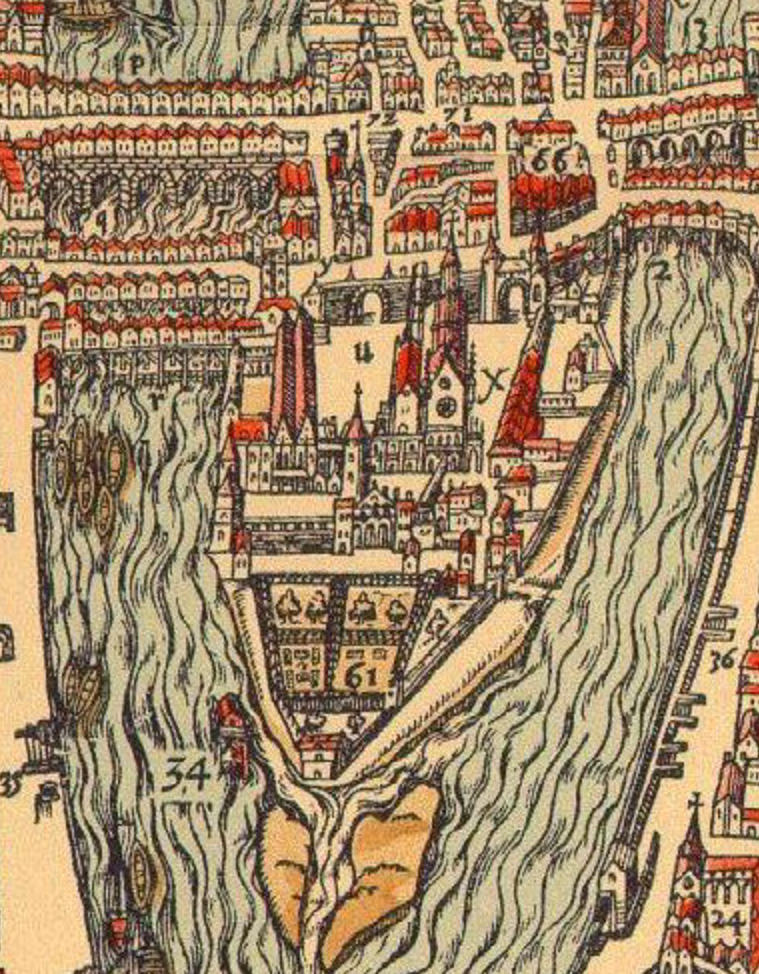
Detalhe do Plano de Belleforest, 1575
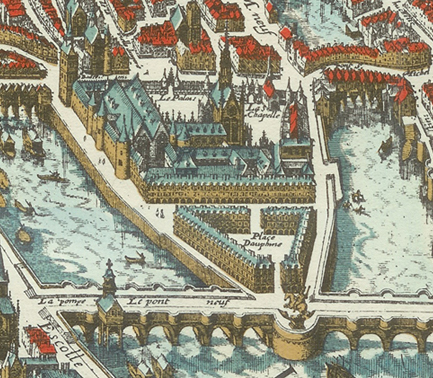
Detalhe do Plano de Mérian, 1615
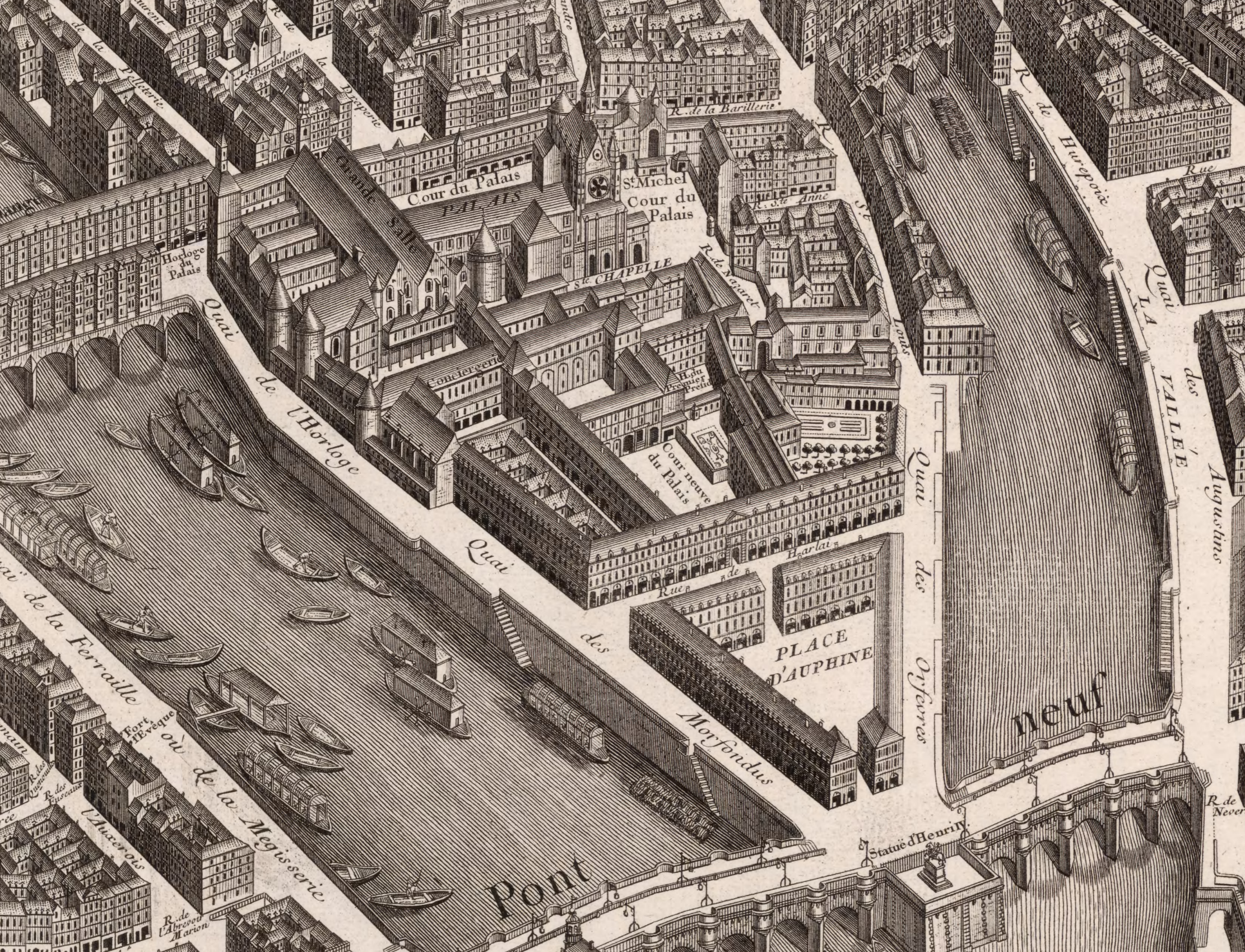
O palácio na década de 1730, detalhe do mapa de Paris de Turgot
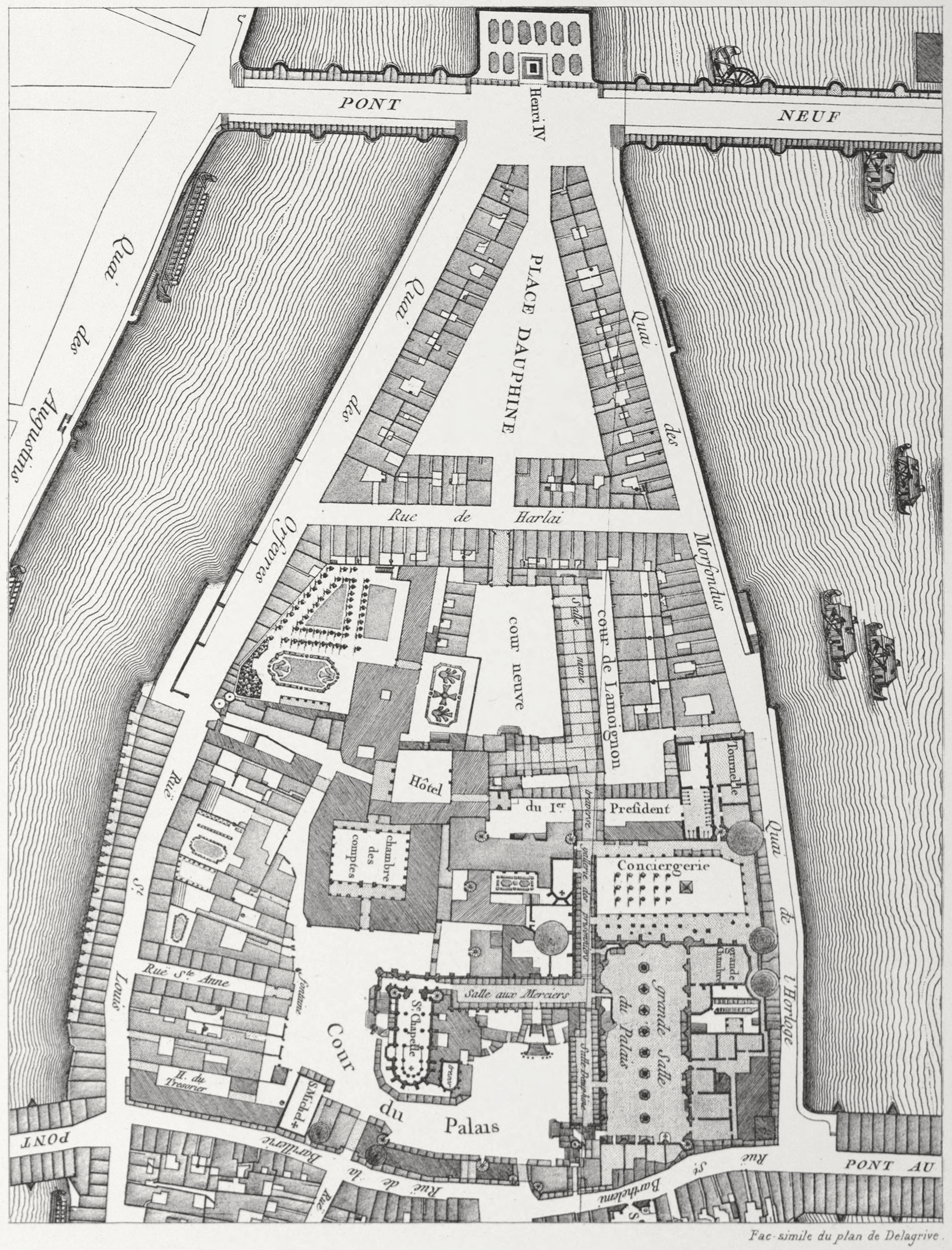
Planta reconstruída do século XIX da área em 1754, gravura de Theodor Josef Hubert Hoffbauer
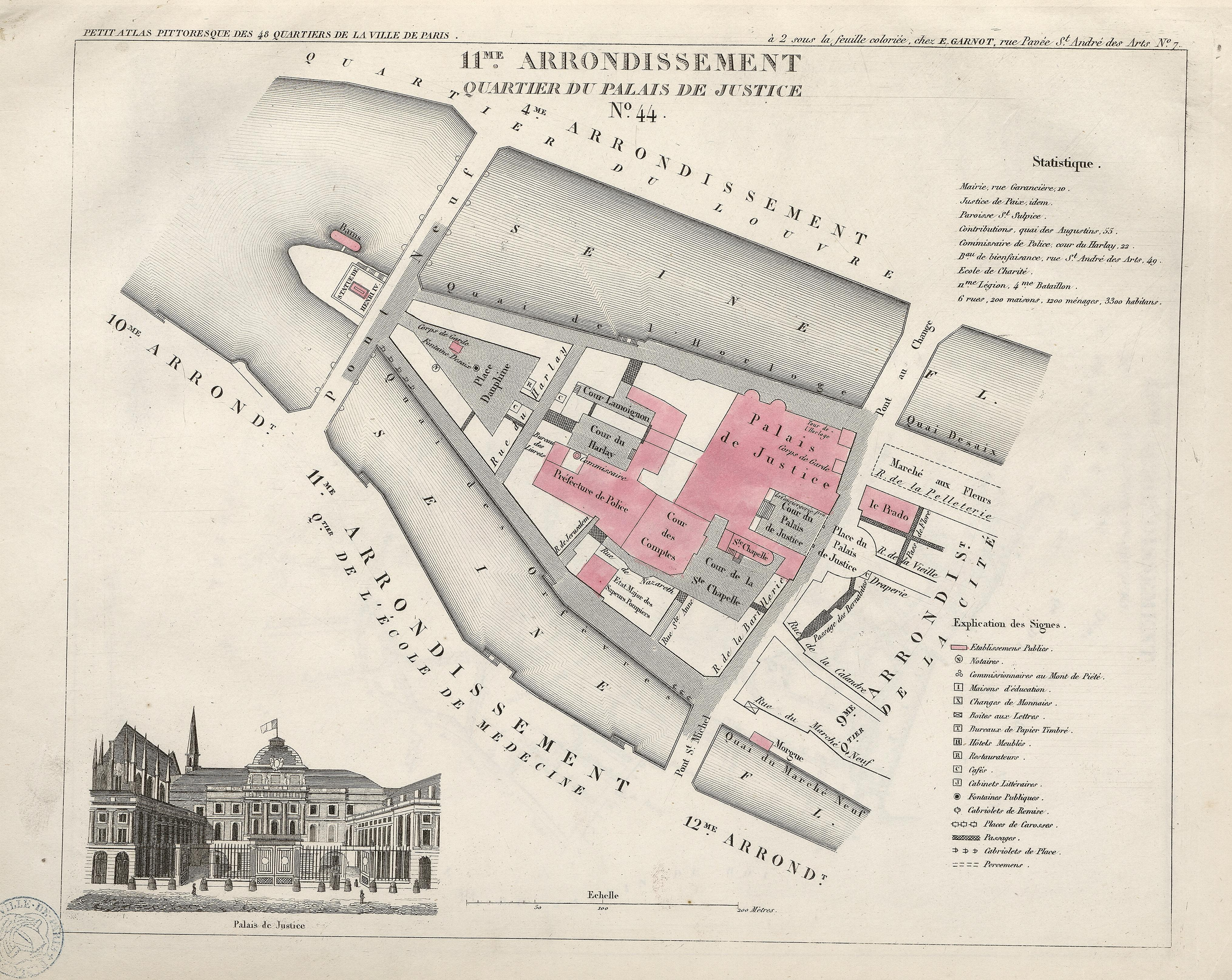
Mapa da área em 1834
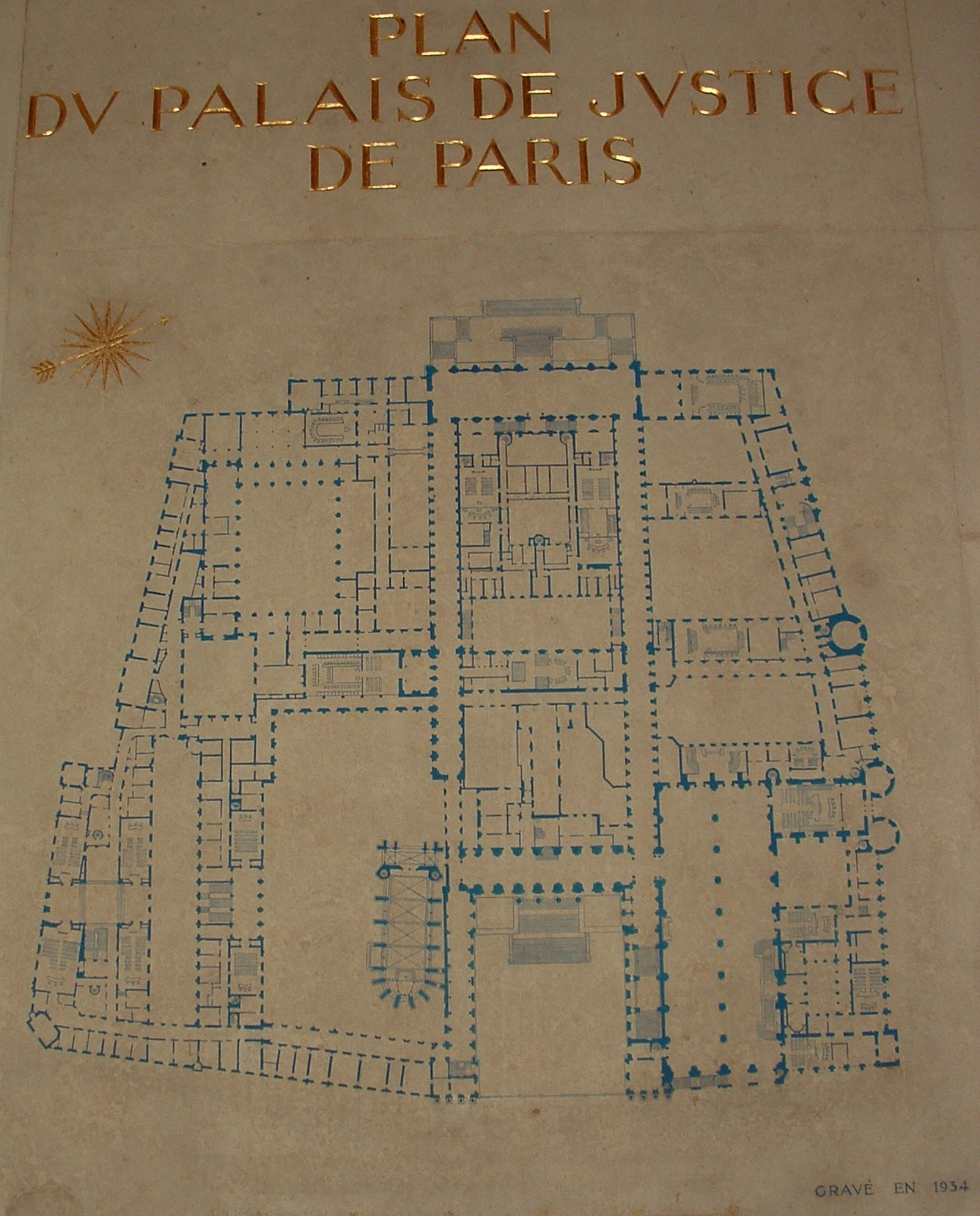
Planta do primeiro andar em 1934, gravada em uma parede dentro do edifício

### Imagens históricas

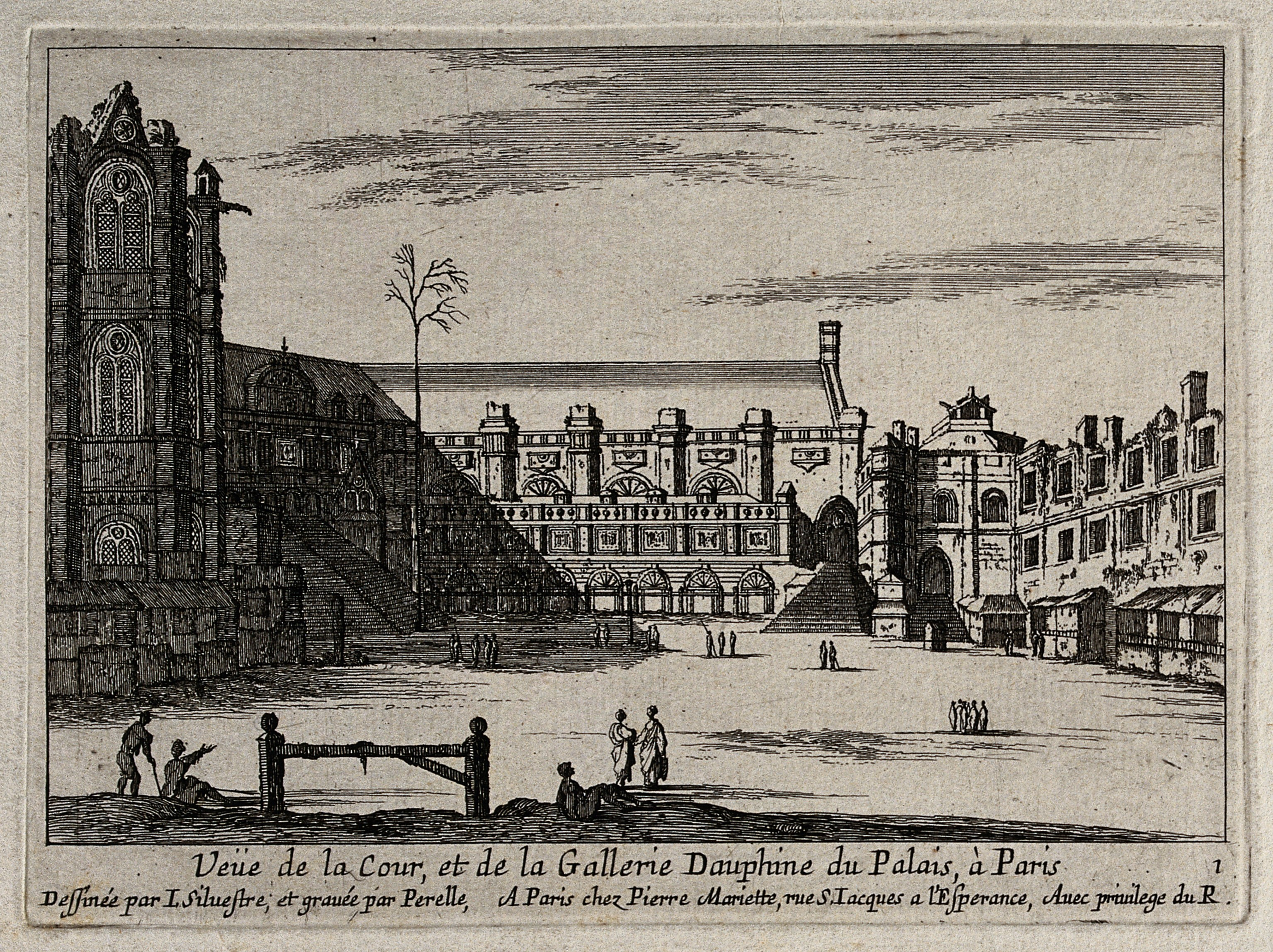
Sainte-Chapelle e Grande-Salle, de Israel Silvestre, meados do século XVII
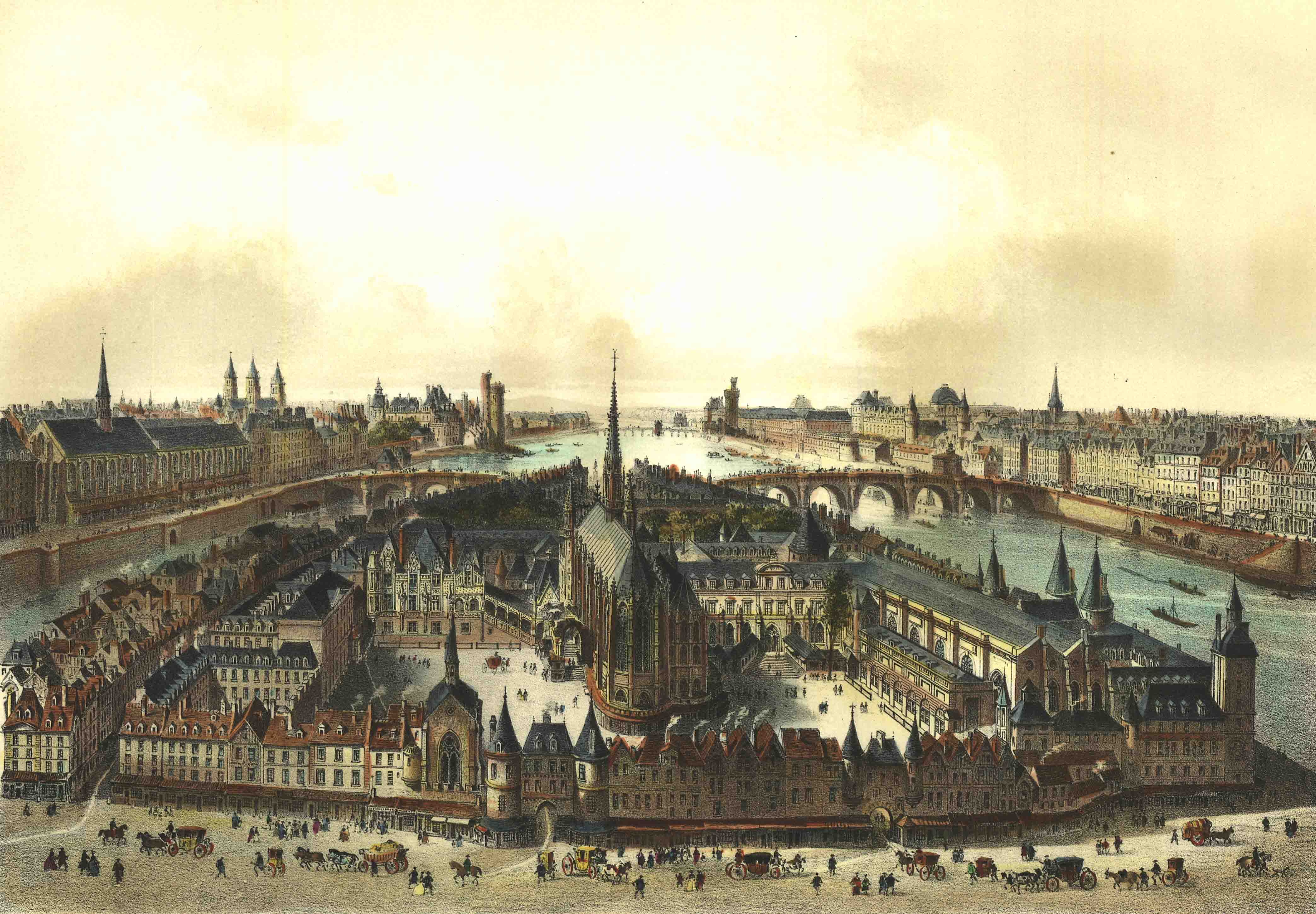
Vista geral do palácio por Israel Silvestre, meados do século XVII
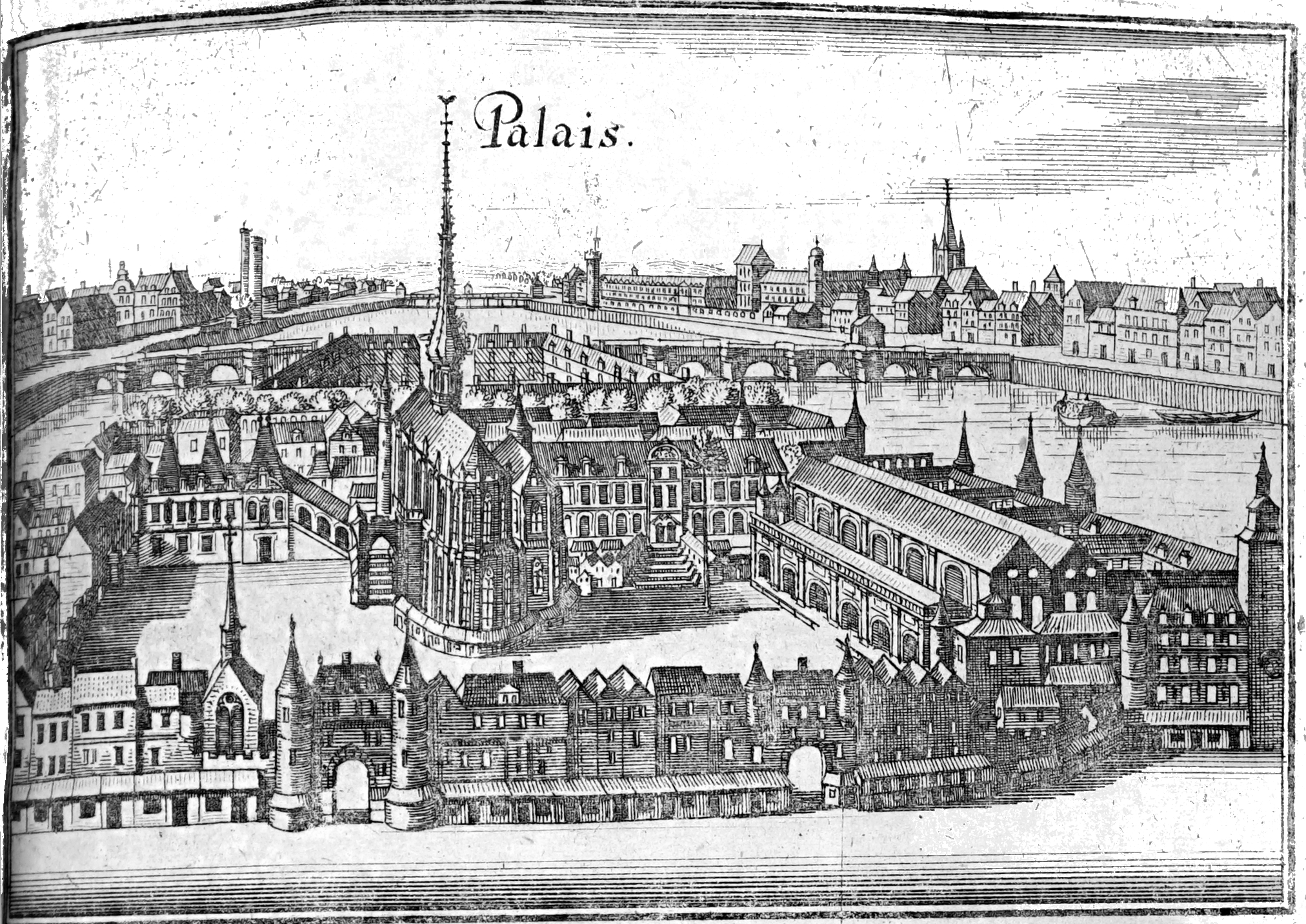
O Palais de la Cité em 1655
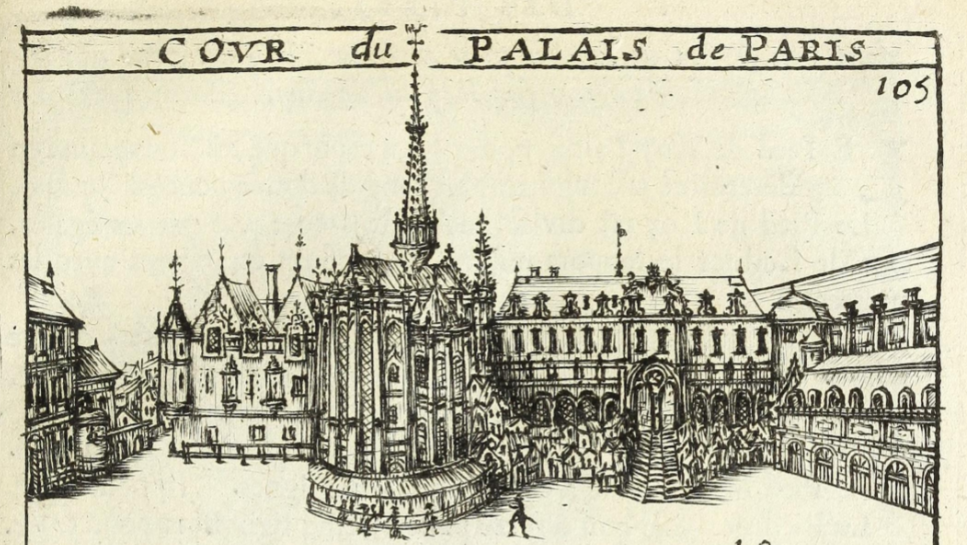
Cour du Mai em 1702
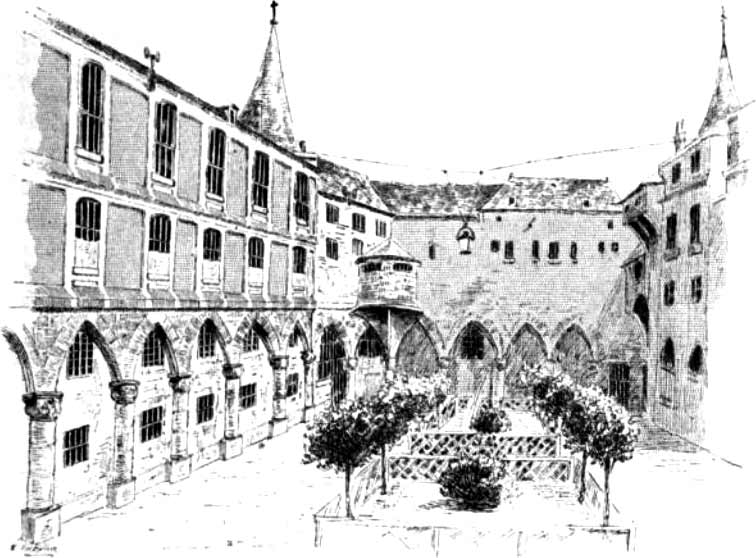
Pátio interno principal (Cour des Hommes) da Conciergerie em meados do século XIX, demolido pouco tempo depois
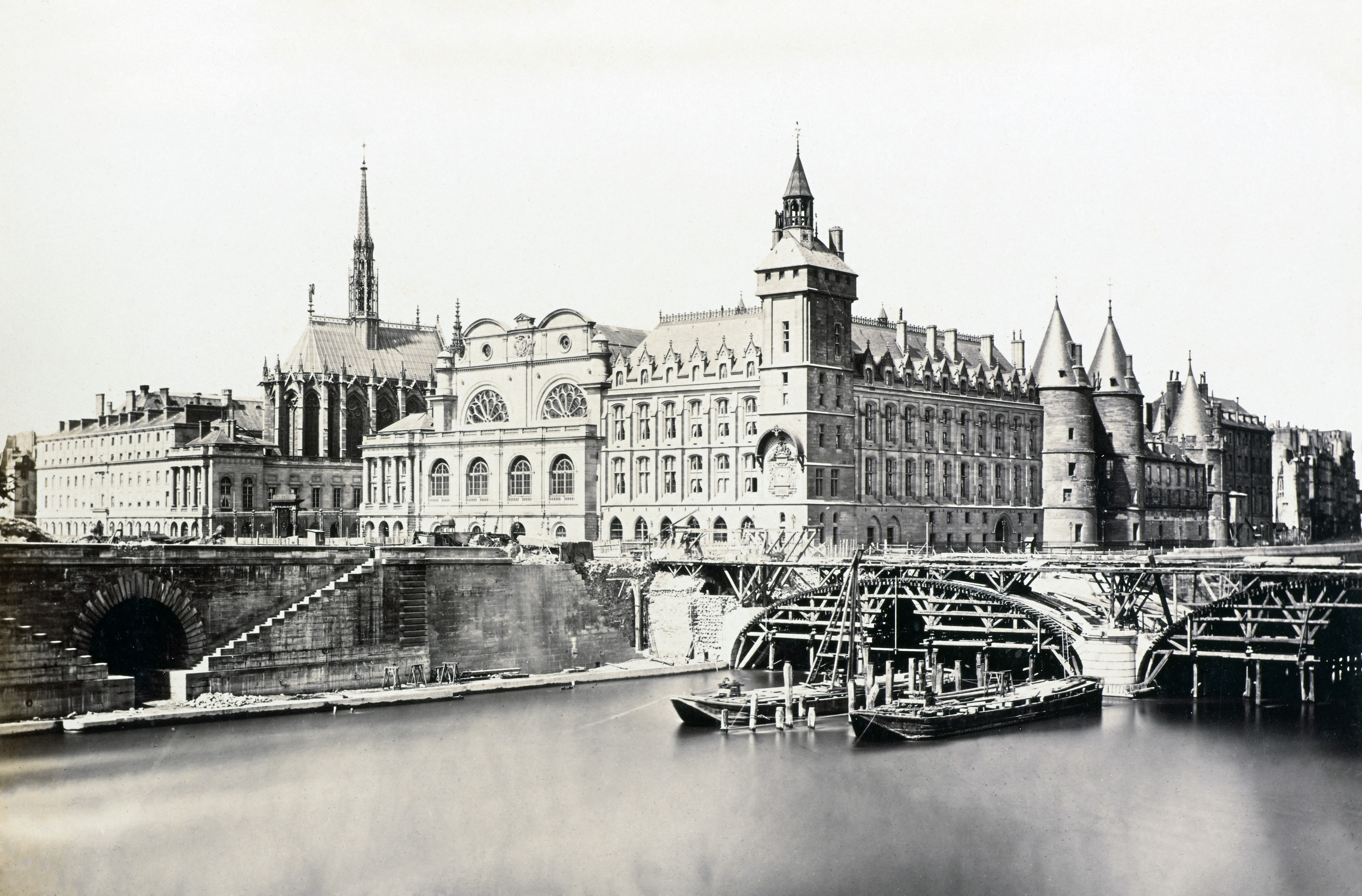
O palácio após a reconstrução parcial, 1859
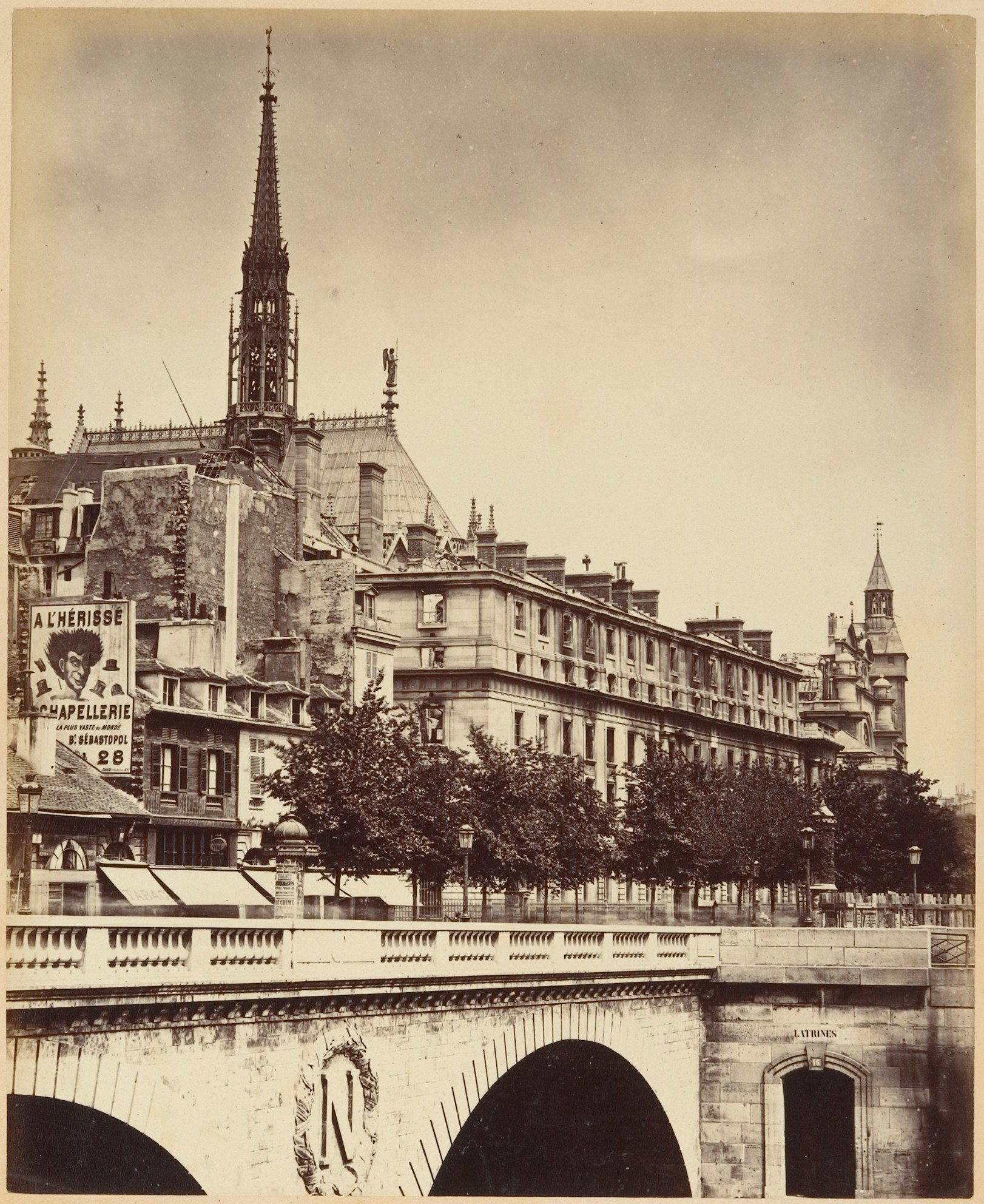
Frente leste no Boulevard du Palais após o incêndio de 1871
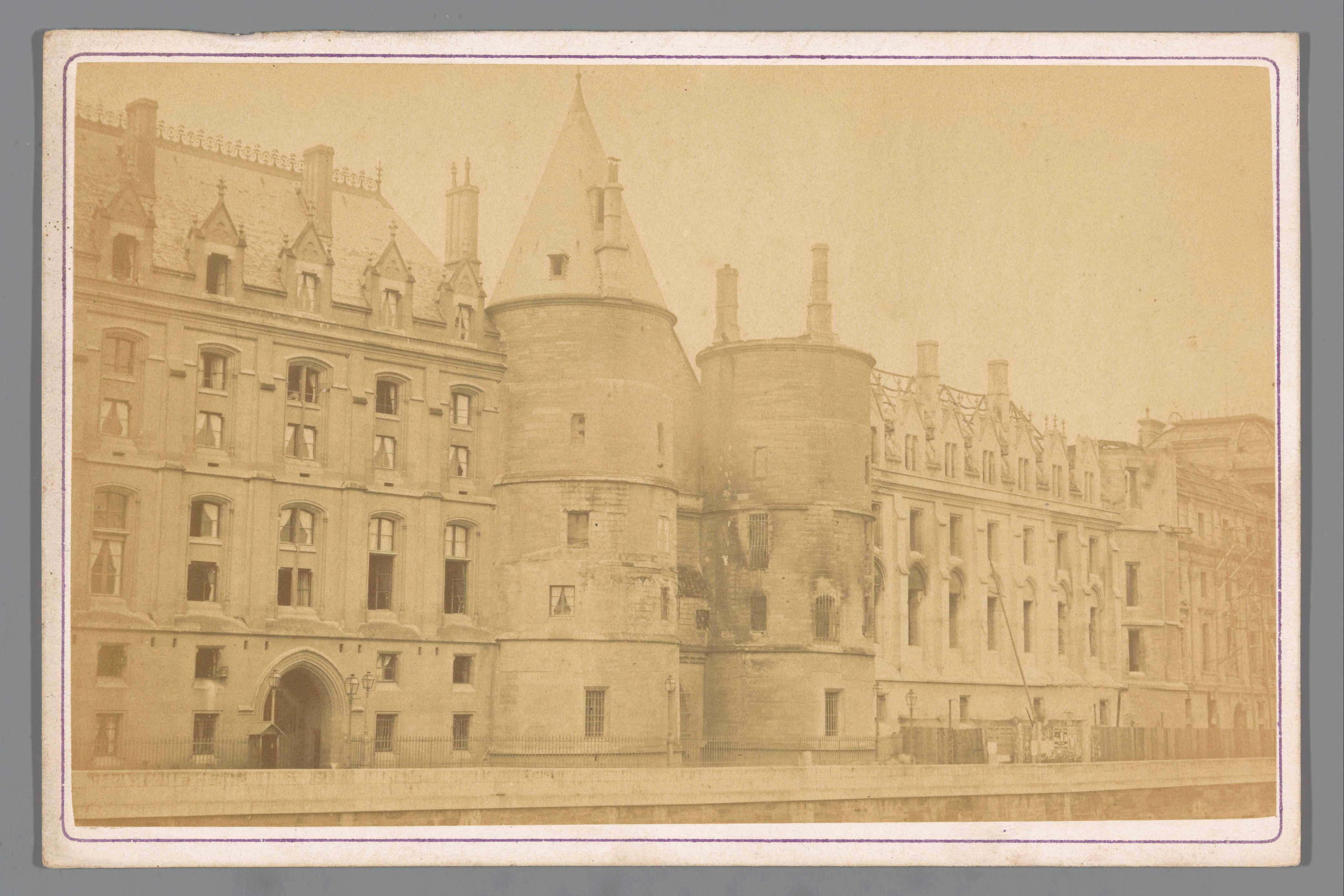
Frente norte após o incêndio de 1871
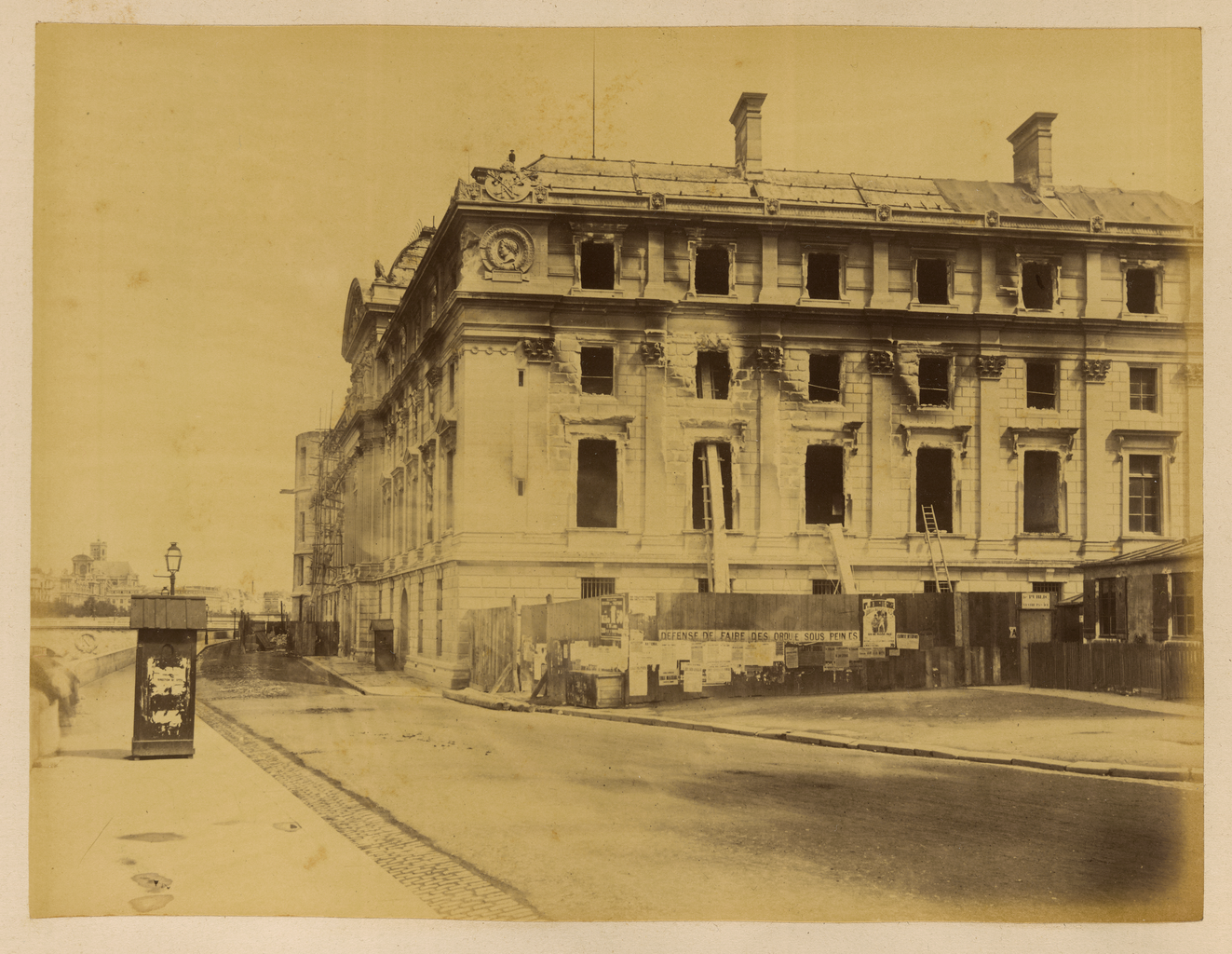
A recém-construída Cour de Cassation foi danificada por um incêndio, em 1871
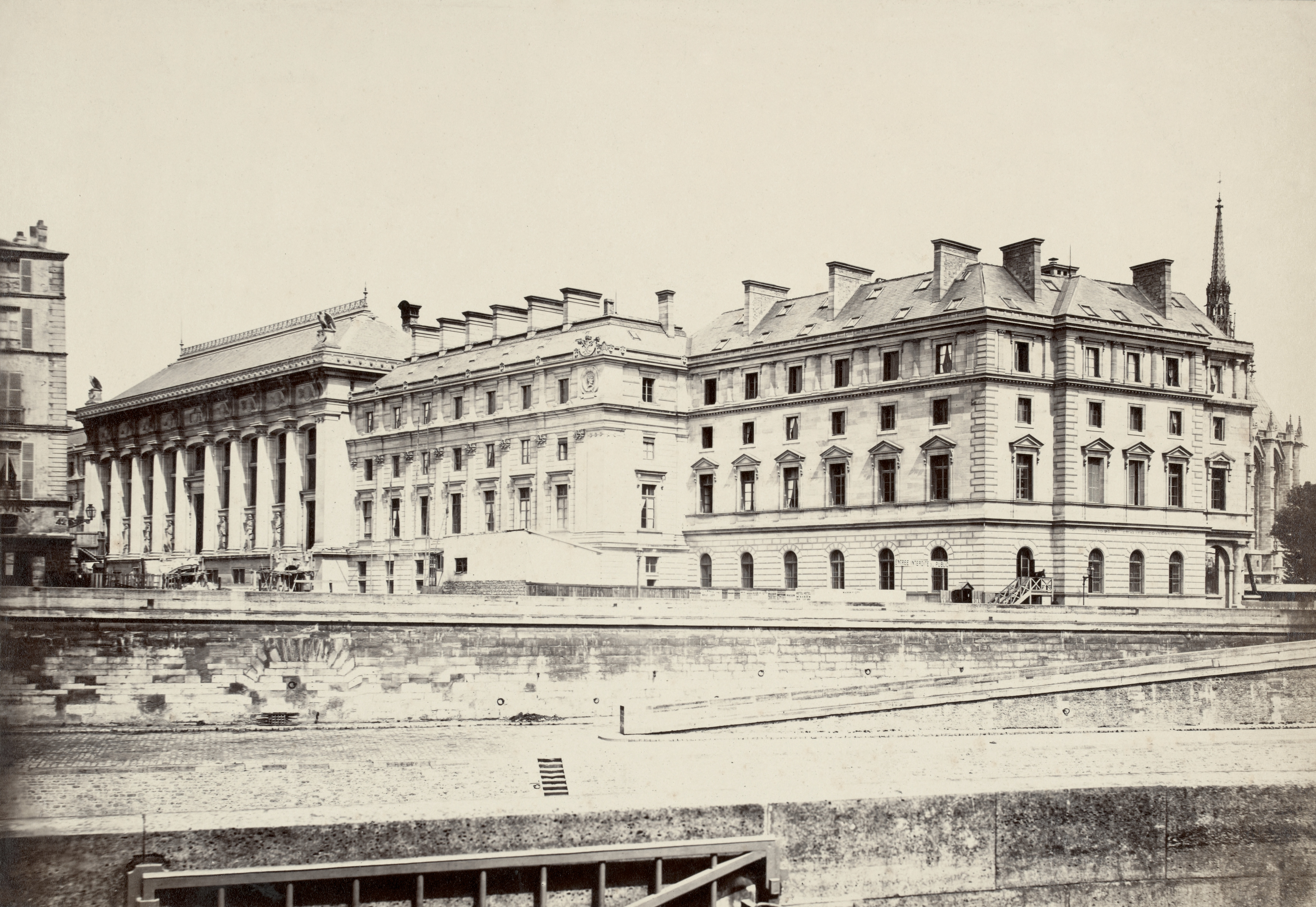
Fotografia do sudoeste, início da década de 1870
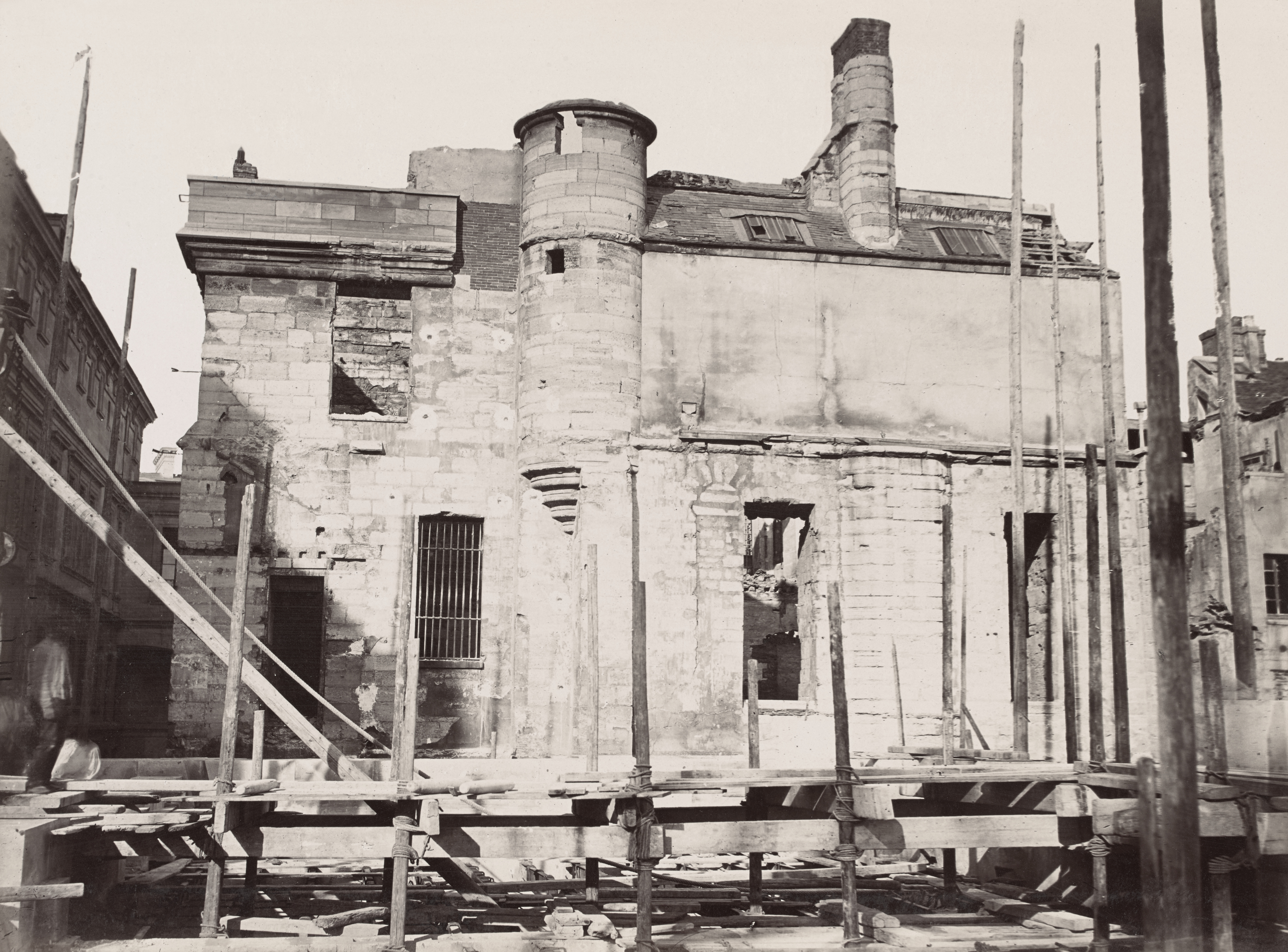
Demolição de edifícios medievais, final da década de 1870
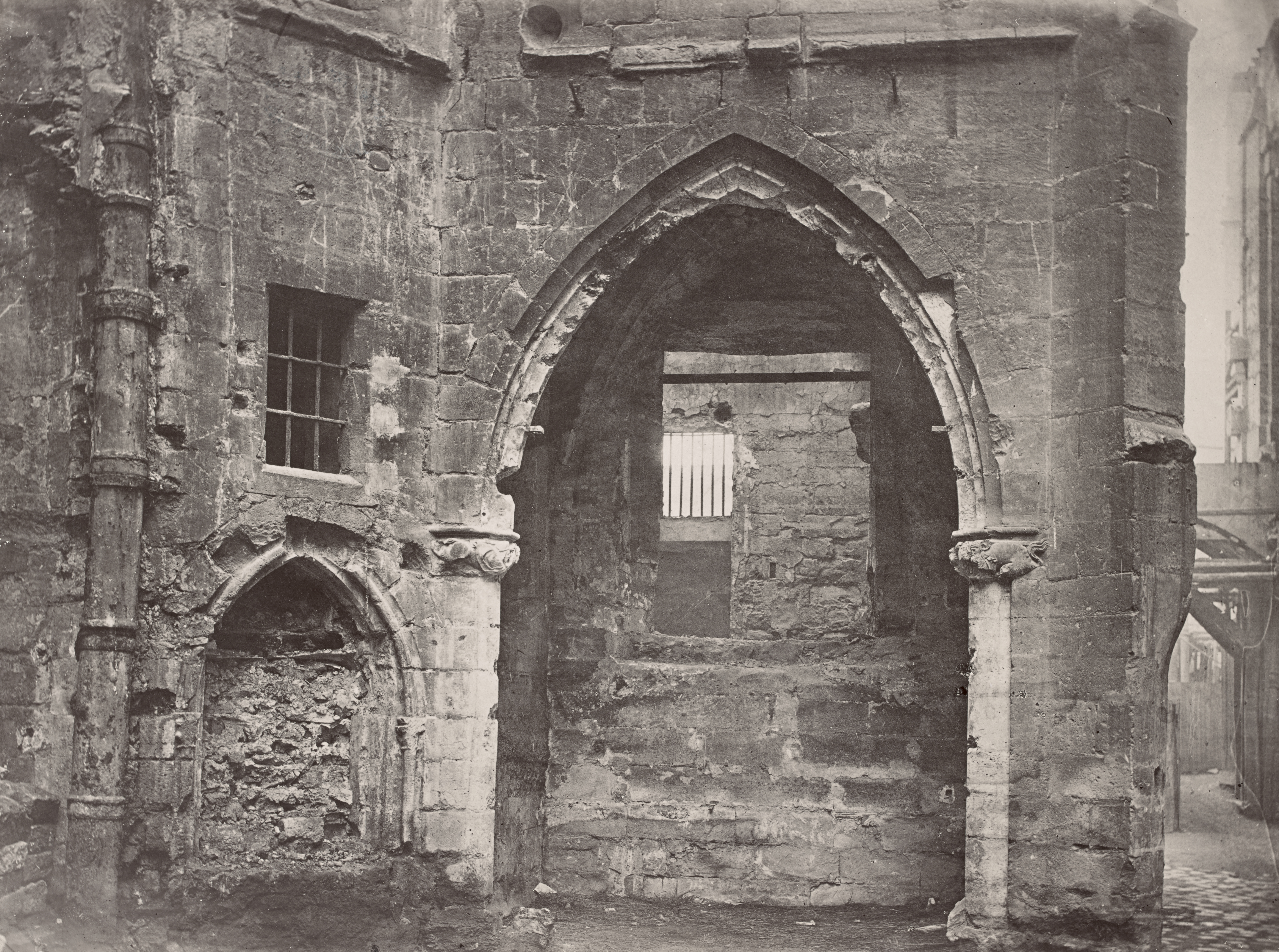
Demolição de edifícios medievais, final da década de 1870

### Reconstruções

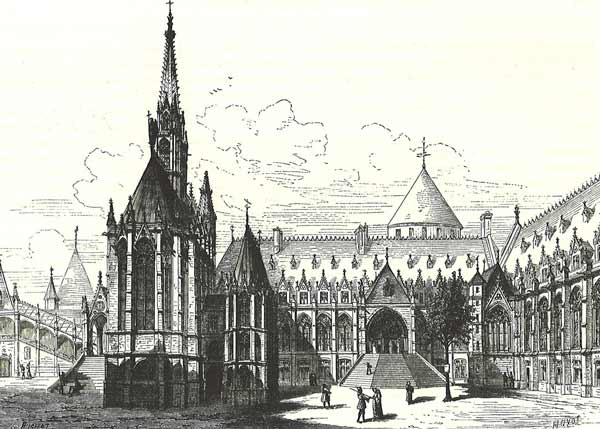
Cour du Mai no século XVI, autor desconhecido
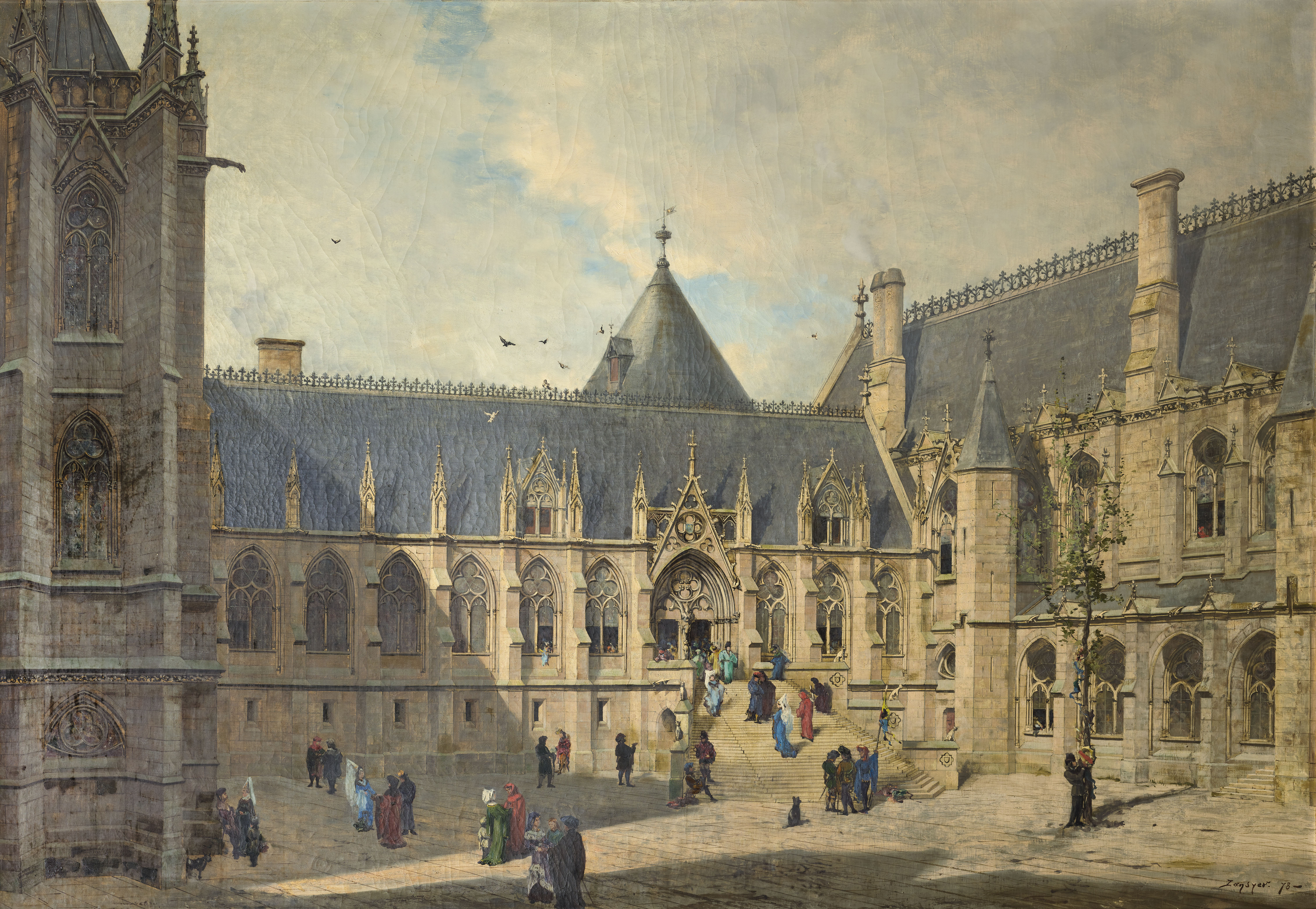
Cour du Mai no final da Idade Média, reconstrução por Emmanuel Lansyer, 1878
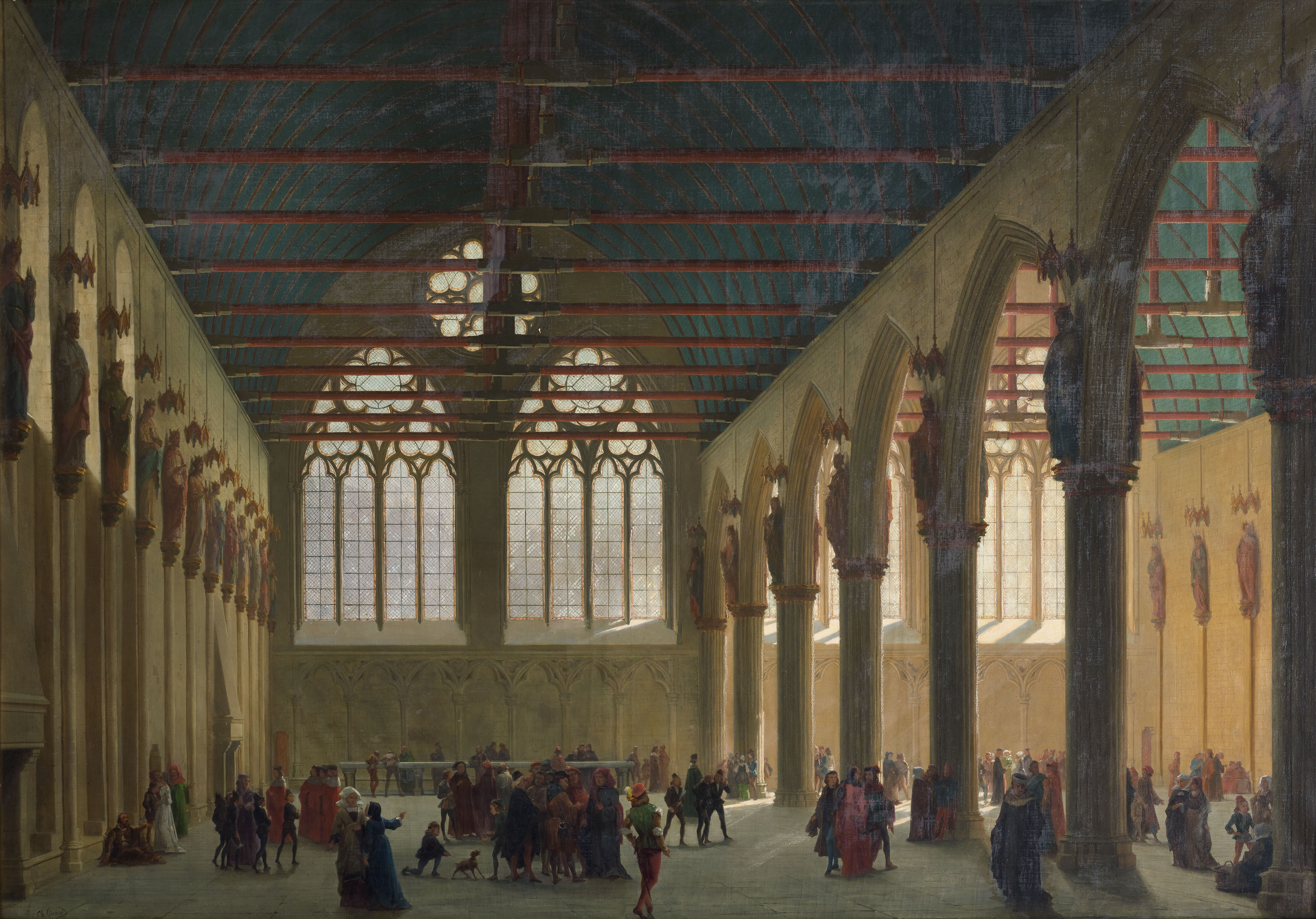
O Grande-Salle durante o final da Idade Média, reconstrução de Sébastien Charles Giraud, 1878